# Arquitetura do Brasil

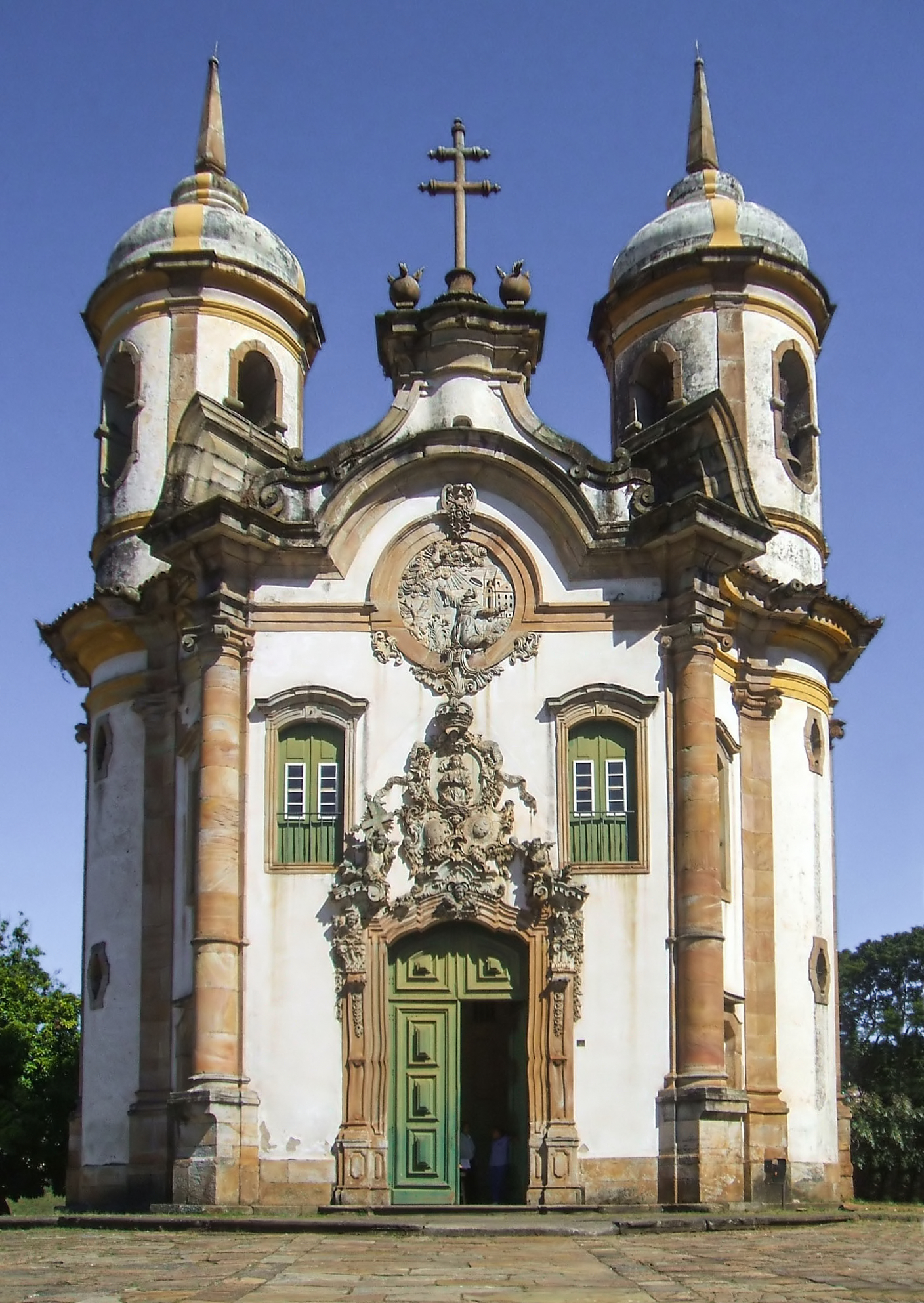
Igreja de São Francisco de Assis em Ouro Preto, um dos mais conhecidos ícones arquitetônicos da arquitetura barroca-rococó do Brasil.

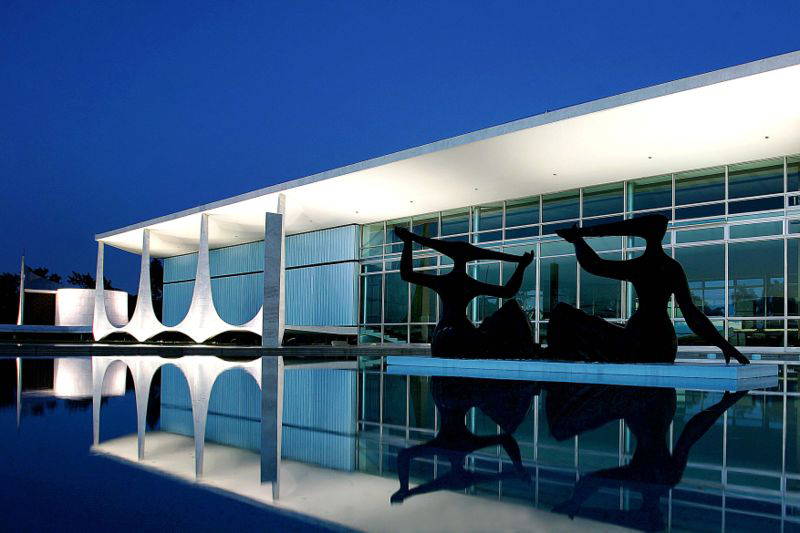
O Palácio da Alvorada, em Brasília, da escola modernista, integrando o Plano Piloto da cidade, declarado Patrimônio da Humanidade.

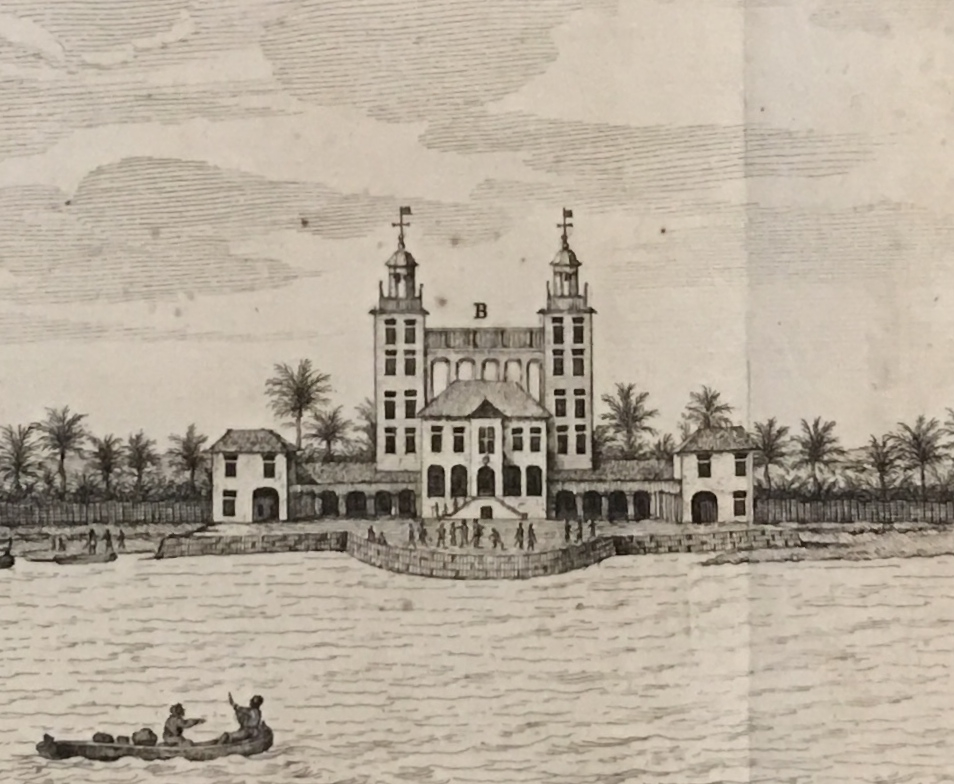
O antigo Palácio de Friburgo, sede da colônia de Nova Holanda no Recife, foi a primeira obra civil de grande porte realizada no Brasil. A edificação foi demolida no fim do século XVIII.

A arquitetura do Brasil desenvolveu a maior parte de sua história sob inspiração europeia. Território habitado antes por povos indígenas que não desenvolveram uma tradição arquitetônica a não ser habitacional, de caráter rústico, despojado e mais ou menos imutável, ao receber os conquistadores portugueses, o Brasil passou a integrar uma cultura nova.
Transformado em uma colônia destinada à exploração, ao longo de séculos o Brasil sustentou parte significativa do florescimento político, econômico e cultural português. Muitos conquistadores acabariam se enraizando, criando uma cultura com características progressivamente originais, embora sempre dependendo dos usos e costumes da metrópole portuguesa, a fonte ou o filtro de todas as referências. Apesar dessa estreita dependência, a arquitetura civil foi sempre a expressão mais livre e descompromissada, buscando antes a satisfação de necessidades básicas do que o luxo e o conforto, abrindo-se ao improviso e a materiais da terra, e mesmo a alguma influência de hábitos indígenas, e, por isso, é a parte mais diversificada do conjunto. A cultura brasileira, especialmente a da elite, durante muitos séculos, foi a cultura do provisório, predominando a ideia de que a vida que realmente importava e valia a pena viver era em Portugal. Para lá, seguia a maior parte das riquezas, requisitadas pela Coroa ou pela nobreza, e lá se ancoravam os projetos de futuro, vivendo-se na colônia com o menor gasto possível. Mesmo os edifícios públicos, como as Casas de Câmara e os palácios de governo, ou os palacetes de grandes senhores, eram pobres e acanhados em comparação a congêneres europeus.
Situação diferente foi a da arquitetura sacra. Mesmo que se entendesse o Brasil como um bem a ser explorado com os olhos postados na Europa, a colonização também significou a formação de uma população nova, no início flutuante, mas crescentemente radicada. Para esse povo, era preciso dar assistência religiosa, e os índios também precisavam ser salvos para Cristo, na óptica dos colonizadores católicos, para quem a religião tinha importância central, determinando muito do estilo de vida da época. Para cumprir aquelas metas, a Coroa enviou inúmeros missionários, e, com o tempo, fundaram-se mosteiros e igrejas. Paralelamente, a Igreja patrocinou a construção de muitos colégios, hospitais e outras estruturas. Como os religiosos em geral se distinguiam pela sua boa formação cultural, sendo muitos deles artistas de primeira linha, acabaram praticamente por monopolizar os projetos de arquitetura de grande porte pelo menos até o século XIX, encarregando-se também da decoração interna. O litoral brasileiro, a região que concentrou a urbanização, possui ainda um rico acervo de arquitetura religiosa colonial, com muitos exemplares de grande significado e beleza. Além disso, toda vila interiorana tinha pelo menos uma capela; muitas delas tinham mais, cujas irmandades, da mesma forma que nas cidades grandes, rivalizavam na ostentação de pompa e luxo até onde as condições locais permitissem. Esse espírito ostensivamente decorativo foi uma característica típica e marcante do estilo Barroco, que predominou durante a maior parte do período colonial, assimilando, em sua fase derradeira, traços do Rococó. O estilo encontrou sua manifestação mais interessante na arquitetura sacra da região de Minas Gerais, considerada por muitos autores como a primeira síntese erudita tipicamente brasileira.
Entre fins do século XVIII e meados do século XIX, a arquitetura passou a mostrar os traços do Neoclassicismo, segundo padrões franceses, primando pela regularidade e simplicidade de linhas e pela economia decorativa, mas foi uma escola que deixou escasso legado em suas formas mais puras, tornando-se mais frutífera à medida em que se combinava, no fim do século, a elementos românticos e historicistas, e a um gosto renovado pela decoração abundante, formando-se uma fértil escola eclética, que deixou grande número de imponentes edifícios nas maiores capitais e se disseminou até entre os mais distantes povoados em suas versões populares. Num tempo em que a influência da religião estava em declínio e a cultura laica se afirmava, essa expansão foi favorecida pela crescente profissionalização dos arquitetos e pela multiplicação de escolas, e também pelos avanços nos meios de comunicação e transporte, pela formação de uma nova ideia de conforto habitacional e de urbanismo, por novos conceitos de higiene e novos hábitos de socialização. Além disso, a industrialização em passo acelerado desenvolvia novos materiais que facilitavam o trabalho, o barateavam, ou possibilitavam inovações técnicas e formais, verificando-se, a partir de então, progressiva verticalização das cidades e o desenvolvimento de projetos urbanísticos e arquitetônicos de envergadura inédita.
A partir da segunda década do século XX, tornou-se cada vez mais influente a escola modernista, outra vez uma importação basicamente estrangeira, embora seus cultivadores locais tivessem entre suas ambições a busca e caracterização de uma identidade singular para a arquitetura brasileira, num período em que até mesmo o governo se preocupava em consolidar, objetiva e sistematicamente, um senso de brasilidade genuína na cultura nacional, embora o resultado fosse em boa parte estereotipado e proselitista, como sugere o surgimento, nesta altura, da influente corrente Neocolonial, que entendia a arquitetura barroca como a mais intimamente ligada à identidade e às tradições do país, um de muitos "Neos" que apareciam por então de forma mais ou menos independente.
Essas correntes ornamentais e historicistas se dissolveriam em breve pelas rápidas mudanças na civilização em escala mundial, que encontraram uma expressão arquitetônica na enxuta, sólida, funcional e arrojada escola Déco, que teve ampla receptividade até os anos 1940 e se contrapôs ao que então era visto como excesso ornamental e irracionalidade prevalentes ao longo do Ecletismo, possibilitando um rápido florescimento do Modernismo. Este, consagrado em todos os níveis entre as décadas de 50 e 70, desenvolveu muitas ramificações, entre as quais se destacaram, pela preferência oficial, primeiro a escola do celebrado Le Corbusier, e depois uma derivação brutalista. Rapidamente adotado como estética oficial, o Modernismo produziu exemplares notáveis em muitas grandes cidades, sendo coroado pela construção de Brasília, considerada por muitos críticos como a expressão mais vasta, pura e integrada do Modernismo arquitetônico brasileiro, que atestava ali, em escala monumental, sua originalidade. Os projetos modernistas se pautavam pelo racionalismo, pela assimetria, pelas linhas simples e geométricas, pela economia decorativa e por uma íntima integração entre forma e função, privilegiando entre os materiais o concreto, o aço e o vidro, e tendo, além disso, muitas vezes, um fundo ético e uma proposta social integradora, mas que, de fato, veio a revelar contradições e acabou sendo ultrapassado, como foram todas as correntes culturais anteriores numa sociedade em perene mudança.
Em anos mais recentes, a arquitetura brasileira continua uma trajetória que, desde o Modernismo, é respeitada e dialoga internacionalmente, tem encontrado espaço de estudo em muitas universidades com cursos de graduação e pós-graduação, possui muitos fóruns de discussão de alto nível, e a produção escrita crítica e técnica aumenta sem parar. Pesquisa-se novos materiais, reinterpreta-se com plena liberdade linguagens vernáculas e vanguardistas, a sustentabilidade vem aparecendo como um novo tema de interesse e mesmo de necessidade, e os desafios inéditos colocados pela crescente concentração humana nas grandes metrópoles se tornam agudos, afetando a qualidade de vida de milhões de pessoas e exigindo respostas ainda não encontradas. Em meio a todo esse contexto multifacetado e multi-referencial, continua-se buscando definir o que será uma arquitetura nacional no mundo contemporâneo globalizado.

## Arquitetura popular
Embora ainda seja comum a visão de que a autêntica arquitetura brasileira seja a arquitetura erudita, em especial a colonial ou a modernista, nas últimas décadas, a arquitetura popular tem sido vista também como parte do acervo artístico nacional. Nessa categoria, enquadram-se manifestações populares com influências de diversas culturas, como as dos povos indígenas, africanos, europeus e árabes.

### Arquitetura indígena

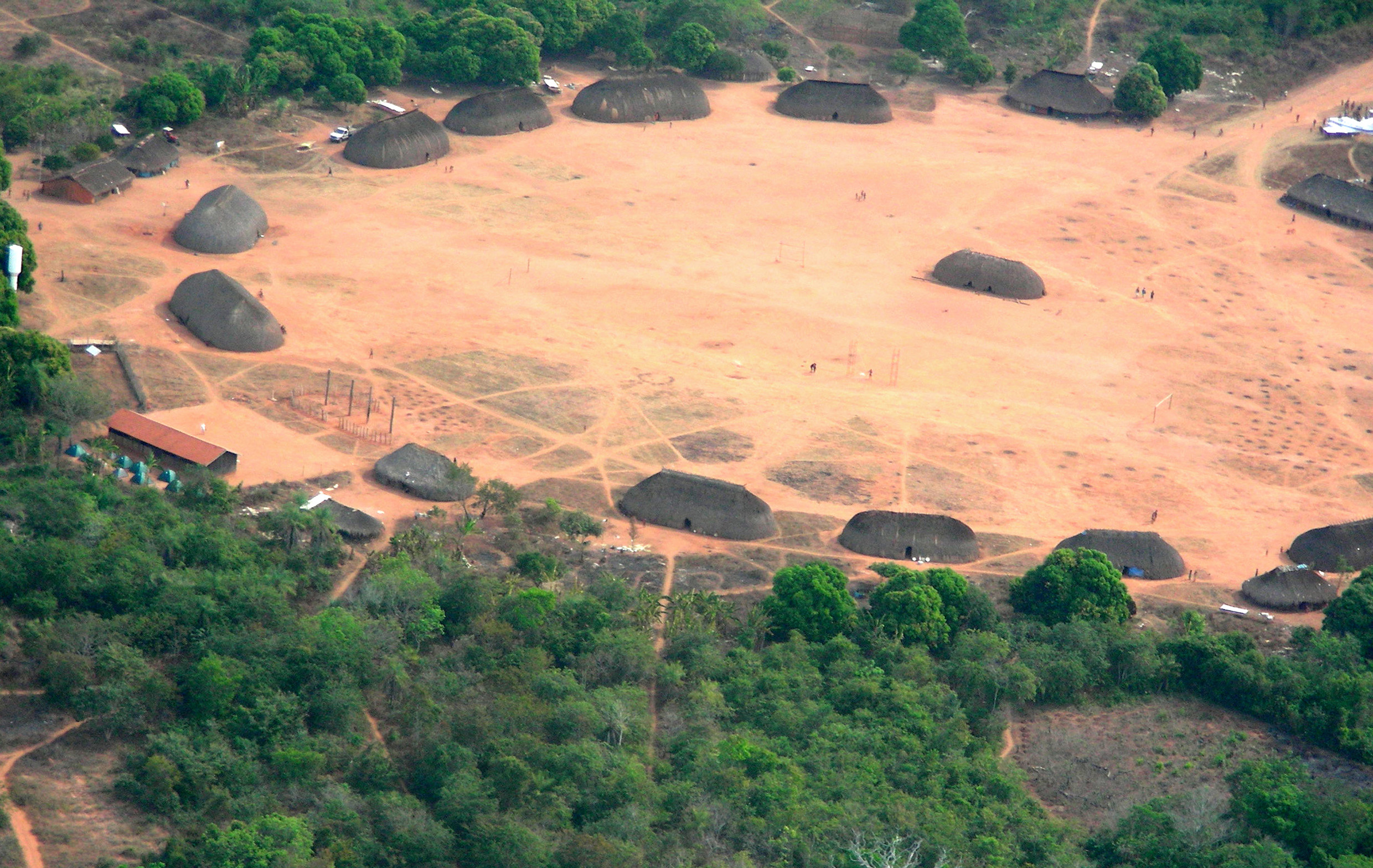
Aldeia Kuikuro, no Parque do Xingu, com suas ocas dispostas em círculo.

Os diversos povos nativos que habitavam o território brasileiro desenvolveram uma linguagem arquitetônica que só encontrou expressão nas suas habitações, as chamadas ocas. Com uma estrutura de madeira coberta de palha ou folhas de palmeira, eram de uso coletivo e não possuíam divisões internas, e organizavam-se em torno de uma praça circular. Podiam atingir até 30 m de extensão e 10 m de altura.
Esta arquitetura tribal ainda é comum entre os povos indígenas remanescentes no norte do Brasil, mas não exerceu qualquer impacto significativo na tradição arquitetônica brasileira, permanecendo como um fenômeno cultural isolado. Recentemente, entretanto, este modelo, reinterpretado com técnicas e materiais atuais, vem recebendo atenção de alguns arquitetos como uma alternativa ecológica para o problema habitacional contemporâneo.

## Arquitetura colonial

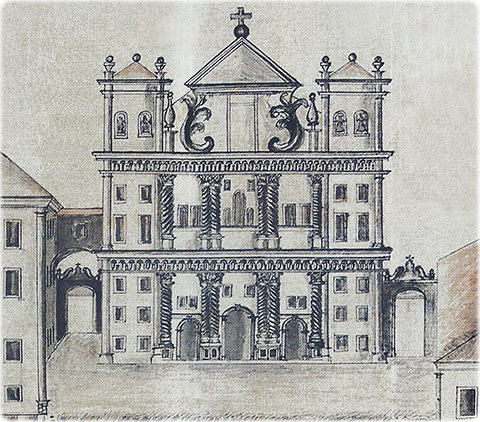
Antiga Sé da Bahia, um dos principais edifícios maneiristas do Brasil, demolido em 1933, quando já estava completamente descaracterizado.

Esteticamente, os primeiros tempos do período foram marcados pela introdução de uma arquitetura tardo-renascentista ou maneirista, de grande regularidade, solidez e austeridade externa, conhecida como estilo chão, mas que podia ser ricamente decorada nos interiores. No século XVII, chegando com certo atraso em relação aos desenvolvimentos estéticos europeus, o Barroco se disseminou para quase todo o país, alcançando desde o Pará até o extremo sul, e penetrando o interior até Goiás e Mato Grosso, deixando um extenso acervo de arte e arquitetura, com muitos exemplos de alta qualidade, e tornando-se, de certa forma, típico de todo o período colonial, a ponto de ser considerado "a alma do Brasil", conforme frase celebrada de Affonso Romano de Sant'Anna. Caracterizado pela ornamentação dramática, dinâmica e superabundante tanto em fachadas como nos interiores, buscando efeitos teatrais, sua influência se estenderia até o século XIX, como se pode constatar em edificações como a Igreja de Nossa Senhora da Conceição, em Porto Alegre, cuja construção iniciou em 1851, a Igreja de Nossa Senhora do Rosário dos Pretos de Goiana, cuja fachada só foi concluída em 1835, e a grande Igreja da Candelária, só concluída em 1877 seguindo um projeto do século anterior.

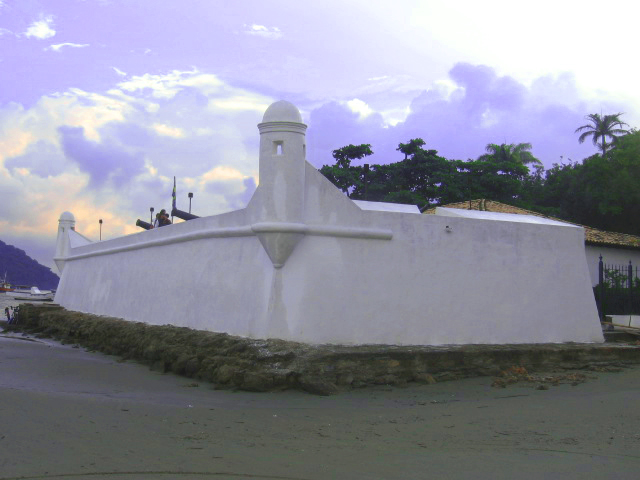
O Forte de São João da Bertioga, o mais antigo do Brasil.

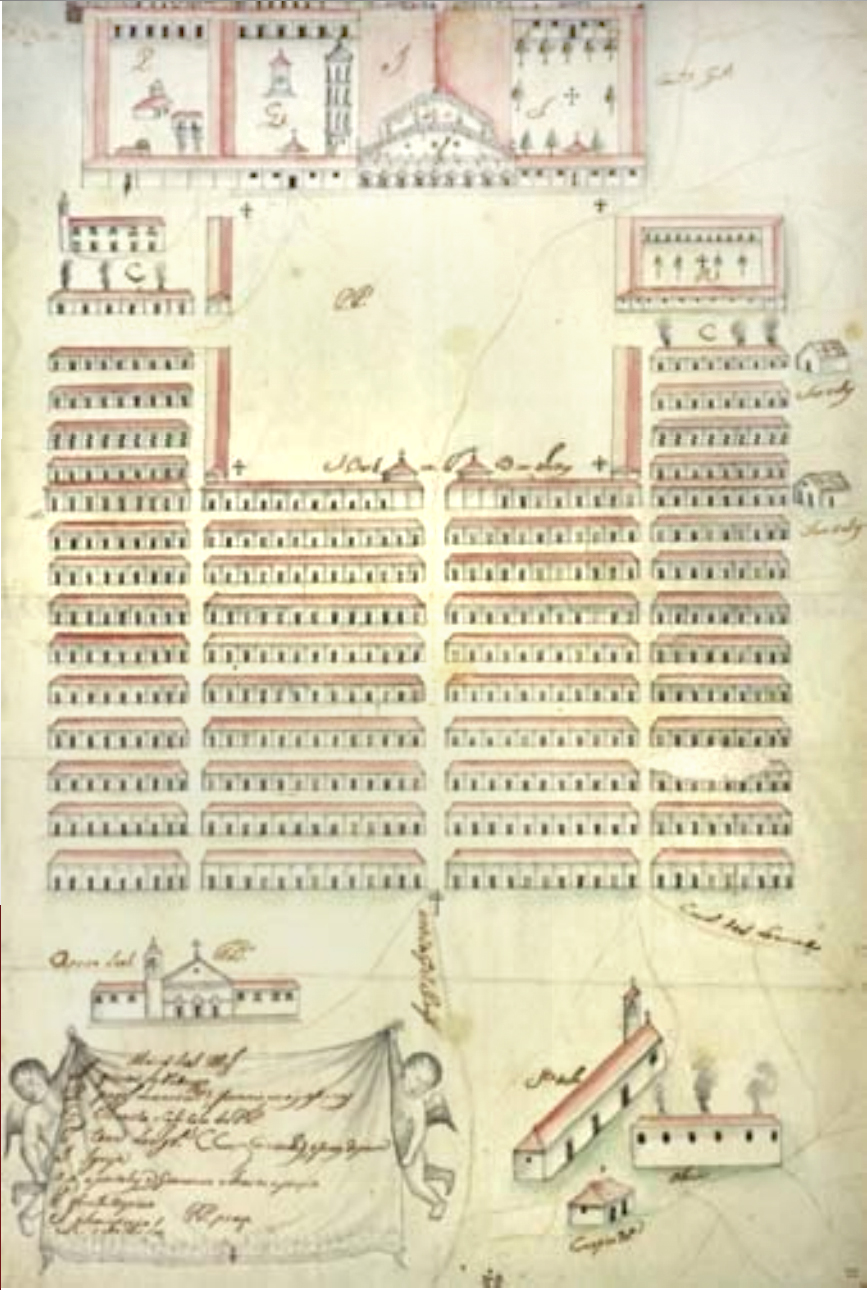
Planta da redução de São Miguel Arcanjo, Rio Grande do Sul.

Porém, a arquitetura do período colonial é de estudo complexo. Circunstâncias peculiares no processo de formação do Brasil levaram a um desenvolvimento arquitetônico pouco regular, com a duradoura persistência de padrões maneiristas e outros que em Portugal caíam em desuso, e com muitas simplificações e adaptações dos modelos portugueses a contextos locais. Além disso, a própria arquitetura portuguesa na época da colonização era um mosaico de influências diferenciadas, em muitos aspectos compondo sínteses originais e distantes do que se fazia no resto da Europa. Enfim, grande parte dos edifícios antigos sofreu reformas ao longo do tempo, que alteraram suas feições primitivas e os tornaram conjuntos híbridos, com elementos de várias épocas e estilos diferentes. Por esses motivos, os exemplares sobreviventes muitas vezes são de caracterização e datação difíceis e controversas.
No primeiro século de colonização, a arquitetura se desenvolveu basicamente em torno das fortificações, que passaram a pontilhar o litoral, erguidas para assegurar a posse do território. Nesses tempos árduos, em que a terra era virgem, habitada por diferentes povos indígenas, sondada por piratas, aventureiros e invasores de outras nações, a defesa era um aspecto central de preocupação dos portugueses, e pouco se tinha de tempo e recursos para um planejamento urbanístico e arquitetônico adequado às realidades locais. Os fortes, as estruturas mais imponentes, seguiam modelos tradicionais de Portugal, herdeiros de antigas tradições arquitetônicas, e as vilas que se formavam em seu redor adotaram comumente um padrão ortogonal, como um tabuleiro de xadrez, a chamada "malha romana", usada pelos portugueses em outras colônias além-mar para a definição de seus centros administrativos avançados, como Cochim e Damão, embora na própria metrópole fosse uma solução pouco usual. As primeiras fundações importantes, como Olinda, Salvador e o Rio de Janeiro, respectivamente de 1535, 1549 e 1567, eram desse tipo, imitado em outros locais. Em muitos outros, porém, o crescimento das urbes não seguiu nenhuma ordem predeterminada, especialmente nos centros mineradores, nos povoados que surgiam ao longo de caminhos principais e serviam de pontos de descanso, pedágio, fiscalização ou abastecimento, e naqueles que cresceram em torno de casas-grandes de fazendas e engenhos, sendo esta última, no conjunto, a forma que deu origem ao maior número de cidades, segundo análise de Percival Tirapeli. A densidade da urbanização tendia a ser alta, com casas de um ou dois andares unidas umas às outras, de cômodos enfileirados de uso múltiplo, ornamentação sumária ou inexistente e pátios pequenos nos fundos, um modelo que tendeu a se repetir sem grande variação até meados do século XIX.

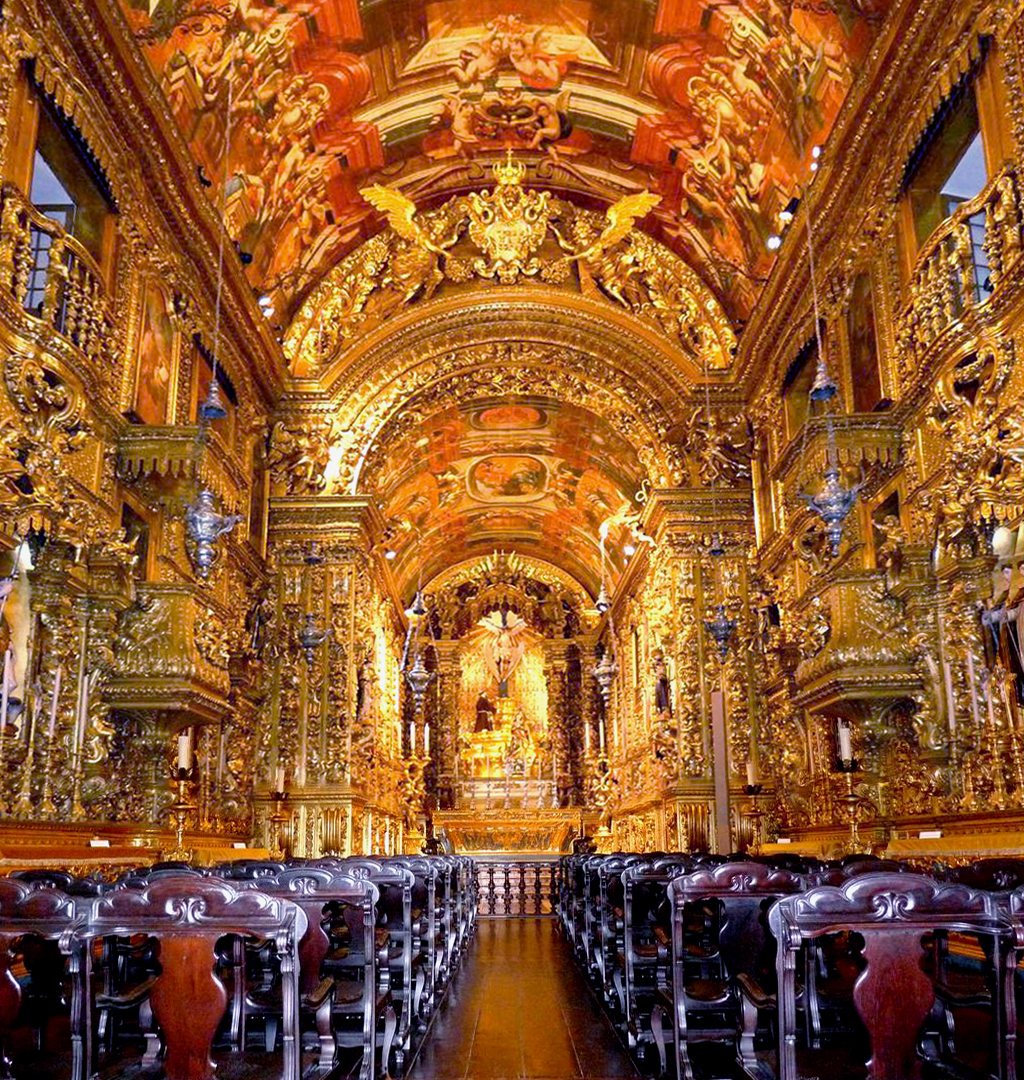
Interior da Igreja da Ordem Terceira de São Francisco da Penitência, no Rio de Janeiro.

À medida que a colonização avançava e a sociedade se enraizava e consolidava uma cultura mais ou menos autônoma, tornava-se possível o planejamento de estruturas mais elaboradas. No entanto, uma vez que o Brasil era uma colônia extrativista, na qual não valia a pena investir nem pensar em longos prazos, a arquitetura civil sempre se revelou simples, econômica, adaptável, buscando antes de tudo a funcionalidade. Ao mesmo tempo, como a religião era uma força social dominante, e como a partir do século XVII, sob a influência barroca, a riqueza e exuberância das formas plásticas e dos materiais eram considerados recursos válidos e importantes para o culto divino e para a sedução dos neófitos — entre eles os índios e, mais tarde, os escravos negros que "precisavam" ser civilizados e atraídos para Cristo —, reservava-se às igrejas, bem como aos conventos, o luxo que foi possível criar. Os exemplares mais importantes, de feição erudita e sofisticada, tornaram-se relicários de uma grande acumulação decorativa em estatuária, talha dourada, pinturas, alfaias e outros ornamentos. Em muitos locais, a Igreja determinou a organização dos núcleos vitais dos povoados, que se articulavam em torno dos templos, conventos, colégios e hospitais que os religiosos fundavam. De fato, muitas vezes a Igreja acabou por ser a vanguarda da colonização, penetrando com suas missões até os ermos mais distantes e criando povoados permanentes para os indígenas em processo de aculturação e catequização, as chamadas reduções. Os jesuítas, em particular, notabilizaram-se pelos seus projetos urbanísticos avançados para sua época e local, de grande racionalidade, atingindo um nível que se tornou modelar nas reduções do extremo sul, embora este grupo específico nascesse quando a região ainda era posse espanhola, subordinada à Província Jesuítica do Paraguai.
Durante muito tempo, as construções brasileiras foram traçadas por qualquer pessoa que tivesse capacidade de desenho e organização de espaços, incluindo entalhadores, ourives e outros artesãos. Contudo, a construção efetiva dos prédios principais era entregue a um mestre-de-obras capacitado. Registro de nomes nos primeiros séculos são muito raros, como é o caso do frei Macário de São João, que ergueu as igrejas do Convento de Santa Teresa, do Mosteiro de São Bento, e da Santa Casa de Misericórdia de Salvador, ou do frei Daniel de São Francisco, autor do projeto de Santo Antônio em Cairu, tido como o primeiro exemplo do Barroco puro. Também são lembrados alguns projetistas de fortificações, como Martim Correia de Sá, autor da reforma da Fortaleza de Santa Cruz da Barra, e Gaspar de Samperes, outro religioso, a quem se atribui o projeto da Fortaleza dos Reis Magos, modificado à sua atual configuração por Francisco de Frias da Mesquita. Mais tarde, as identificações se tornam mais frequentes.

### Arquitetura militar

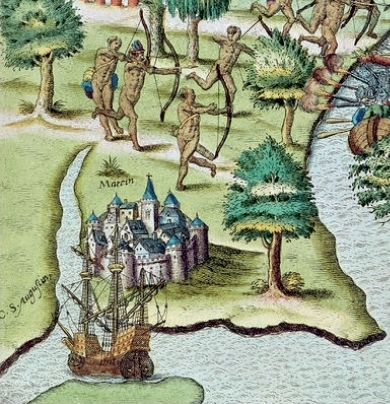
O antigo Castelo de Duarte Coelho, erguido a partir de 1536 em Olinda, foi a primeira casa-forte do Brasil.

Nos séculos de luta contra índios pela conquista do território e de defesa contra estrangeiros, a Coroa ergueu dezenas de fortificações em vários pontos estratégicos do litoral e do interior, de vários tipos, entre paliçadas, fortes, fortalezas, redutos, batarias, etc. Grande parte, especialmente as construções provisórias ou de material perecível como a madeira, a terra batida e a areia, não sobreviveu às batalhas travadas ou à passagem do tempo. Sua importância foi decisiva para a segurança da população portuguesa e do território contra ameaças e emergências diversas que, especialmente nos primeiros tempos, eram de ocorrência constante. A primeira fortificação de que se tem registro no Brasil foi o Fortim de São Tiago da Bertioga, datando de 1532. Era de início uma simples paliçada de madeira, mais tarde reformado em alvenaria, adquirindo sua configuração atual e recebendo o nome de Forte de São João. Ainda está em boas condições de conservação.

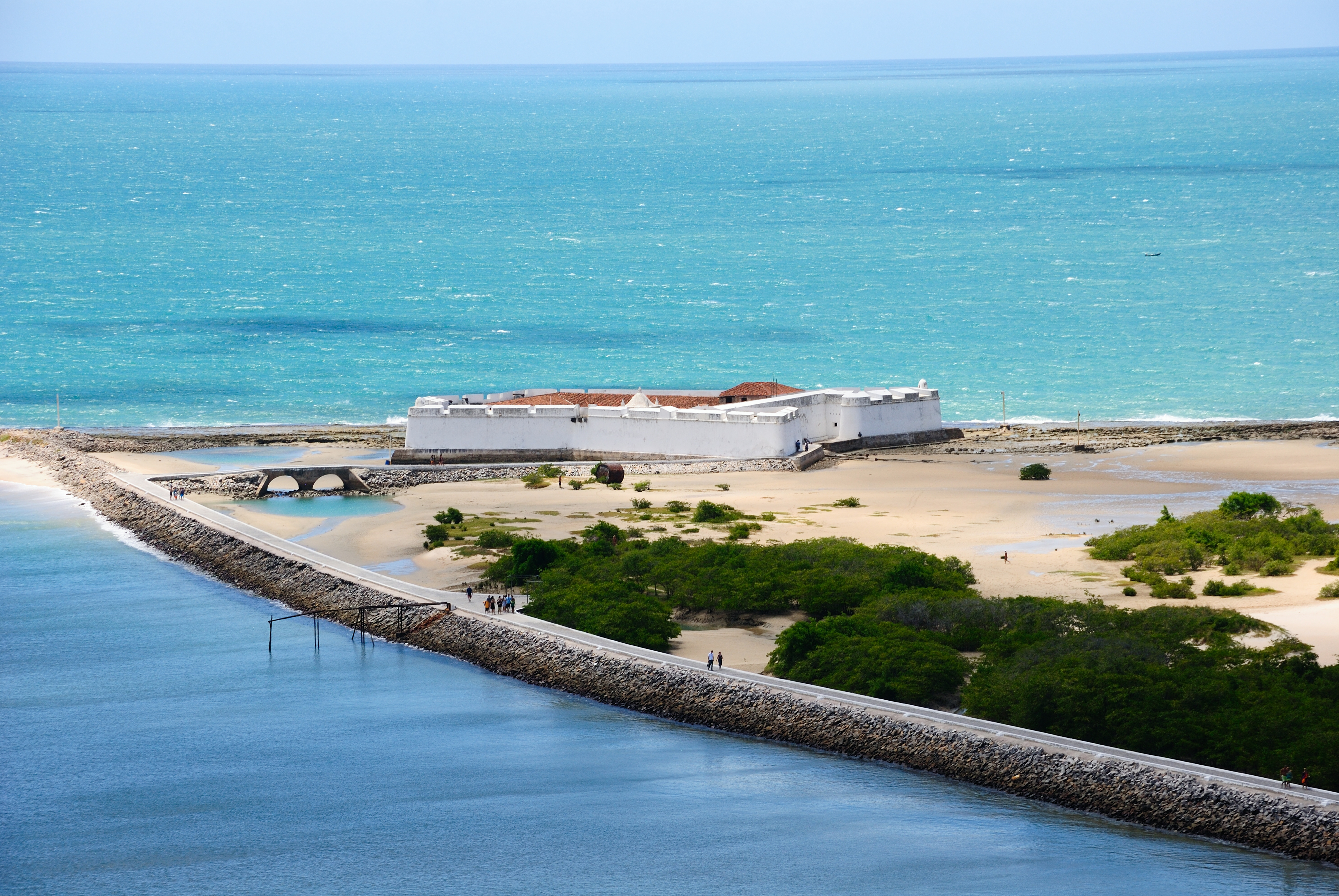
O Fortaleza dos Reis Magos, na cidade de Natal, Rio Grande do Norte, possui padrão estrelado, comum na tradição portuguesa.

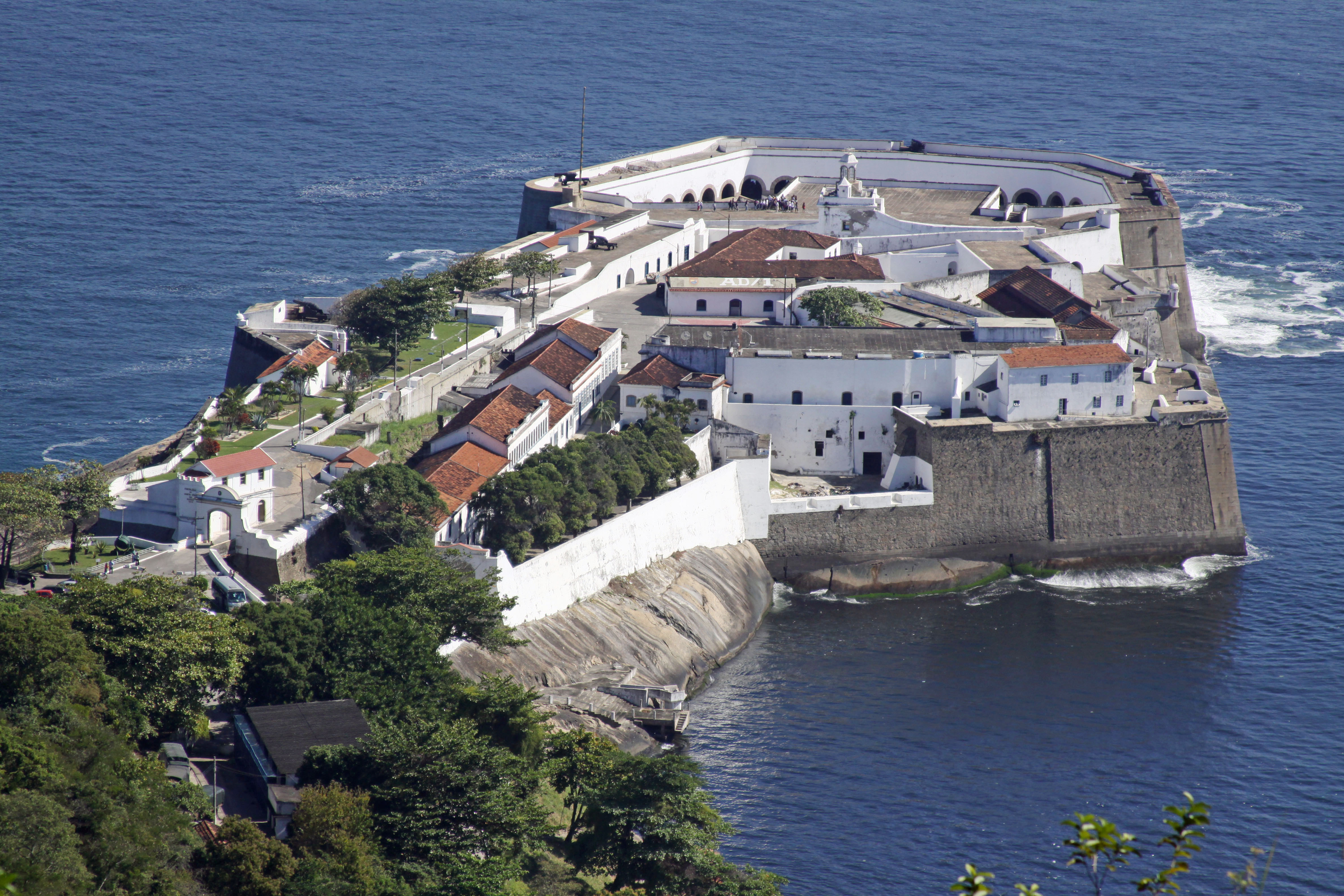
Fortaleza de Santa Cruz da Barra, em Niterói, no Rio de Janeiro.

As estruturas mais perenes e monumentais, os grandes fortes de pedra e alvenaria, dos quais muitos ainda existem, seguiram um modelo básico que se manteve ao longo dos séculos, de planta quadrangular ou poligonal, às vezes deformada para se adaptar à topografia subjacente. Tinham em geral uma base chanfrada em pedra nua, muralhas de alvenaria caiada por cima, com guaritas intercaladas, e uma série de habitações despojadas no interior, contando muitas vezes com uma capela. Ocasionalmente, na entrada das fortalezas, eram erguidos portais mais ou menos elaborados, seguindo o estilo tardo-renascentista ou maneirista. No entanto, sobre este modelo essencial, houve rica variação em soluções adaptativas.
São muitas as fortificações dignas de nota, seja pela sua envergadura arquitetônica ou seu papel na história, mas podem ser citados como exemplos importantes a Fortaleza de Santa Cruz da Barra, em Niterói, uma das mais imponentes, que foi inicialmente uma bateria das fortificações que Villegaignon estabeleceu na sua "França Antártica", e nos séculos seguintes, já sob domínio português, foi ampliada e reforçada e, de todos, foi o baluarte que mais esteve envolvido em batalhas; a Fortaleza de Santa Cruz de Itamaracá (Forte Orange), na Ilha de Itamaracá, construída pelos neerlandeses durante o Brasil Holandês e restaurada pelos portugueses após a Insurreição Pernambucana; a Fortaleza de Nossa Senhora da Assunção, em Fortaleza, centro de muitas batalhas contra holandeses; o Forte dos Reis Magos, em Natal, também decisivo para a geopolítica do Nordeste; a cadeia de fortificações na Ilha de Santa Catarina, de grande importância estratégica na ocupação do Sul; e o Forte Jesus, Maria, José do Rio Pardo, estabelecido durante a Guerra Guaranítica e depois importante apoio nos conflitos na região do Prata, alcunhado "Tranqueira Invicta" por jamais ter caído para o inimigo. Exemplo original é o Forte de São Marcelo, erguido sobre uma ilhota em Salvador, o único de planta circular existente no Brasil. A Coroa tinha tanto interesse na construção militar que criou Aulas de Fortificações e Academias Militares, fundadas inicialmente em Salvador e depois no Rio de Janeiro, mas para a arquitetura civil só haveria escolas oficiais no século XIX.
Também foram construídas muitas residências fortificadas, notadamente no Nordeste. A primeira casa-forte do Brasil foi o Castelo de Duarte Coelho, erguido a partir de 1536. Outros exemplos foram a Casa-forte de Dona Anna Paes, que foi centro de uma vitória dos patriotas na Batalha de Casa Forte, no contexto da ocupação holandesa, e a Casa-forte de Garcia d'Ávila, que foi o embrião de um grande morgado e centro de um expressivo poder militar, valioso para a defesa da região no período colonial e nas lutas pela Independência.

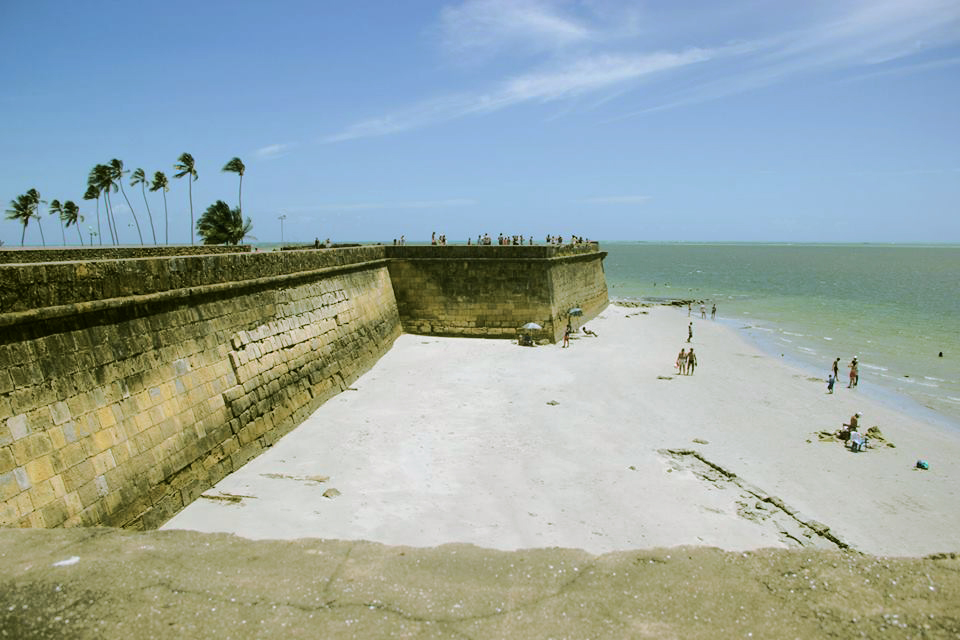
A Fortaleza de Santa Cruz de Itamaracá (ou Forte Orange), situada na área metropolitana do Recife.
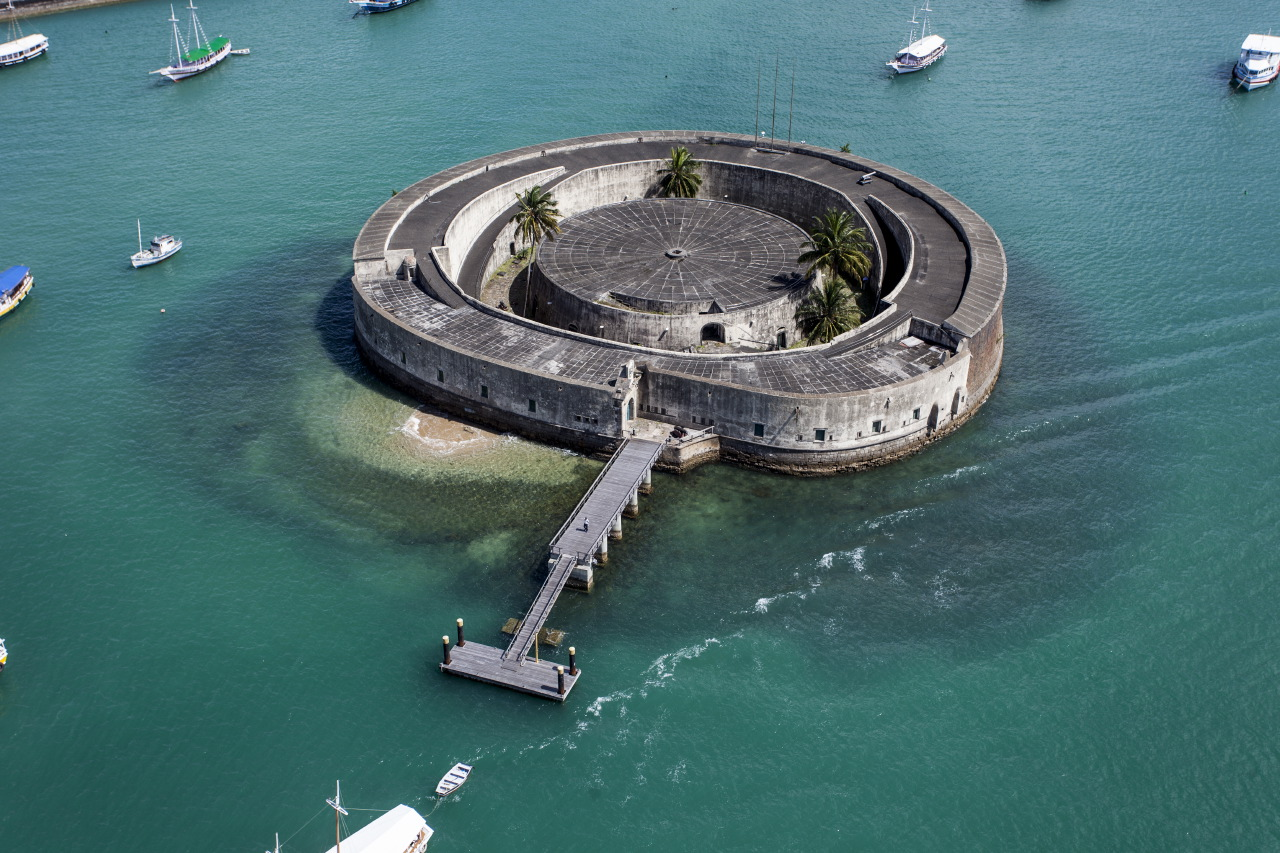
Forte de São Marcelo, em Salvador, a única fortificação circular do país.
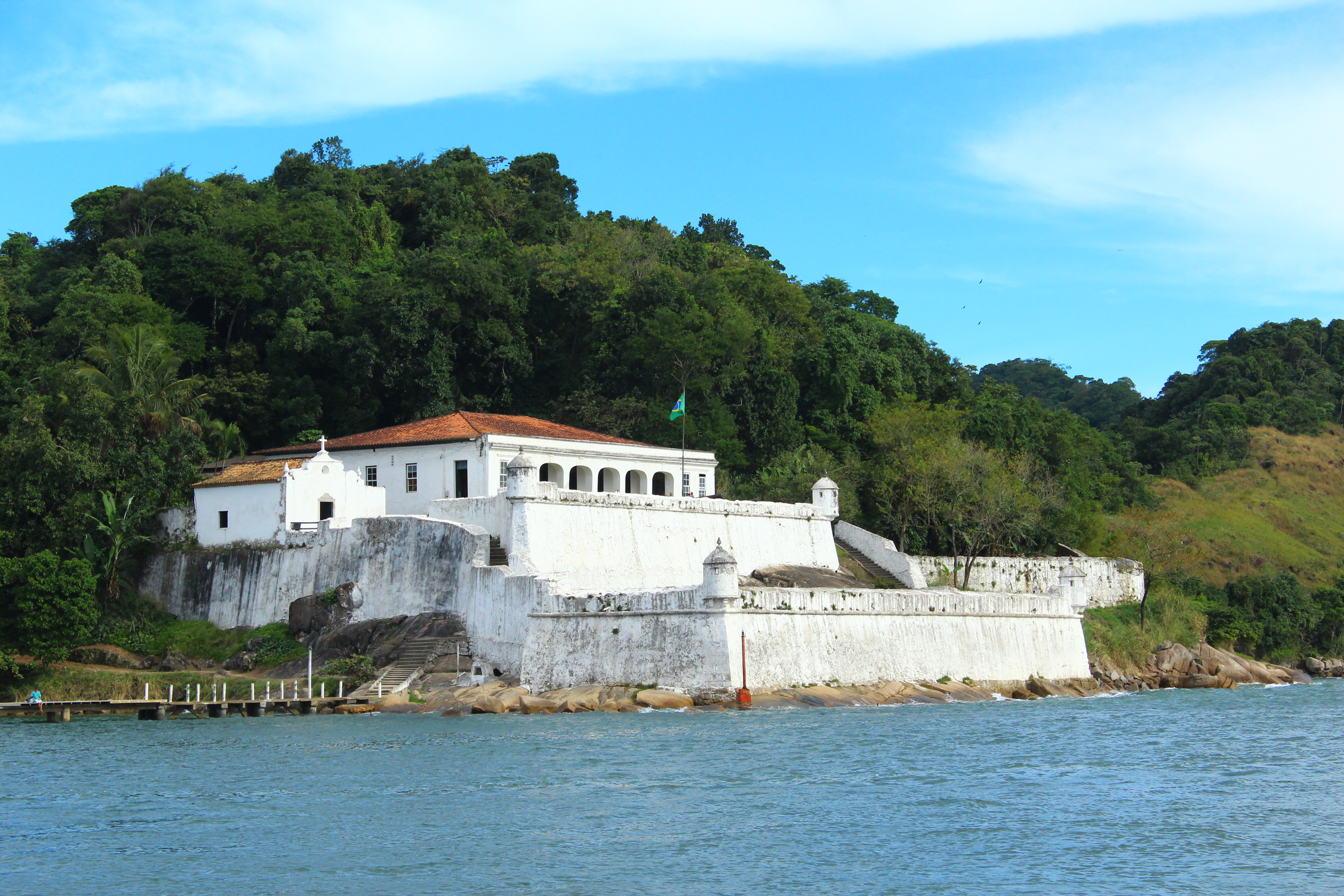
Fortaleza de Santo Amaro da Barra Grande, no Guarujá, construída em 1584, é uma das mais antigas do país. Foi projetada por Antonelli, responsável por obras como os fortes de Havana e as muralhas de Cartagena.
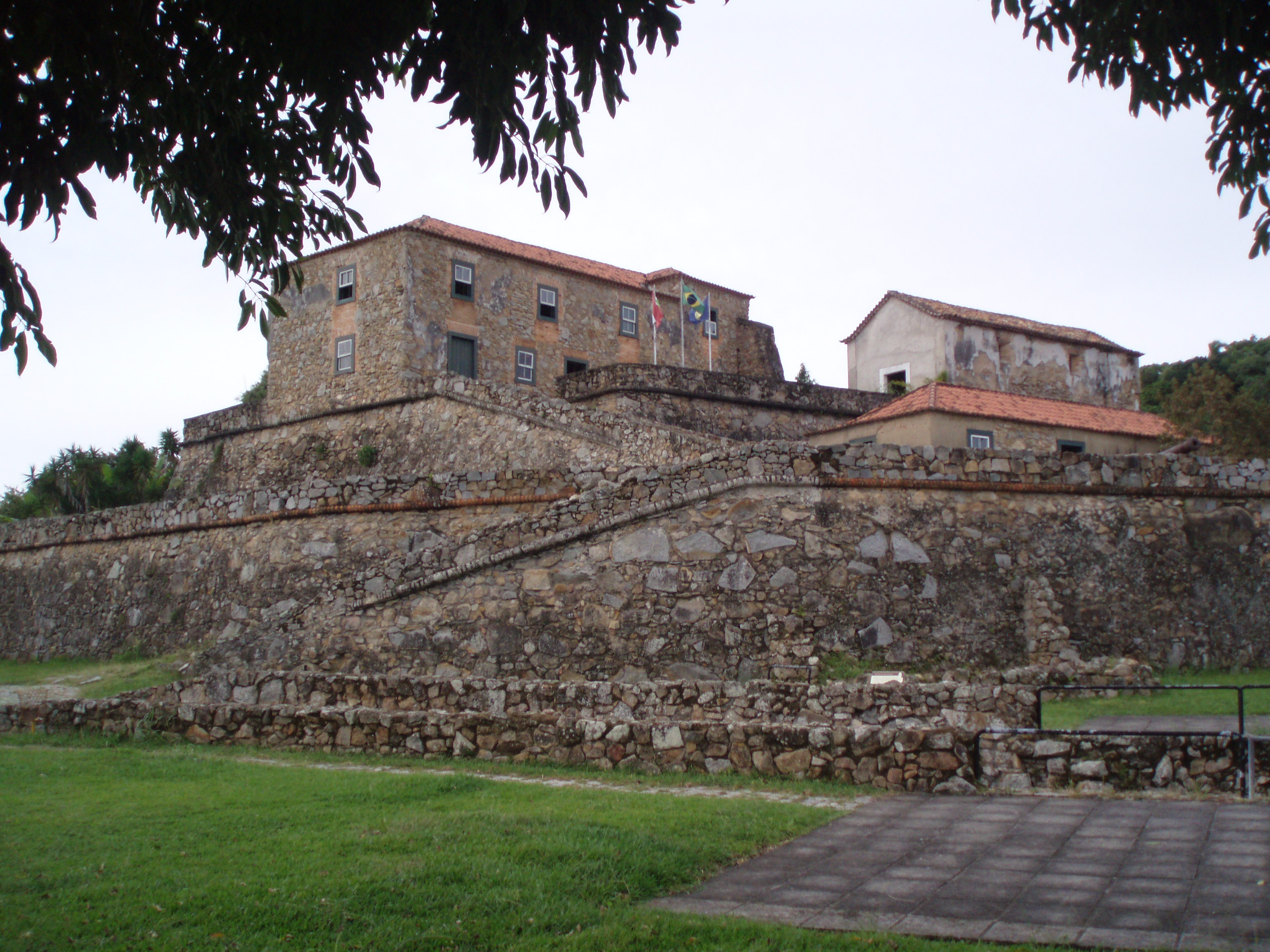
Fortaleza de São José da Ponta Grossa, em Florianópolis, tombada pelo IPHAN em 1938 e cadastrada como sítio arqueológico em 1987.

### Arquitetura civil

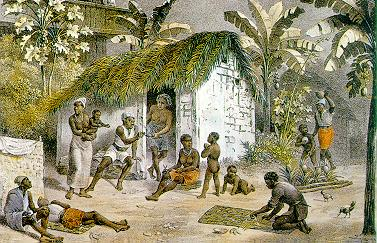
Rugendas registrou no século XIX o modelo da habitação brasileira mais elementar.

A arquitetura civil deixou relativamente poucos edifícios de maior vulto, ainda que tenha se verificado grande variedade, em geral dentro das linhas dominantes do Barroco. Predominou por muito tempo a ideia de que o Brasil era apenas um local de morada passageira, onde se buscava a fortuna entre muitas adversidades, correndo-se frequentemente risco de vida, e de onde se desejava sair o quanto antes para voltar a viver na "verdadeira" civilização, Portugal. Além disso, as famílias tendiam a ser pouco estruturadas e muito móveis. Assim, criou-se uma cultura marcada pelo senso de dispersão e impermanência, e por isso pensava-se que não valia a pena investir em edificações requintadas e destinadas a durar. Ao mesmo tempo, alguns materiais estimados pelos portugueses, como a pedra de lioz, só eram encontrados em Portugal, e precisavam ser importados. Com as dificuldades da navegação naquela época, sujeita a frequentes naufrágios e ataques de piratas, o suprimento de materiais de construção e muitos outros bens de consumo, incluindo alimentos básicos, estava na dependência de muitos imprevistos e as carestias eram comuns, como atestam inúmeros relatórios oficiais, cheios de queixas a respeito de privações de todos os tipos que mesmo as elites governantes se viam obrigadas a passar, tornando regra as soluções simplificadas e o improviso. Adicionalmente, regulamentações da Coroa proibiam a ostentação de luxo nas habitações privadas. Esses fatores em conjunto naturalmente levaram a grandes limitações no desenvolvimento arquitetural brasileiro no período de colônia.

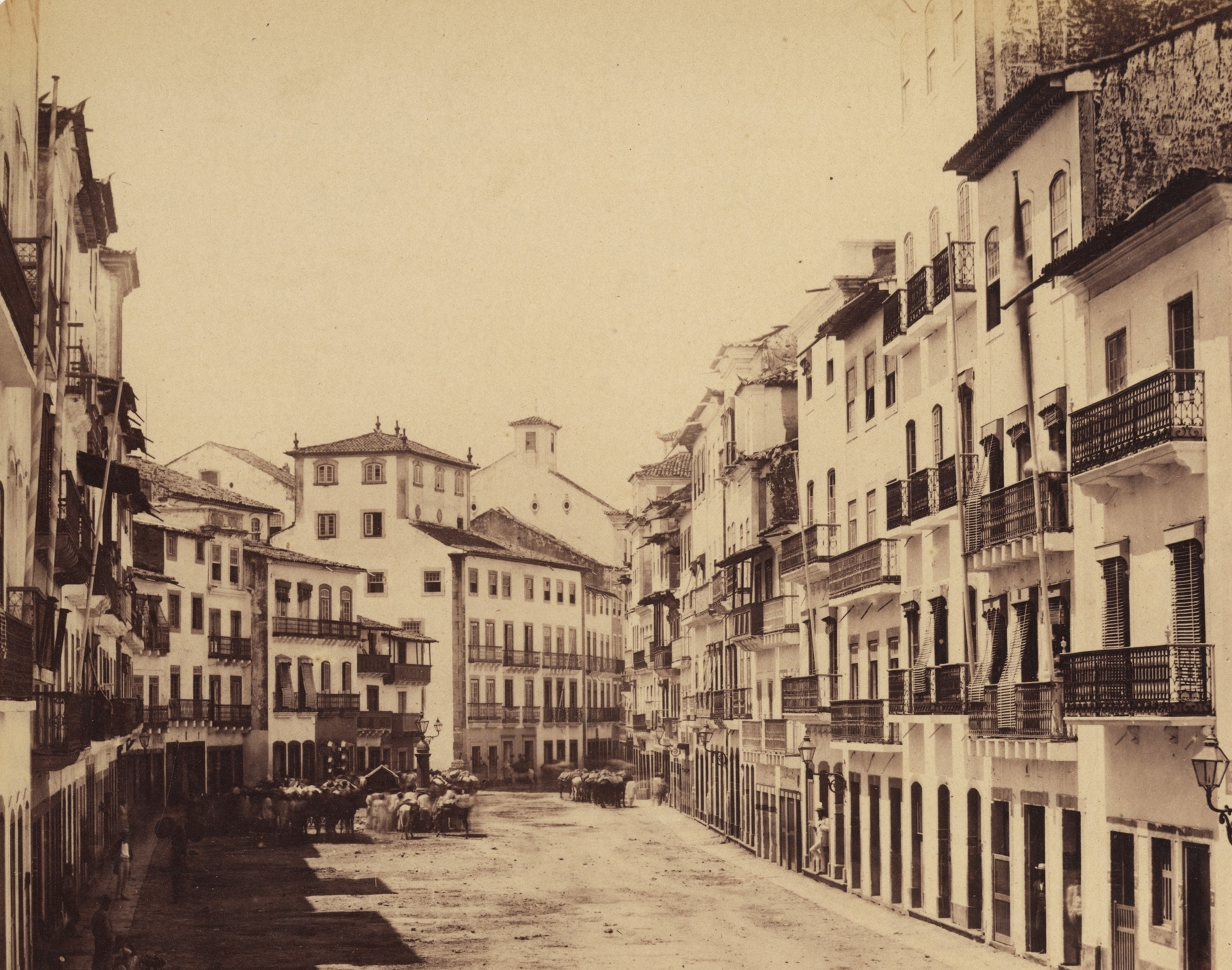
Foto de 1855 mostrando sobrados coloniais da antiga Rua dos Judeus no Recife. Os sobrados recifenses chegavam a ter seis andares.

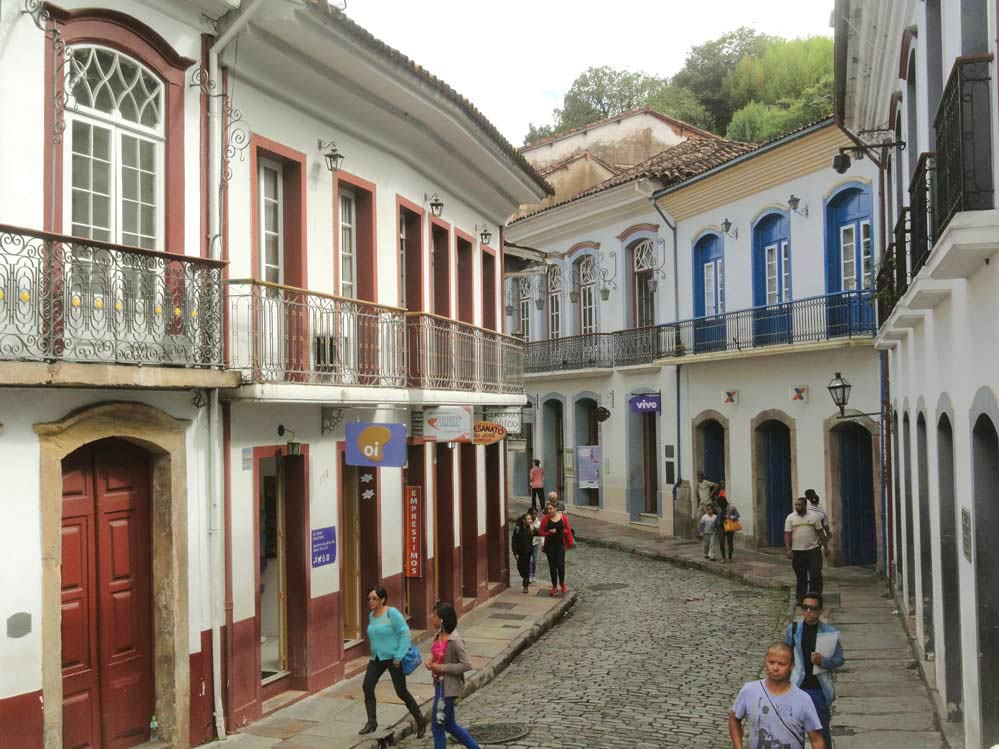
Detalhe do casario da Cidade Histórica de Ouro Preto, Patrimônio Mundial desde 1980. Note-se as sacadas de ferro trabalhado.

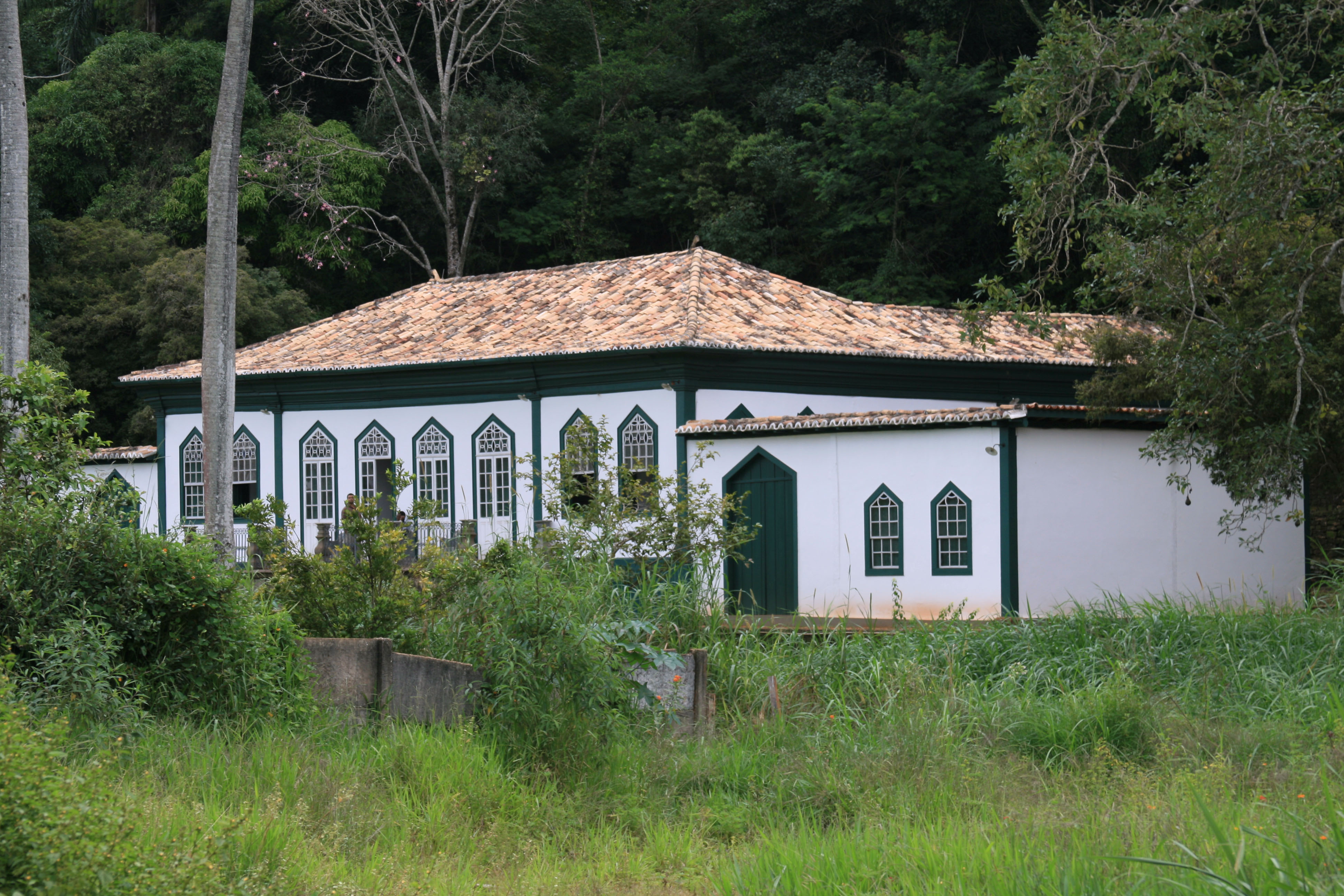
Chácara do Barão do Serro, em Serro, meados do século XIX.

As primeiras residências erguidas nas frentes de conquista do território e expansão agrícola eram sumárias, não passavam de cabanas afins às ocas indígenas, e se resumiam essencialmente a um aposento de uso múltiplo, podendo contar com um menor anexo para a cozinha, um modelo que nos séculos posteriores foi o único possível para a população mais humilde, como os índios aculturados e os escravos, e até hoje é encontrado em muitas regiões interioranas. Certamente se encontravam variações neste esquema elementar, acrescentando, conforme as possibilidades, dormitórios, uma capela e vários depósitos para ferramental agrícola e abrigo de animais. A cobertura geralmente era de palha e o piso podia ser ligeiramente elevado do solo com pranchas de madeira. As paredes, por sua vez, eram erguidas às vezes apenas com palha trançada entre esteios, mais frequentemente na tradicional técnica da taipa, o barro amassado sobre um esqueleto de madeira ou caniços, que continuou sendo usada generalizadamente até o século XIX até para grandes edificações como as igrejas e colégios. Com o progresso da colonização e o estabelecimento de uma estrutura urbana básica, passou a ser utilizado também o adobe para construção, por ser mais resistente e permitir o avanço de estruturas maiores, com reforços de madeiramento, como conventos, colégios e igrejas mais amplas, e a cantaria, que durante a colônia foi sempre a opção mais custosa e a mais rara.
Em vista das necessidades de melhor defesa contra os ataques de índios e, no litoral, de piratas, coisa comum nos primeiros séculos da colonização, adotava-se o modelo europeu da urbanização compacta, com casas em sua maioria geminadas umas às outras e com fachadas no alinhamento da rua, ficando um terreno livre apenas nos fundos. Essas residências urbanas se caracterizavam por apresentar aberturas distribuídas a espaços regulares e de feitio austero — com marcos em madeira ou mais raramente em pedra, cujos ornamentos se resumiam a uma curvatura nas vergas e ocasionalmente uma caixilharia trabalhada nas bandeiras — e um telhado igualmente simples com telhas de barro e beirais, que podiam ter alguma ornamentação discreta como uma suave curvatura e bicos nos cantos. Em muitos locais do litoral são comuns as fachadas revestidas de azulejos, particularmente abundantes em São Luís do Maranhão. A organização interna das casas térreas podia variar bastante, mas geralmente consistia em uma sala frontal que servia de comedor e sala de visitas, para onde se abria um corredor que interligava uma série de aposentos enfileirados, geralmente mal iluminados e mal ventilados, e desembocava em uma sala de fundos, usada como cozinha e área de serviços. Nos pátios de trás podia haver outras estruturas, como habitações para escravos e depósitos. Eram comuns habitações assobradadas e de dois pavimentos, com sacadas de gradis em ferro no piso superior, e que podiam usar o inferior como um comércio ou oficina. Em alguns centros urbanos maiores, como Salvador e São Luís, sobrevivem muitos exemplares de até quatro pisos. Algumas técnicas de construção e o uso de materiais locais foram aprendidos com os índios, especialmente nos primeiros tempos. Cidades como Salvador, Olinda, São Luís, Goiás Velho, e diversas em Minas Gerais, notadamente Ouro Preto e Diamantina, ainda preservam numerosos exemplares de arquitetura civil e religiosa típicas do Barroco colonial em seus centros históricos. Alguns desses centros foram declarados Patrimônio Mundial pela UNESCO em vista de sua importância histórica e arquitetônica.
Por outro lado, as carestias antes mencionadas levaram as elites a buscar o campo como residência permanente, erguendo uma série de chácaras e fazendas em zonas suburbanas que tinham seu próprio sistema de abastecimento, deixando seus casarões na cidade para uso eventual, para cumprir atividades sociais, oficiais e religiosas.

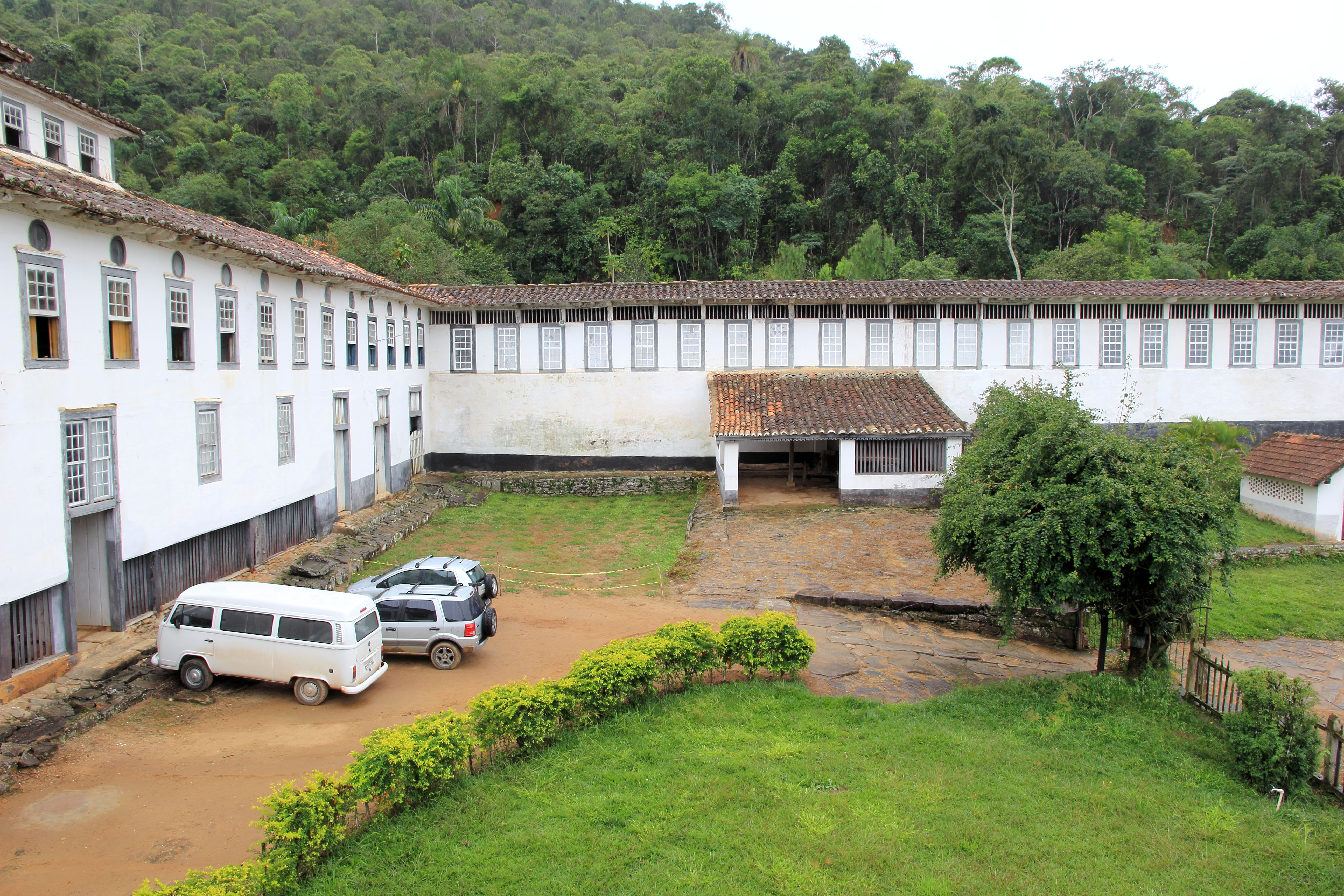
Vista parcial da Fazenda Santa Clara.

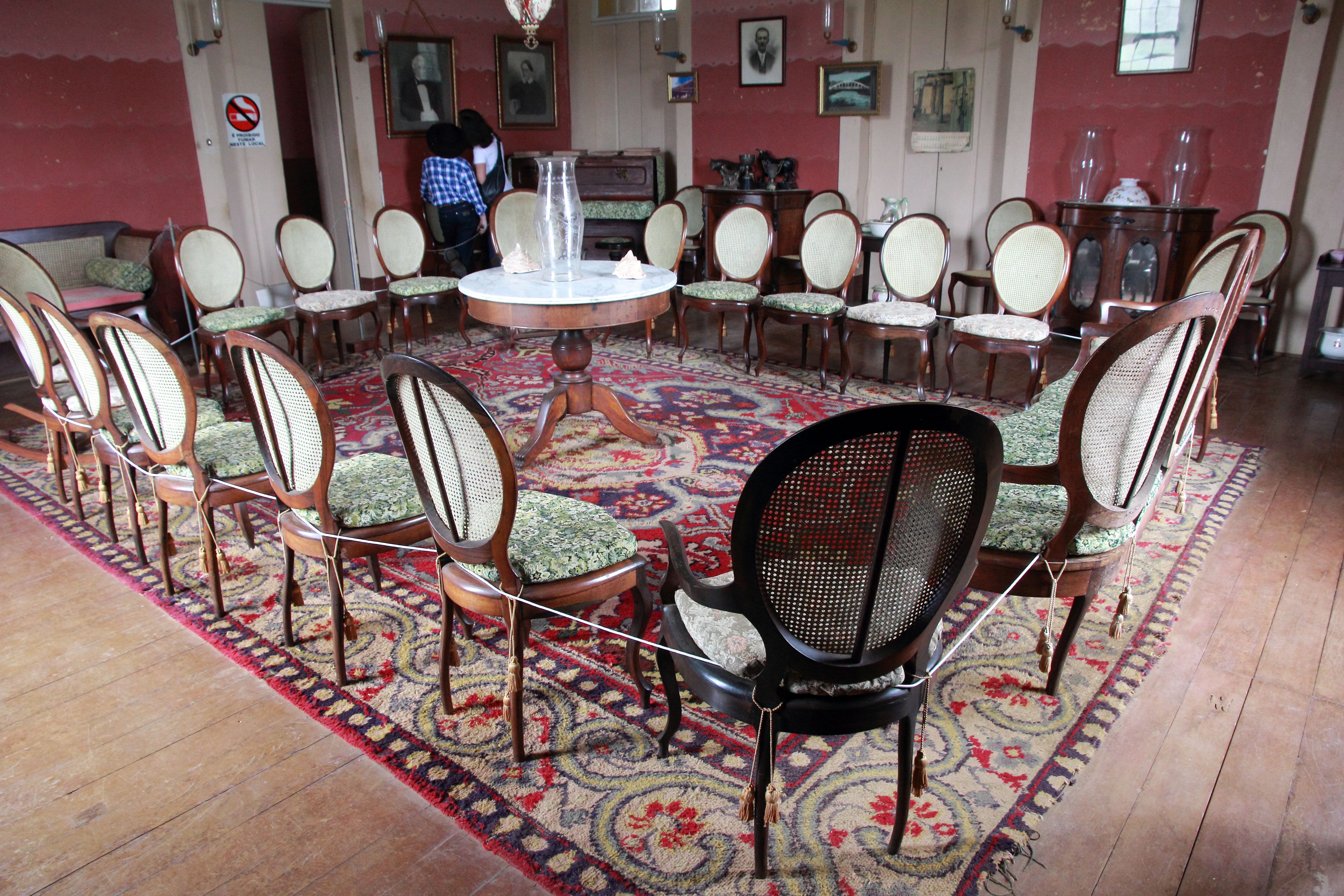
Um dos salões da Fazenda Santa Clara, um bom exemplo da austera elegância dos grandes solares do Brasil rural.

Muitas outras edificações foram construídas ao mesmo tempo como residências e como sedes de grandes empreendimentos agrários, basicamente monoculturas destinadas à exportação, cultivando principalmente a cana-de-açúcar e, mais tarde, o café. Esse casario rural, pertencente a famílias abastadas, não obstante primava pela simplicidade decorativa, privilegiando espaços amplos e confortáveis, mas despojados. Mesmo assim, sua presença muitas vezes é palaciana. Os conjuntos eram compostos de um prédio principal de residência do proprietário, a chamada "Casa Grande", com outros anexos para uma capela (às vezes embutida na Casa Grande), a senzala dos escravos, habitações para os trabalhadores brancos, depósitos de ferramentas e da produção e abrigos para animais. Entre inúmeros, são bons exemplos a Fazenda Colubandê, em São Gonçalo, o Engenho Noruega, em Escada, a Fazenda Fonte Limpa, em Santana dos Montes, o Engenho Nossa Senhora da Apresentação, em Jaboatão, o Engenho da Lapa, na cidade do Rio de Janeiro, a Real Fazenda de Santa Cruz, na mesma cidade, e a Fazenda Santa Clara, em Santa Rita de Jacutinga, esta última sendo uma das mais vastas edificações rurais do Brasil colonial. Somente no século XIX, mudando as modas e as convenções sobre a exibição de status social, e cessando os interditos sobre o luxo privado, os senhores de fazendas passaram a dar mais atenção aos aspectos decorativos de suas residências, que passam a se encher de mobiliário decorado, pinturas, tapetes, cristais, louças finas e outros adornos.
Parte dessa arquitetura rural é a chamada arquitetura bandeirista, erguida por bandeirantes durante a conquista do sertão brasileiro. Suas habitações têm caráter marcadamente sólido, rústico e austero, que remete à chamada arquitetura chã portuguesa, uma derivação tardo-renascentista, com destaque para a presença de um grande alpendre dianteiro entre dois aposentos laterais, geralmente usados um como capela e outro como quarto de hóspedes, com um telhado de quatro águas e uma grande sala central de uso múltiplo. É típica da região de São Paulo, mas se estendeu para outras áreas, como Goiás, e podem ser citados como exemplos o Sítio de Santo Antônio, em São Roque, a Casa do Sítio Tatuapé, na cidade de São Paulo, a Casa do Padre Inácio, em Cotia, a Casa da Fazenda Mato de Pipa, em Quissamã. Esta arquitetura, que nasceu de padrões tradicionais portugueses, tem sido considerada uma expressão original. Segundo o historiador Carlos Lemos, importante estudioso da matéria, "na arquitetura brasileira, teria sido a primeira manifestação onde uma apropriação assumiu feitio regional ligado a uma sociedade segregada". Para Luiz Saia, que foi um dos primeiros a caracterizar esta tipologia, "a casa construída pelo bandeirante é fundamental para o entendimento das características construtivas e, por extensão, culturais, do brasileiro".
Na categoria dos prédios oficiais, os exemplos coloniais mais típicos foram as Casas de Câmara, mas poucas sobreviveram sem alterações. Uma das mais significativas é a antiga Casa da Câmara e Cadeia de Ouro Preto, hoje o Museu da Inconfidência, com uma rica fachada com um pórtico com colunas, escadaria, uma torre, estátuas ornamentais e estrutura em cantaria. Também foram erguidos alguns palácios de governo dignos de nota, como o Palácio dos Governadores do Pará e o Palácio dos Vice-Reis, no Rio, depois residência da família reinante, mas eram estruturas austeras; poucos resistiram à passagem do tempo sem alterações significativas. Um caso à parte é o Palácio de Friburgo, erguido em 1642 por Maurício de Nassau, governador de uma efêmera conquista holandesa em Pernambuco. Demolido no século XVIII, foi obra suntuosa e sede de uma pequena mas brilhante corte.
Outras estruturas que guardam algum interesse arquitetônico são as fontes públicas, presentes em todas as vilas e cidades, sendo a forma comum na época de distribuição de água potável. Mais importantes são os aquedutos que abasteciam as fontes, dos quais sobrevive um monumental, o Aqueduto da Carioca, erguido entre os séculos XVII e XVIII, no Rio de Janeiro, com 270 m de extensão e 17 m de altura.

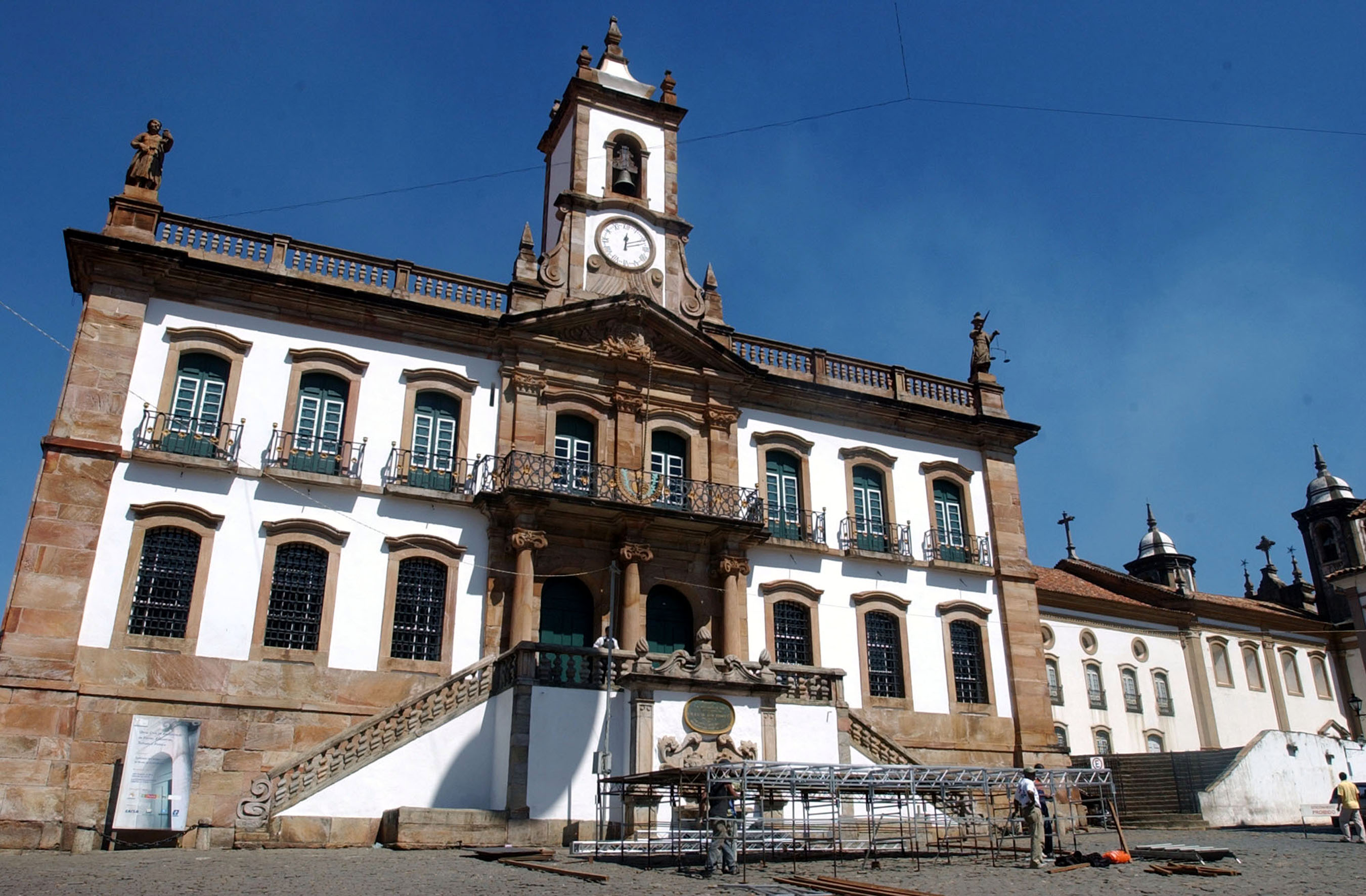
O Museu da Inconfidência em Ouro Preto.
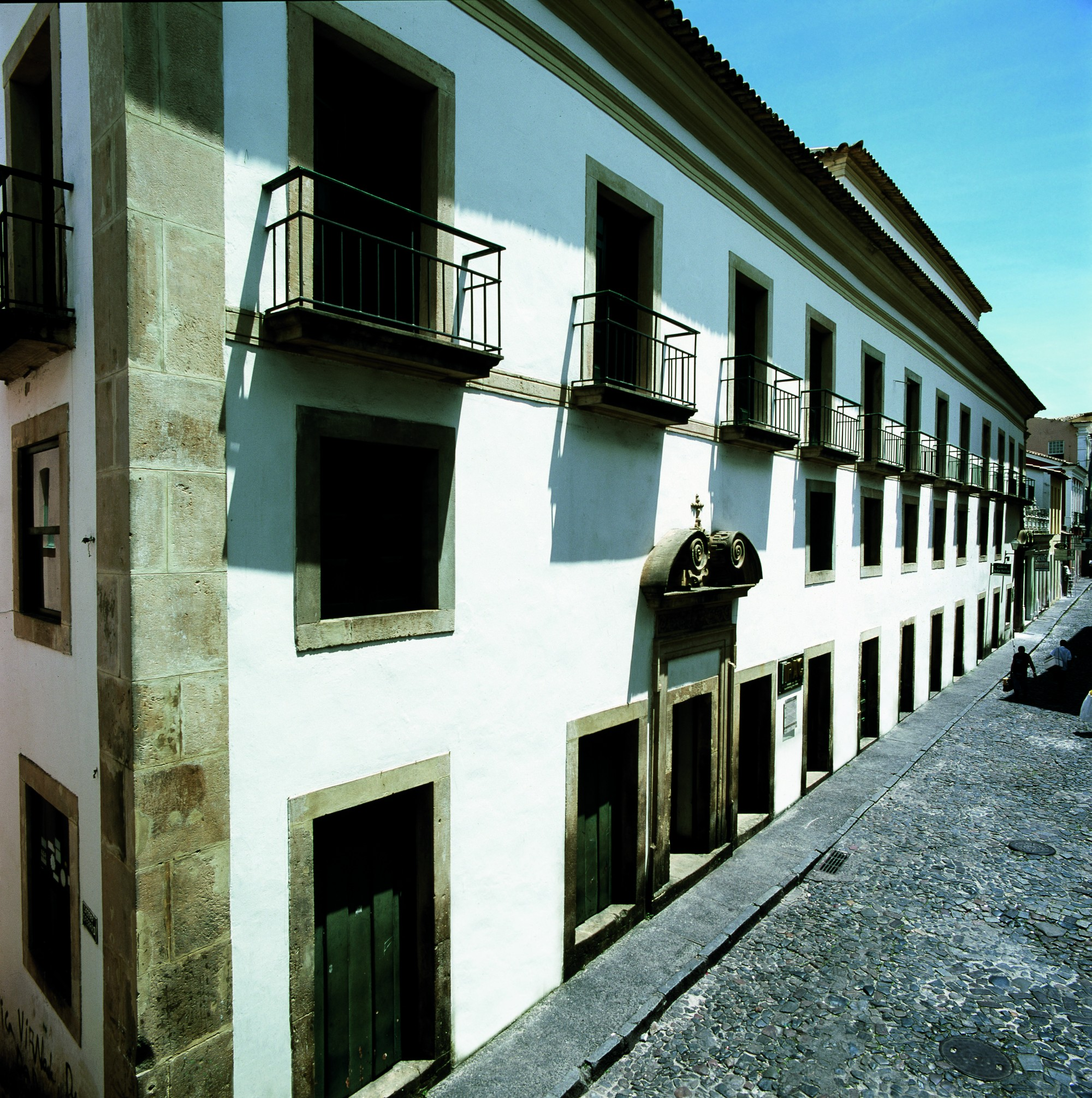
Solar Ferrão, Salvador, hoje o Museu Abelardo Rodrigues.
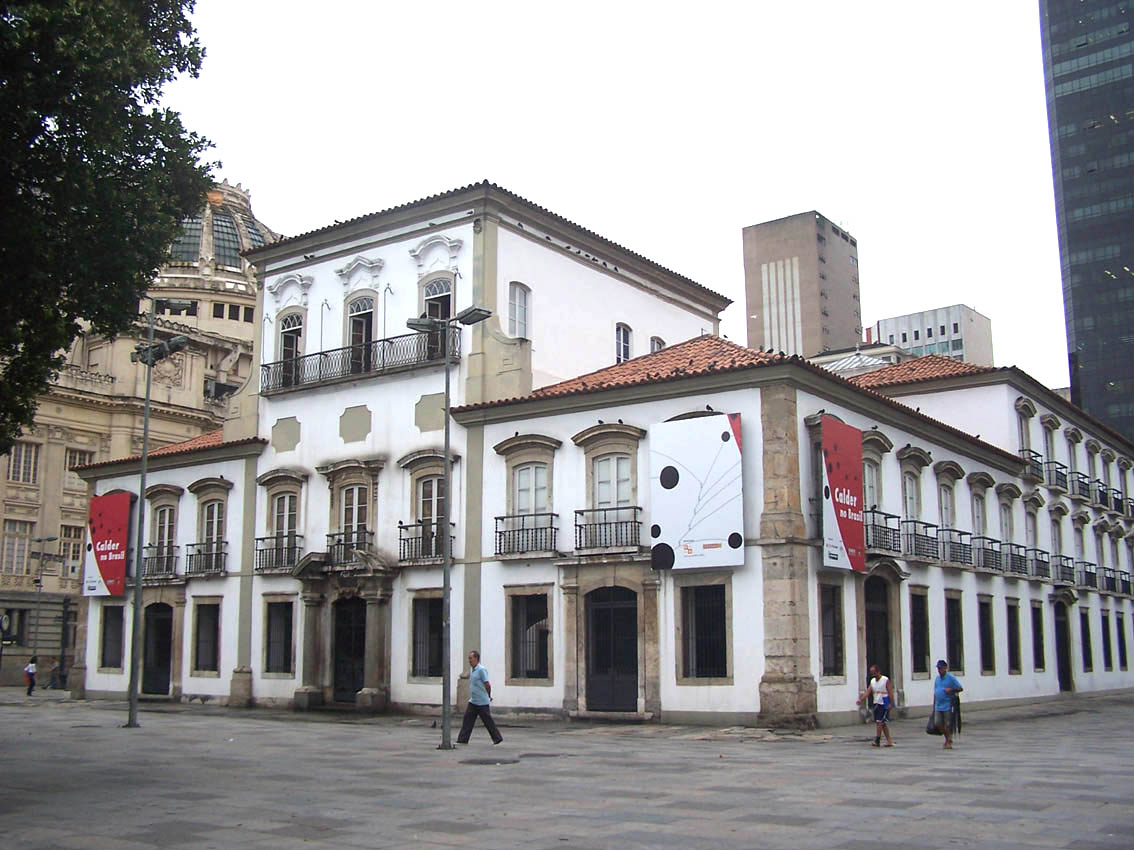
O antigo Palácio dos Vice-Reis, Rio.
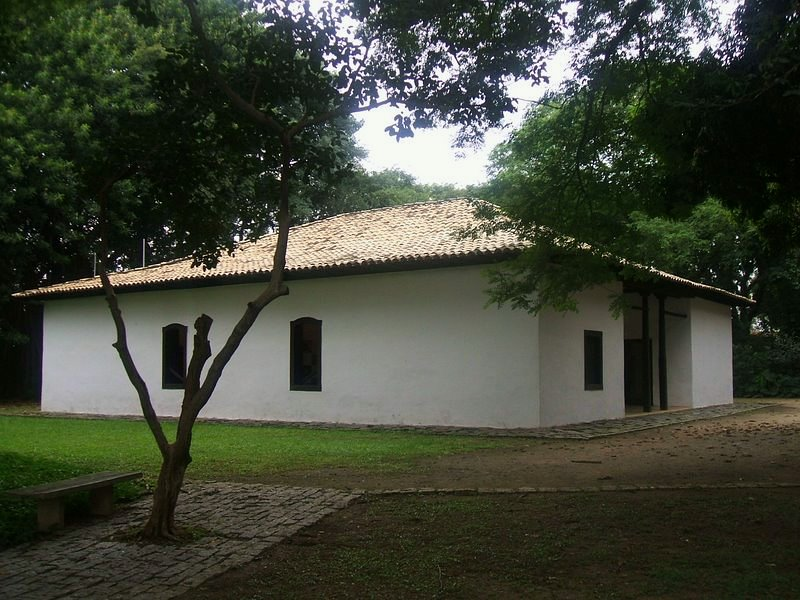
Casa do Butantã, exemplo da arquitetura bandeirista.

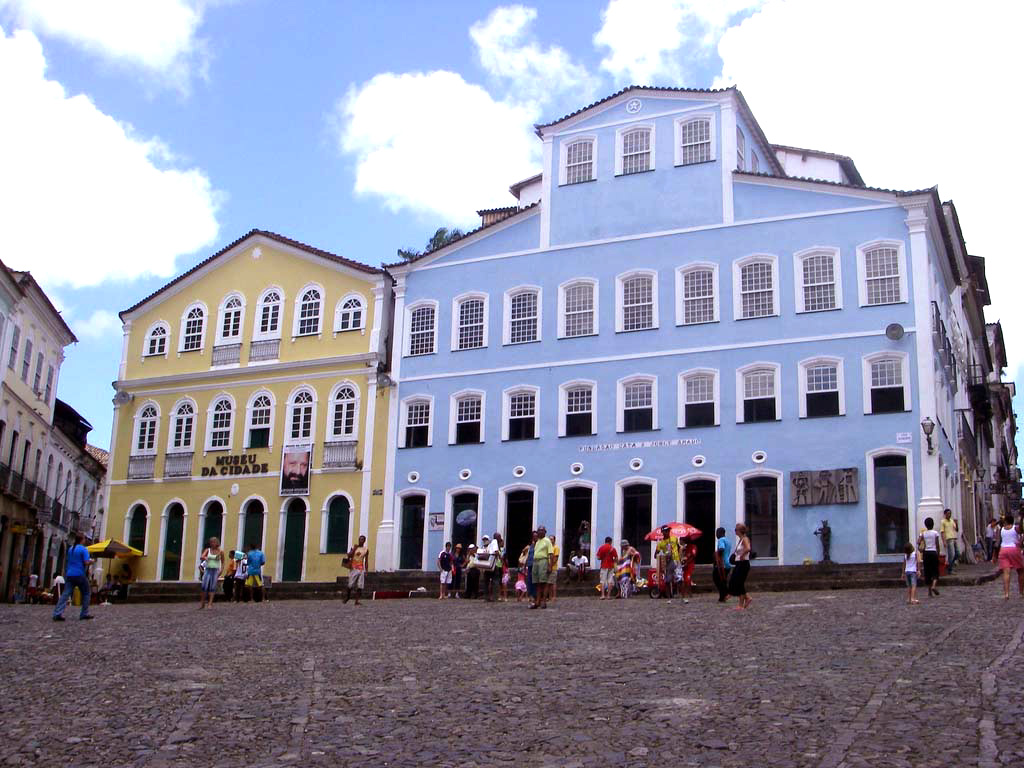
Museu da Cidade e Fundação Casa de Jorge Amado, Salvador.
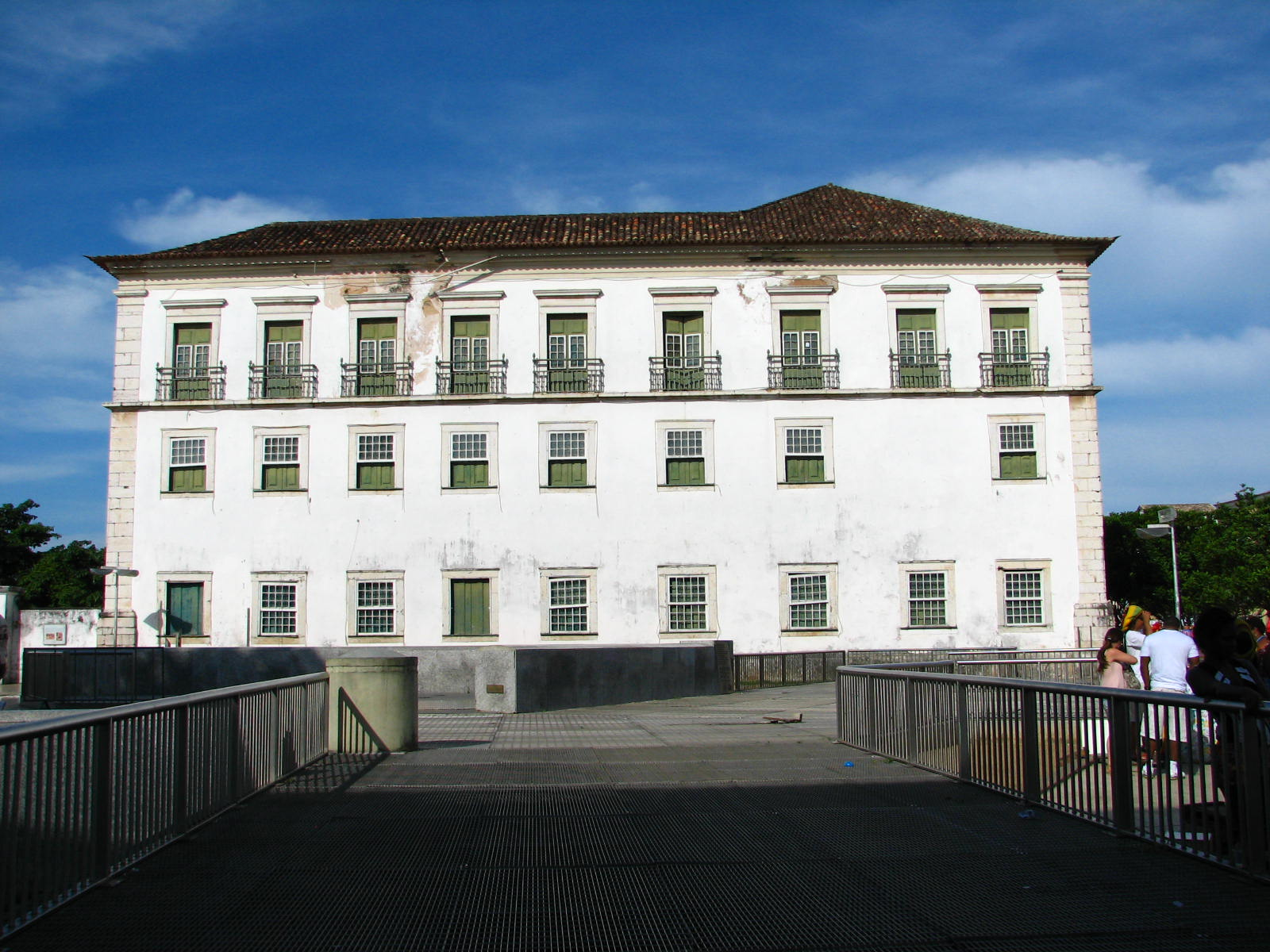
Palácio Arquiepiscopal de Salvador
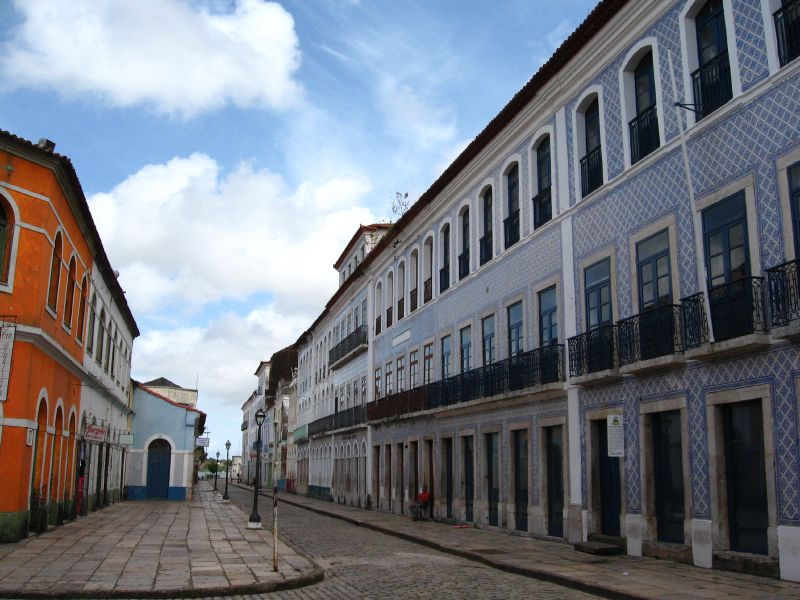
Casarões coloniais revestidos de azulejos em São Luís.
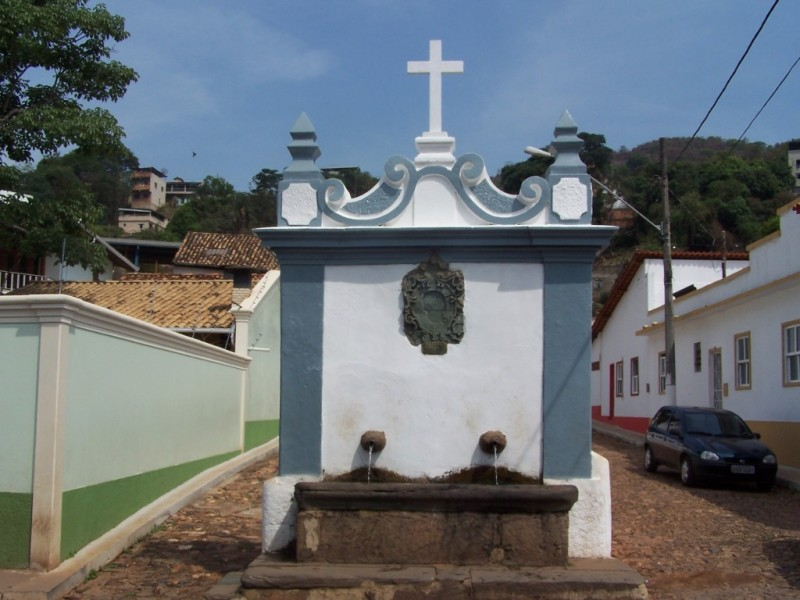
Fonte do Kaquende, Sabará.

### Arquitetura religiosa

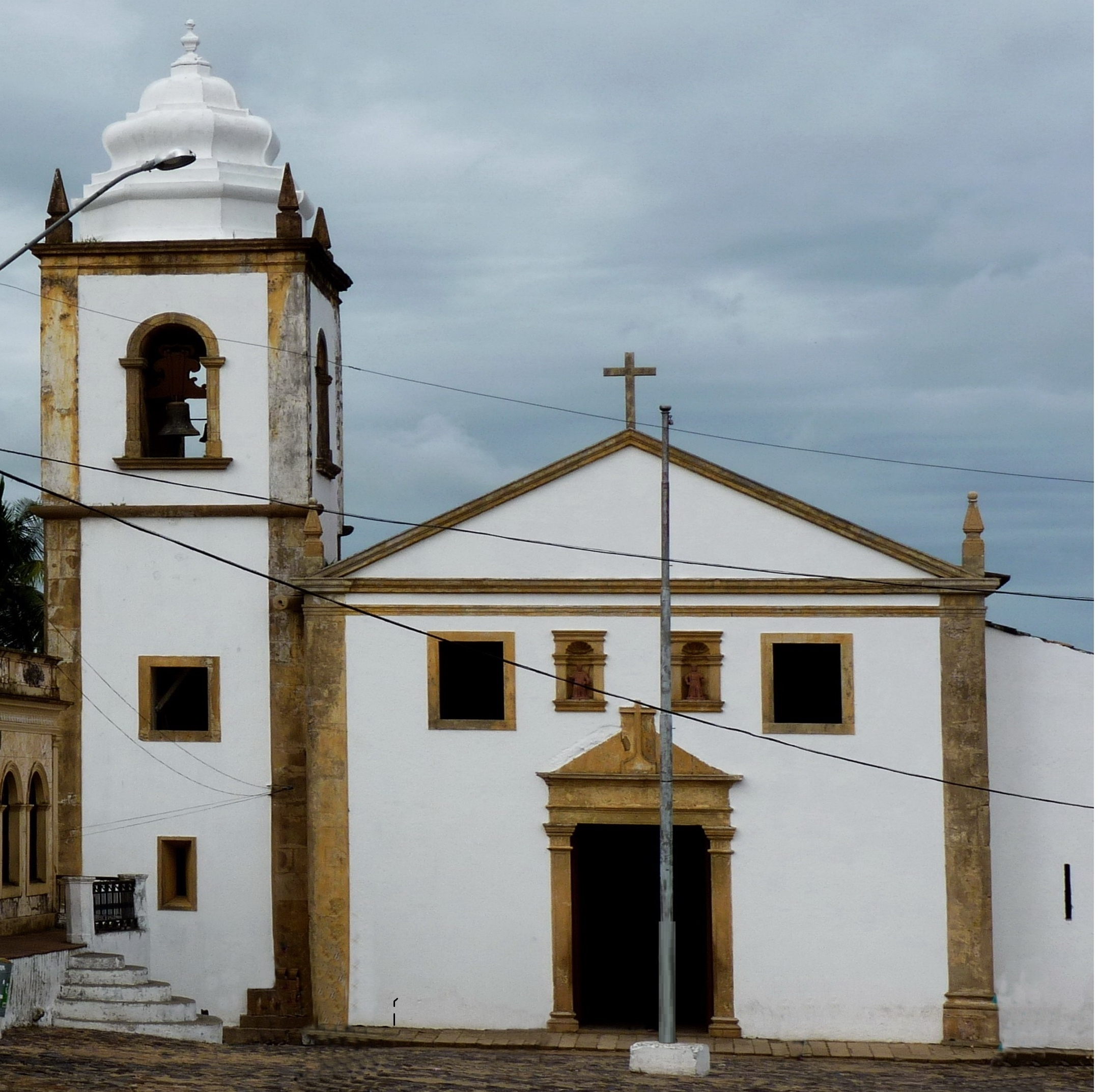
A Igreja dos Santos Cosme e Damião em Igarassu (PE), que teve sua construção iniciada em 1535, é a mais antiga igreja do Brasil.

As ordens religiosas como os Jesuítas, Franciscanos e Carmelitas, as primeiras a se fixarem no Brasil, possuíam em seus quadros arquitetos e construtores notáveis, e com eles se iniciou uma grande tradição de construções religiosas. Ao mesmo tempo em que se formavam as vilas e povoados, surgiam as igrejas, conventos e capelas, já que desde o início um dos objetivos da conquista fora propagar a fé cristã entre os gentios. Além disso, a população portuguesa que se fixou necessitava de assistência espiritual. Como a administração civil na colônia quase sempre foi ineficiente, a Igreja Católica assumiu também grande parte das tarefas de organização da sociedade, do espaço urbano e do provimento de serviços de efeitos legais como as certidões de nascimento, matrimônio e óbito. Igualmente se responsabilizaram pela educação e pela assistência social, construindo colégios, hospitais, orfanatos e asilos. Essas estruturas, embora às vezes de grande porte, foram em regra despojadas e eminentemente funcionais. As igrejas e conventos, por outro lado, podiam apresentar uma decoração de luxo verdadeiramente régio.

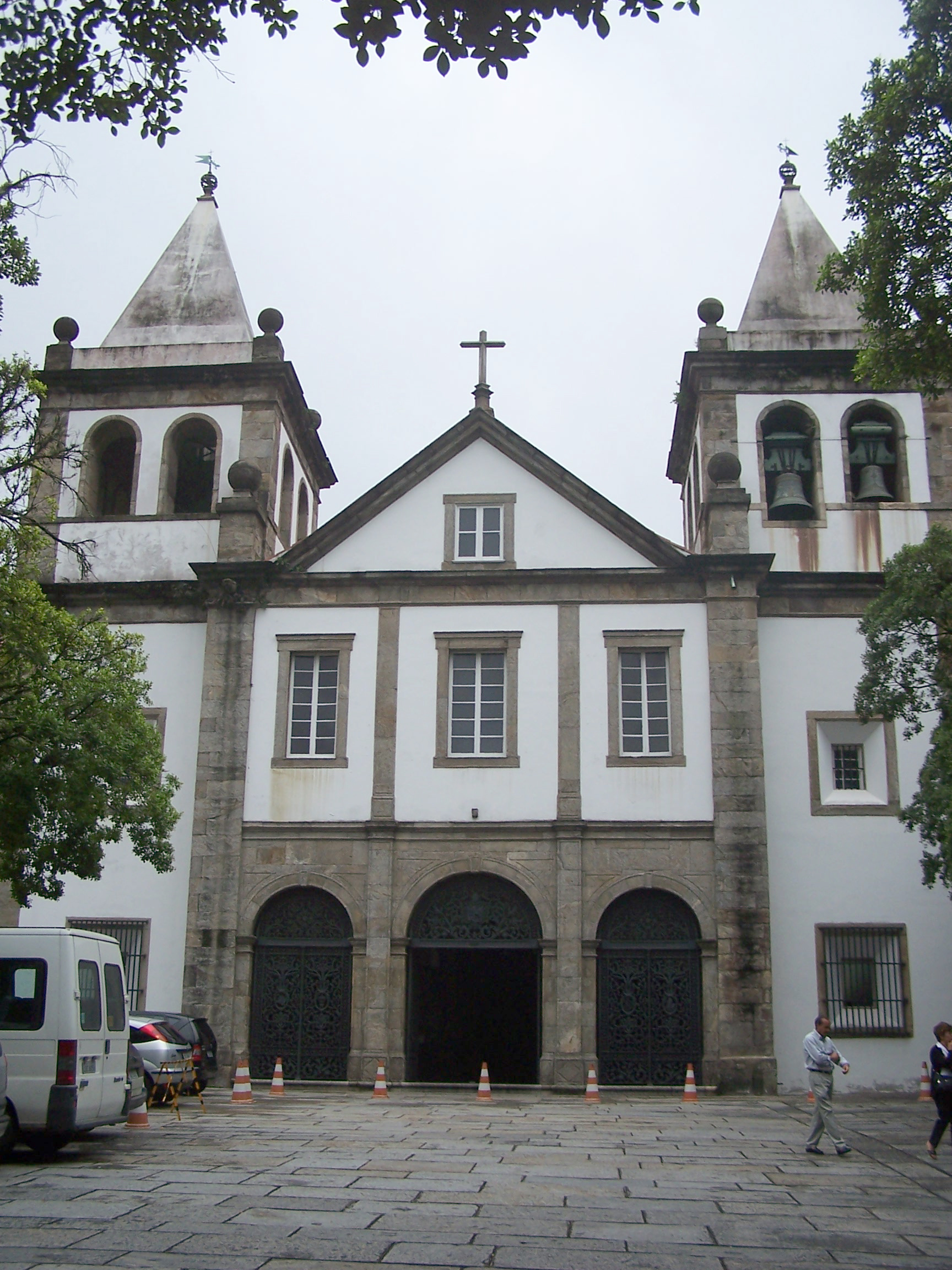
Mosteiro de São Bento, Rio de Janeiro, perfeito exemplo da arquitetura chã, projeto de Francisco Frias de Mesquita modificado pelo frei Bernardo de São Bento Correia de Souza.

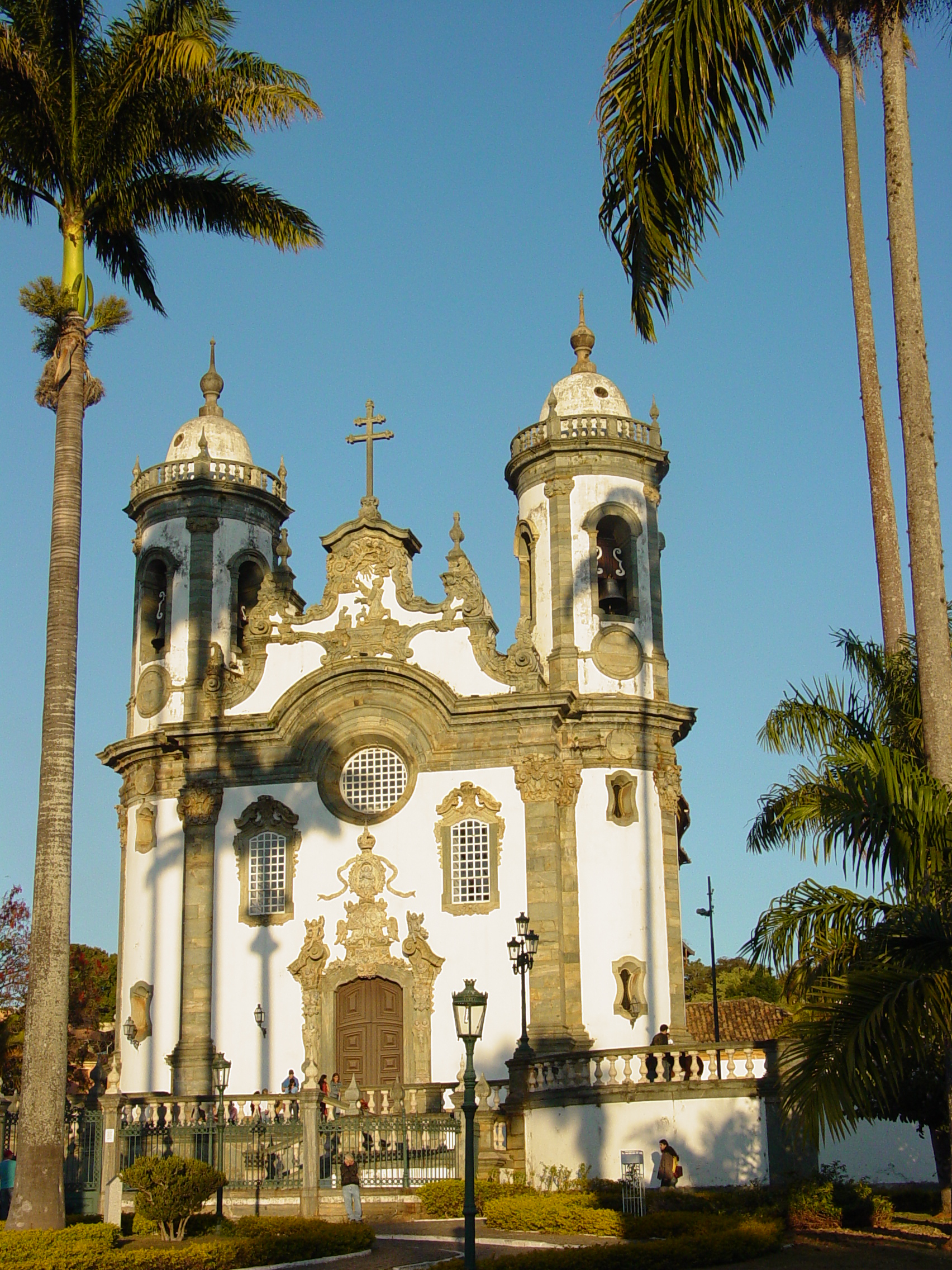
Igreja de São Francisco de Assis, São João del-Rei, projeto rococó de Aleijadinho modificado por Francisco de Lima Cerqueira.

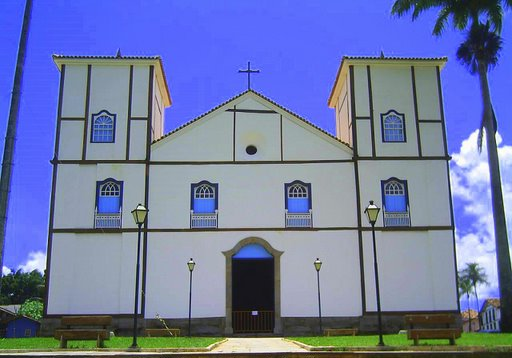
A Matriz de Pirenópolis ilustra bem as adaptações populares dos padrões eruditos.

Os primeiros templos construídos no Brasil seguiam os parâmetros da arquitetura chã, uma interpretação maneirista e tipicamente portuguesa do modelo renascentista, inspirado ultimamente no templo grego clássico. Esta estética austera caracteriza-se pelas fachadas compostas por figuras geométricas básicas, frontões triangulares, janelas que tendem ao formato quadrado e paredes marcadas pelo contraste entre a pedra e as superfícies brancas, com volumes pouco projetados. Geralmente há pelo menos uma torre sineira lateral pegada ao corpo do edifício. A decoração de fachada é escassa e circunscrita em geral aos portais, ainda que os interiores dos exemplares mais majestosos possam ser ricos em altares entalhados, com estatuária que pode incluir anjos, atlantes e cariátides e profusa ornamentação fito e zoomórfica, além de pinturas e azulejos.
A Igreja dos Santos Cosme e Damião em Igarassu e a Igreja de Nossa Senhora da Graça em Olinda estão entre os exemplos mais antigos a sobreviver, sendo todos originalmente bastante singelos. Hoje em dia resta pouco da arquitetura quinhentista no Brasil, uma vez que boa parte das edificações mais antigas foi ou destruída, pilhada ou reformada, até mesmo em tempos recentes, como foi o caso da importante igreja jesuítica do Morro do Castelo no Rio, de 1567, demolida em 1922 na reurbanização da área. Um exemplo mais tardio mas bastante típico do melhor da arquitetura chã, de grande austeridade externa e sofisticação no interior, é o Mosteiro de São Bento do Rio de Janeiro, construído entre 1633 e 1677 com base a um projeto de 1617.
Desde o século XVI já havia a preocupação das ordens religiosas em refinar e embelezar os projetos de igrejas na colônia, para isso enviando em 1577 o arquiteto frei Francisco Dias a fim de que supervisionasse essa renovação. Ele trazia a influência da arquitetura sacra do italiano Vignola, um maneirista erudito. O que mais mudou pelos dois séculos à frente, no entanto, foi a decoração, permanecendo arraigados os esquemas estruturais da arquitetura chã.
Mesmo havendo essa persistência de formas básicas arcaizantes, o impacto visual, na verdade, é todo diferente e inteiramente novo. Ao longo dos séculos XVII e XVIII, período de auge do Barroco, a tendência da decoração foi se tornar tão abundante, volumosa e dinâmica, cobrindo virtualmente todas as superfícies livres, que a percepção das formas arquiteturais se dilui e confunde numa massa de formas em movimento, como as trepadeiras obscurecem os contornos dos edifícios sobre os quais crescem. Essa profusão decorativa era parte do programa católico da Contra-Reforma, com a liturgia carregada de um caráter didático e propagandístico. Nas palavras de Otto Maria Carpeaux, "para se opor ao verbo bíblico do ministro protestante, na Igreja Católica colaboram as artes plásticas e a música, representando a verdade religiosa de uma maneira que assombra os espíritos simples, eleva os da elite e edifica a todos". Germain Bazin sintetizou o gosto barroco dizendo que "para o homem deste tempo tudo é espetáculo". Esta foi a fórmula essencial e ideal da igreja barroca, que foi adaptada em cada projeto conforme os recursos locais e a habilidade dos artesãos.
Neste período, de preferências muito mais ornamentais e dinâmicas do que a tradição clássica-renascentista, aparecem frontões adornados com volutas e pináculos, as fachadas se movimentam com novos volumes, estatuária, pórticos, molduras e relevos, as aberturas se diversificam, surgindo formas em losango, pera, oval, estrela e outras. As torres também se tornam mais variadas, podem recuar em relação á fachada, e seus coroamentos se tornam hemisféricos, escalonados ou bulbosos, podendo ser revestidos de azulejos coloridos. A Catedral de Salvador ilustra bem a fusão de referências clássicas, maneiristas e barrocas. O primeiro templo considerado de um Barroco puro foi a Igreja de Santo Antônio, em Cairu. A Igreja de São Francisco de Salvador, a Capela Dourada, no Recife, e a Igreja da Ordem Terceira de São Francisco da Penitência, no Rio, estão entre os melhores representantes brasileiros do Barroco em todo o seu esplendor decorativo. Mas, como já foi dito, ao longo do período colonial houve sempre muitas interpenetrações de tendências estilísticas distintas, tornando impossível a definição do estilo do período como coerente e unificado.
Já os conventos tinham uma organização mais funcional, em edifícios em geral de dois ou três andares, sendo constituídos de uma série de salas para usos diversos — refeição, cozinha, biblioteca, oficinas, áreas de serviço —, além do claustro, um pátio quadrangular cercado de galerias cobertas para onde se abriam as celas dos monges. As celas eram por regra austeras, mas outros espaços, como biblioteca, sacristia da igreja, refeitório, a sala do capítulo, corredores, portarias, as galerias do claustro, podiam ser ricamente ornamentados com estatuária, pinturas, azulejaria e talha dourada, comparáveis em fausto às igrejas. São bons exemplos dessa riqueza os conventos de São Francisco em Salvador e o de Santo Antônio em Cairu.
A última floração expressiva do Barroco aconteceu em Minas Gerais, uma região de povoação mais recente, que desenvolveu uma dinâmica sociedade impulsionada pela descoberta de ouro e diamantes. Em suas origens os padrões da arquitetura chã e a densa ornamentação do Barroco tradicional foram a regra em Minas, mas a partir de meados do século XVIII, recebendo a influência do Rococó francês, surgiu uma síntese nova, que para muitos estudiosos representa a primeira marca de originalidade da arquitetura sacra brasileira. O estilo mineiro é tipificado principalmente nos edifícios construídos por Antônio Pereira de Sousa Calheiros, Francisco de Lima Cerqueira e Aleijadinho, que introduziram novas soluções formais e decorativas, dinamizando as fachadas e as plantas, aumentando as aberturas e aligeirando a decoração, que se tornou mais esparsa e elegante e recebeu cores mais claras. Podem ser citadas como exemplares do rococó mineiro a Igreja do Rosário dos Pretos (Calheiros), e a Igreja São Francisco de Assis (Cerqueira e Aleijadinho), ambas em Ouro Preto. Também merece nota o Santuário de Bom Jesus de Matosinhos, em Congonhas, com uma implantação que tira partido da topografia, com efeito monumental.

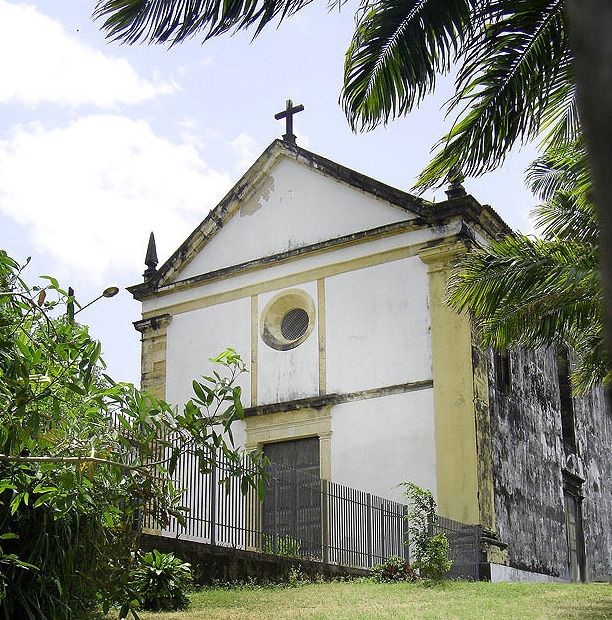
Igreja de Nossa Senhora da Graça, em Olinda, uma das mais antigas do Brasil, de linhas renascentistas.
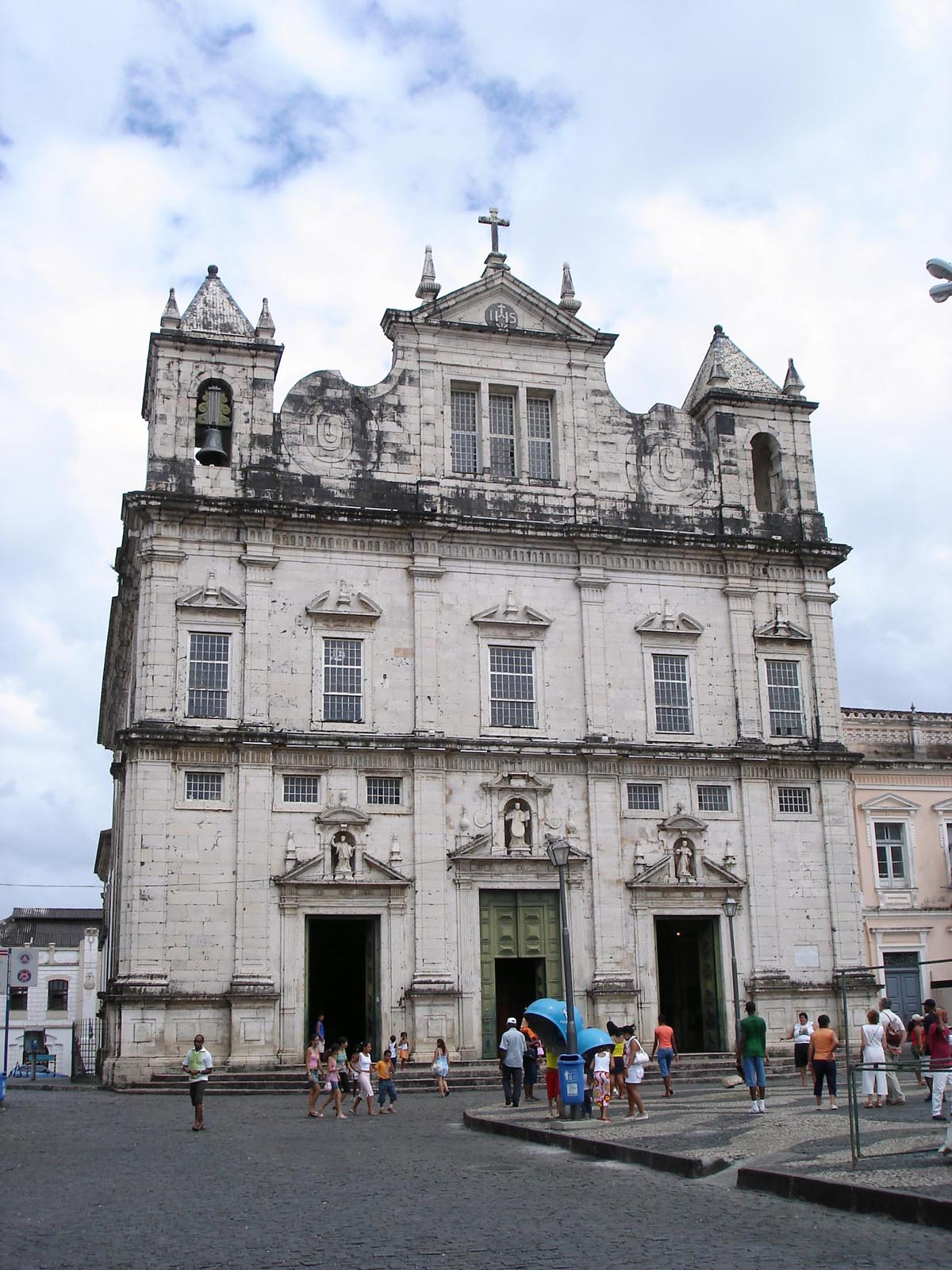
Catedral de Salvador, maneirista.
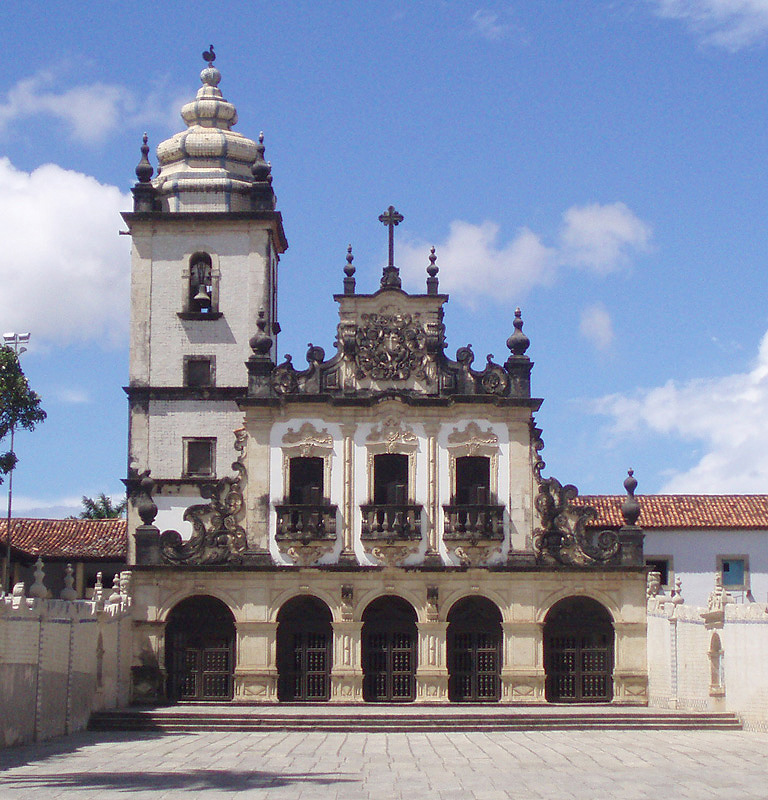
Igreja do Convento de São Francisco, João Pessoa, com um projeto semelhante ao de Santo Antônio em Cairu, tipicamente Barroco.
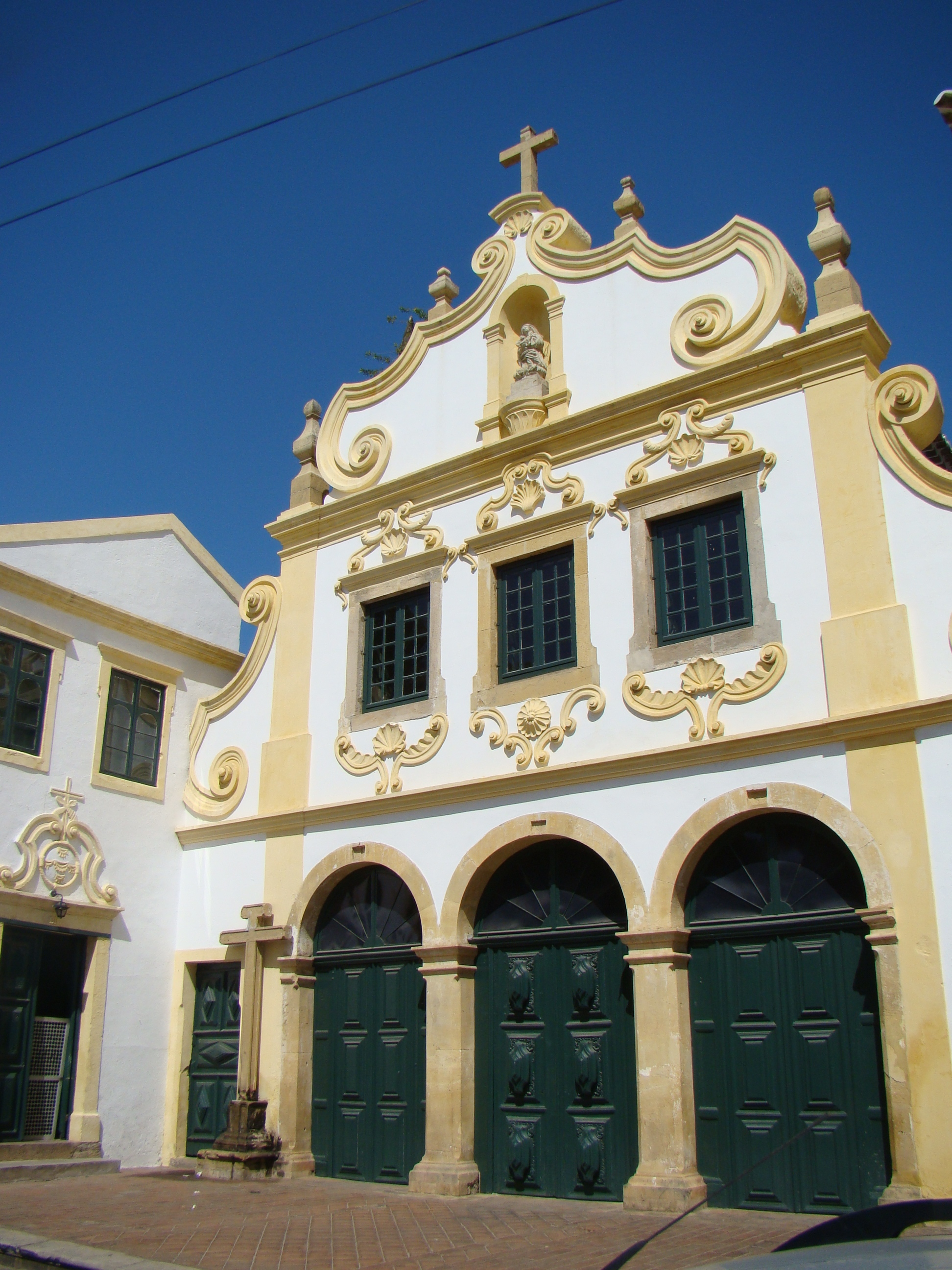
A igreja do Convento de São Francisco, conjunto barroco de excepcional importância situado em Olinda.

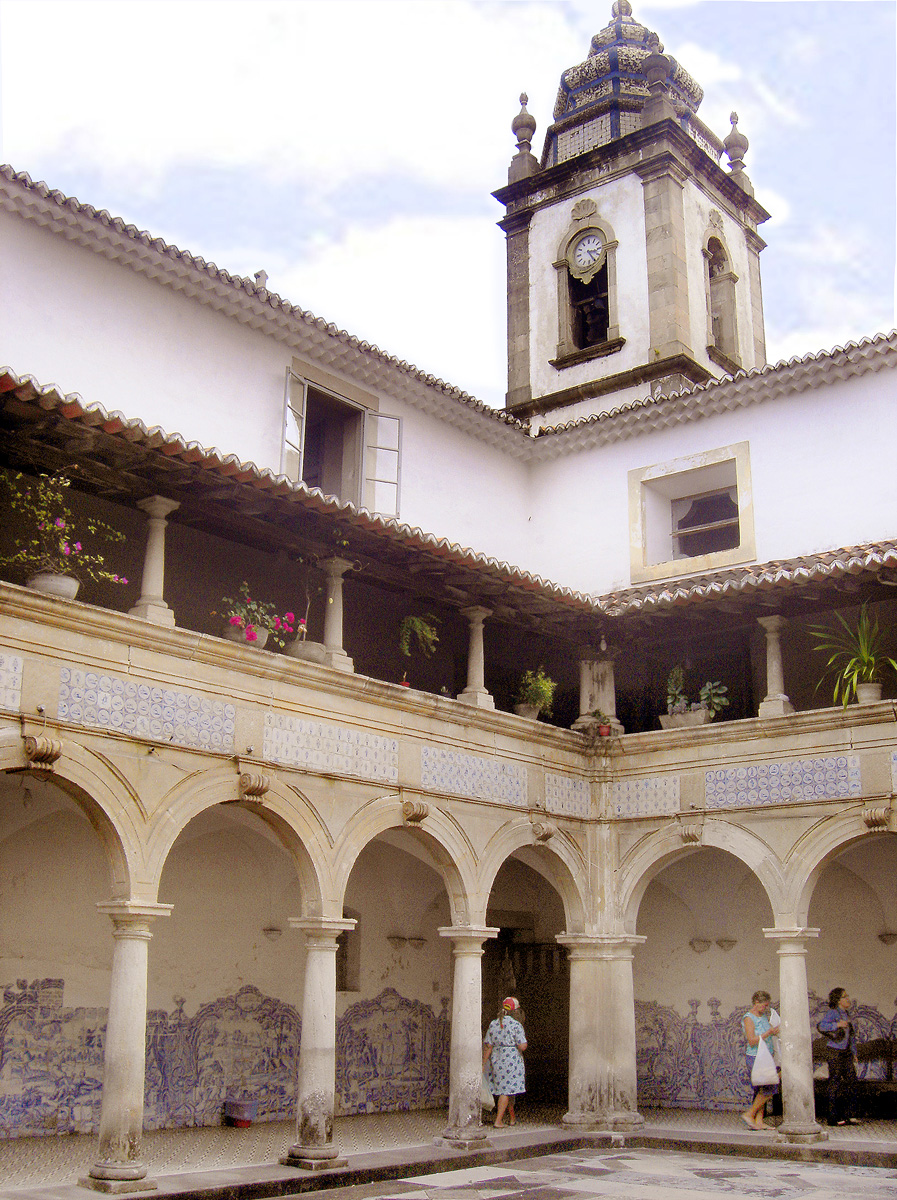
Detalhe do claustro do Convento de Santo Antônio, Recife, com sua rica azulejaria barroca.
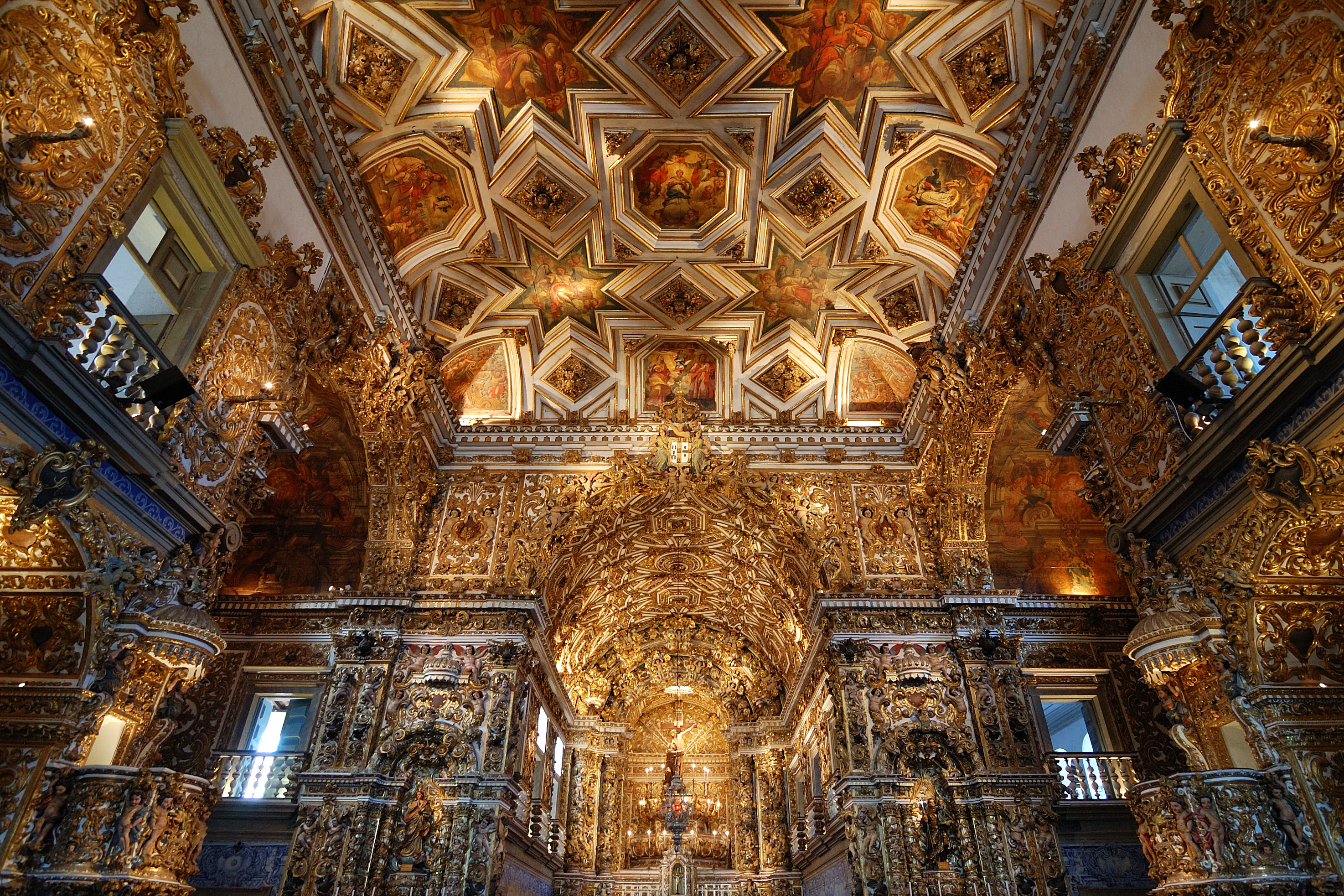
Interior barroco da Igreja de São Francisco, em Salvador.
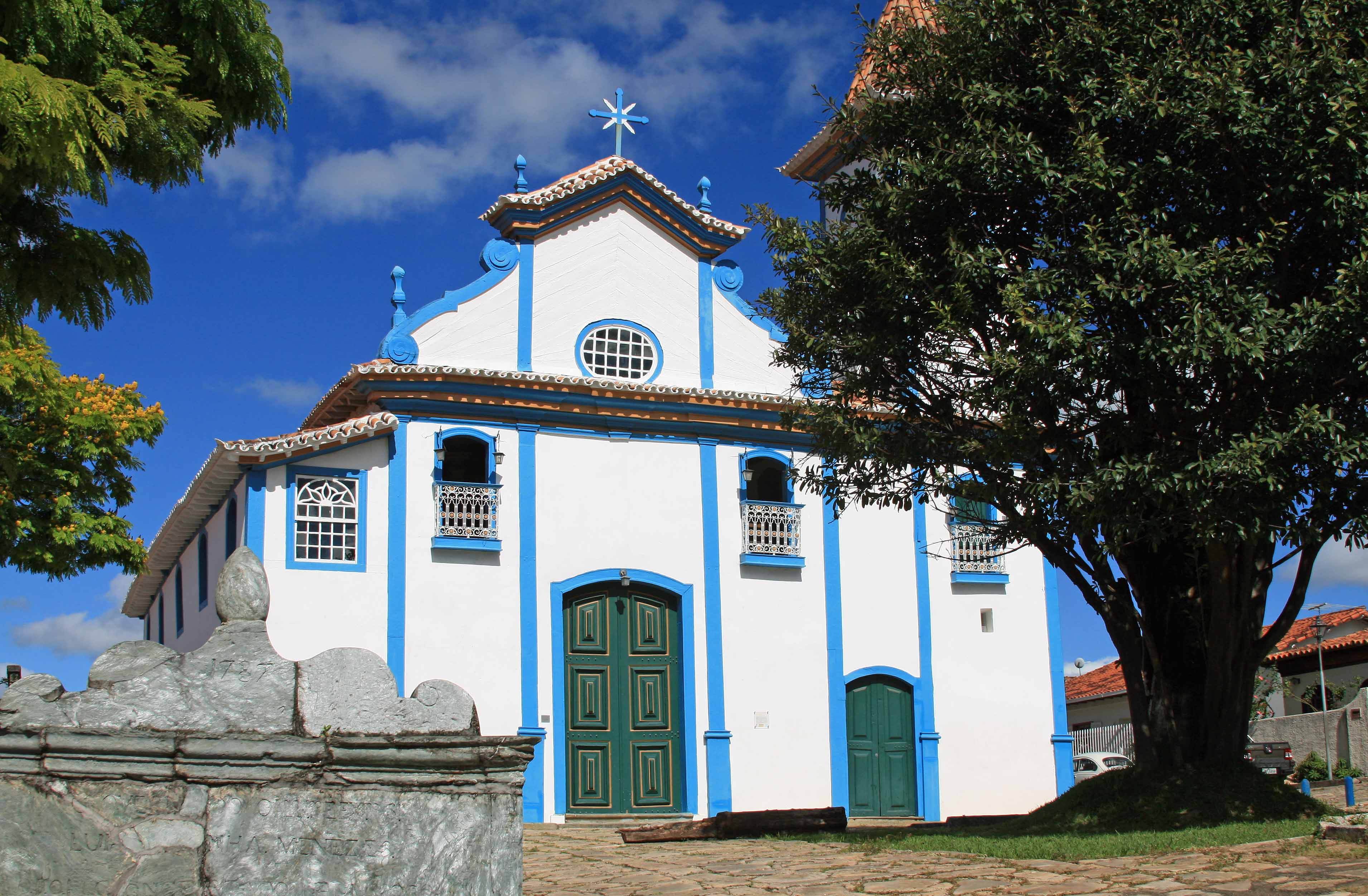
Igreja do Rosário dos Pretos em Diamantina, um bom exemplo de adaptação popular do Barroco.
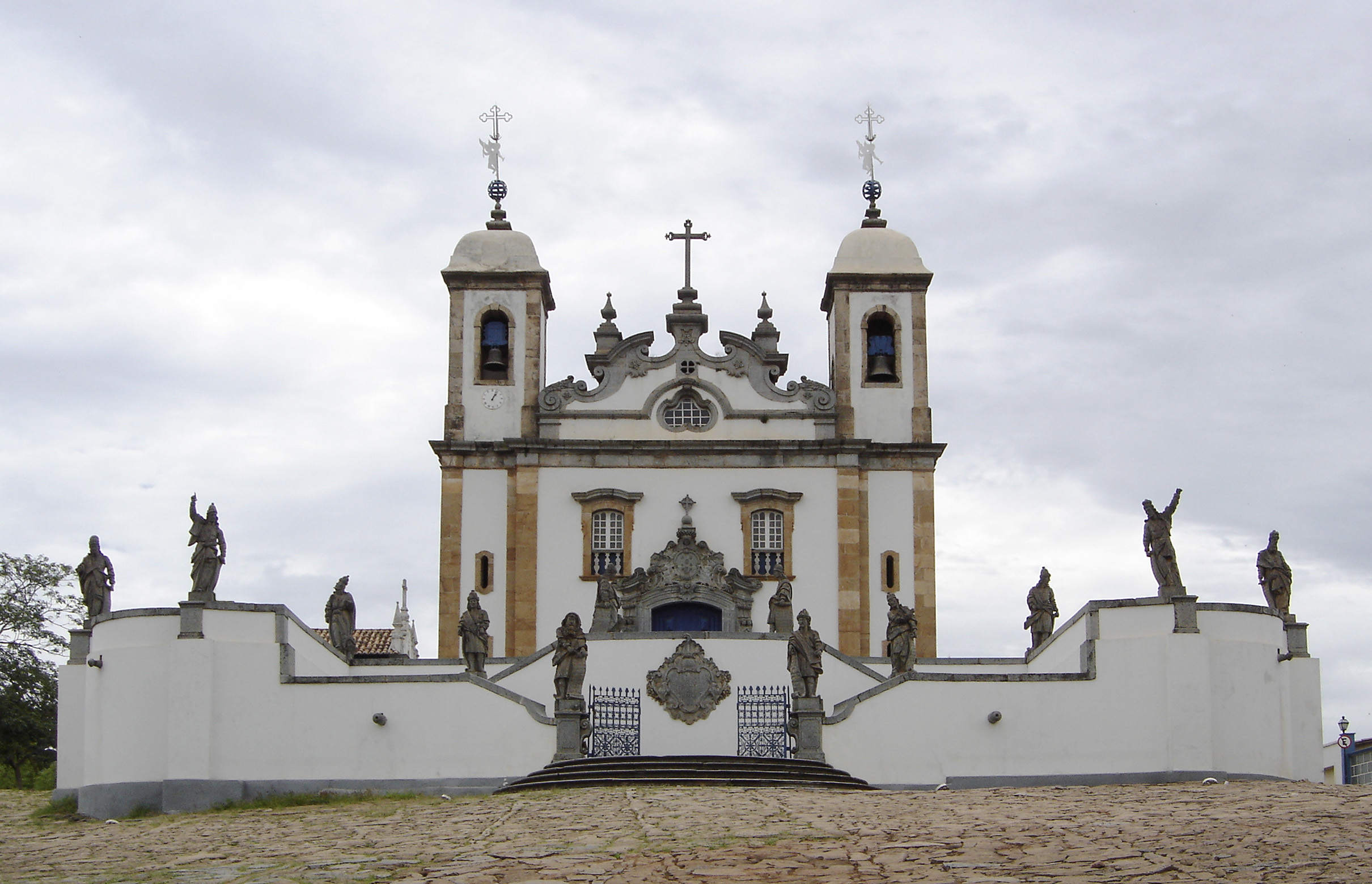
Santuário do Bom Jesus de Matosinhos em Congonhas, Patrimônio Mundial, Barroco-Rococó.

### Mobiliário
Em decorrência do Brasil ter sido uma colônia portuguesa, é natural que a produção de marcenaria (com atenção especial para as peças de mobiliário) seja um desdobramento do mobiliário tradicional português. Embora que o material empregado fosse legitimamente brasileiro, os responsáveis pelo trabalho das peças foram sempre os portugueses, ou quando nascidos no Brasil de ascendência portuguesa ou mestiça. O mobiliário português desenvolvido no Brasil era singelo e despretensioso, ou seja, apenas o essencial para desempenhar a função do objeto (como exemplos: pequenos oratórios, camas, cadeiras, mesas e arcas). A simplicidade das primeiras peças dos colonos seguiu como uma das características marcantes da casa brasileira naquele período em diante. Mas, ainda que tais mobiliários apresentassem simplicidade e despretensão, as peças em si eram bem trabalhadas, não apenas porque a tradição do oficio era desenvolvê-las dessa maneira caprichosa, mas também porque os oficiais e ajudantes de carpintaria eram muitas vezes da própria casa (sendo alguns escravos cujos dotes eram descobertos), que trabalhavam sem pressa e que não visavam o lucro, importando apenas “o prazer de fazer bem feito”. O móvel brasileiro, ou seja, o móvel português feito no Brasil acompanhou a evolução do mobiliário de todos os países europeus. As “modas” eram todas importadas, atingindo as camadas mais abastadas em primeiro lugar, sendo depois vulgarizadas com a produção dos mesmos modelos de móveis no tipo “ordinário” ou comum. No período colonial existiam basicamente três tipos de móveis: os de “luxo” (feitos com madeiras nobres de lei); os “ordinários” (também feitos de madeira de lei, porém mais simples); e por fim os “toscos” (desenvolvidos em madeira comum para uso popular ou serviços domésticos). O mobiliário do Brasil pode ser classificado em três grandes períodos: Renascimento: abrange os séculos XVI e XVII e prolonga-se até o início dos anos setecentos; Barroco-Rococó: estende-se praticamente por todo século XVIII; e Neoclássico: corresponde principalmente à primeira metade do século XIX, no período histórico das reações acadêmicas. Após tais períodos, surgiram apenas modas originadas pela influência da produção industrial que se acentuava gradativamente.

## Neoclassicismo

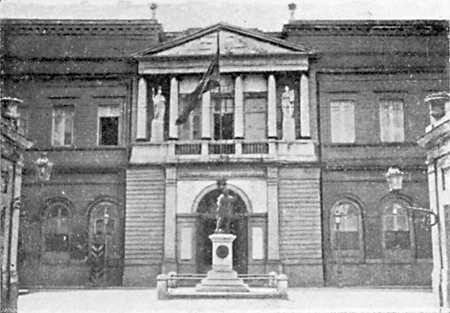
Academia Imperial de Belas Artes, projeto de Montigny.

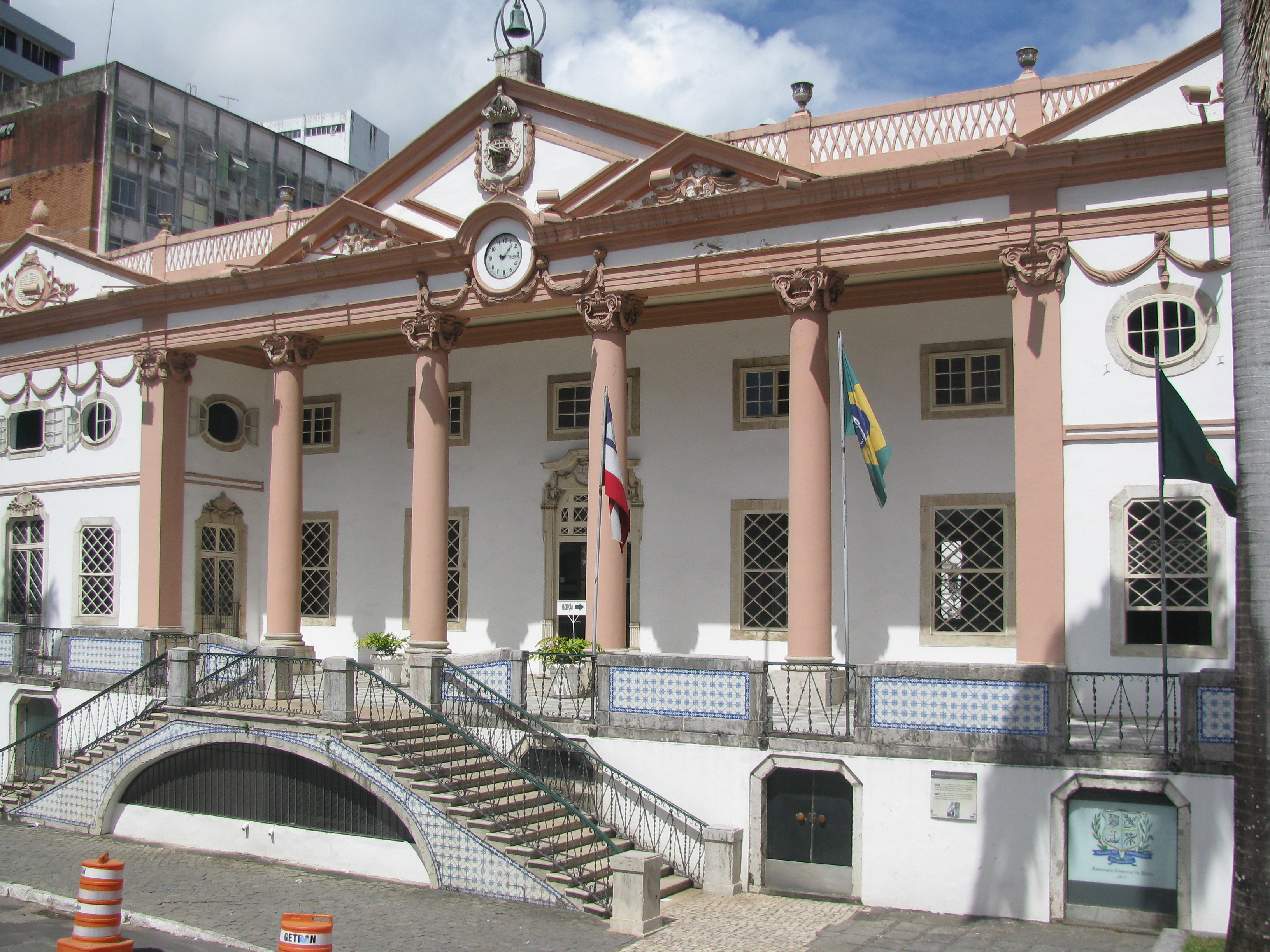
Detalhe da Associação Comercial da Bahia, Salvador.

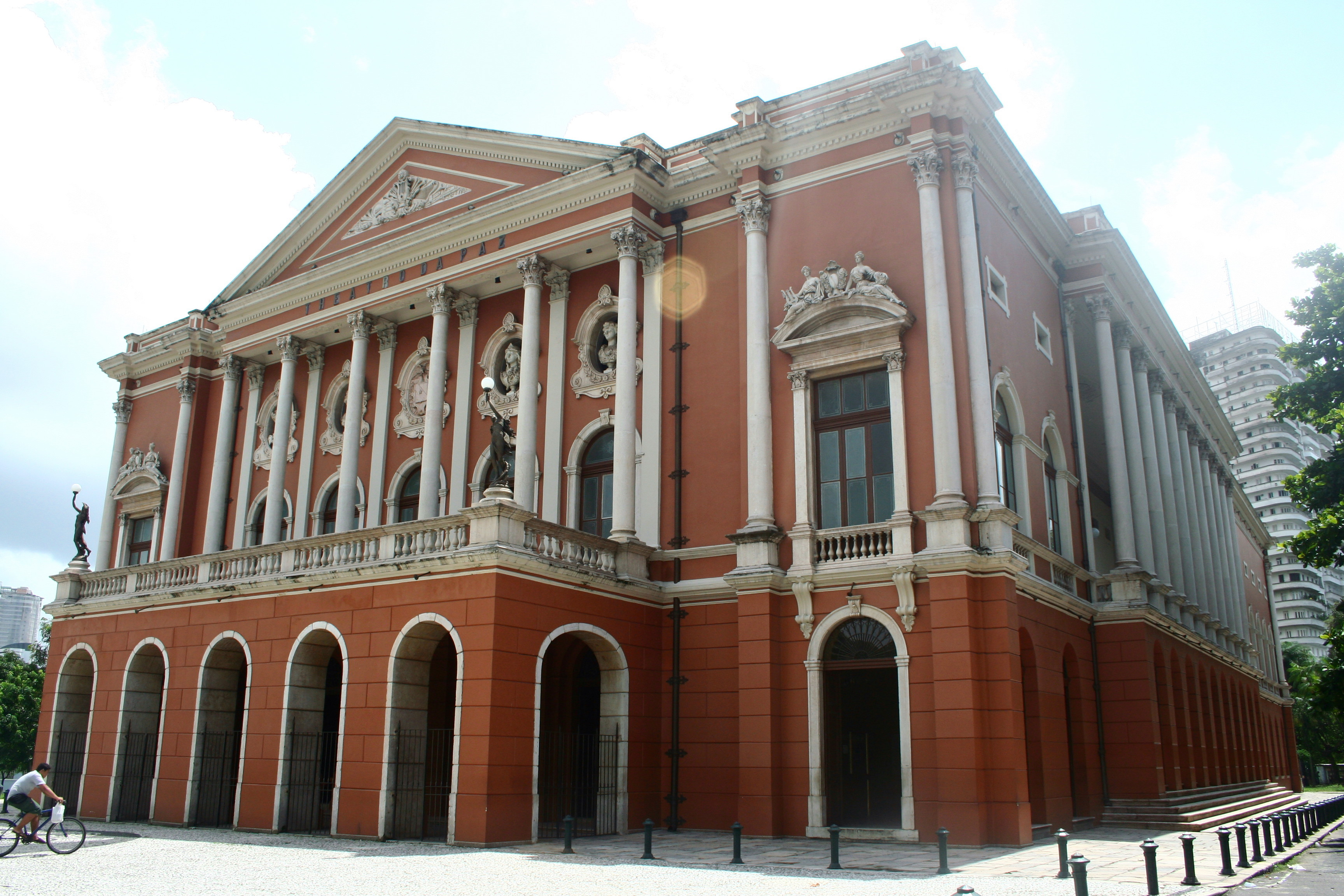
O Theatro da Paz em Belém do Pará, projeto de José Tibúrcio de Magalhães.

Elementos classicistas começam a ser notados novamente no Brasil a partir da atuação de arquitetos enviados pelo Marquês de Pombal para auxiliarem nas demarcações territoriais determinadas pelo Tratado de Madri de 1750, um grupo que incluía Antonio Landi, José Fernandes Alpoim e José Custódio de Sá e Faria. Outro arquiteto notável que adotou esquemas neoclássicos foi Mestre Valentim, atuando no Rio na virada para o século XIX. Inspirada no austero modelo do templo grego e influenciada pelo iluminismo, a arquitetura neoclássica buscava o equilíbrio e a economia, uma estética carregada de associações éticas e cívicas idealistas e progressistas, desejando expressar ordem, racionalidade e disciplina. Contudo, somente após a chegada ao Rio da corte portuguesa em 1808, é que o estilo se tornou uma moda, reforçada pela presença da Missão Artística Francesa, um grupo de artistas e intelectuais franceses adeptos do Neoclassicismo que se transferiu para o Rio em 1816, propondo a renovação da prática e do ensino artístico nacional, onde se incluía a arquitetura. Por seu estímulo iniciaram as atividades da futura Academia Imperial de Belas Artes, que instaurou no país o método de ensino acadêmico, com prolífica descendência, e fixou definitivamente o Neoclassicismo como a estética mais prestigiada, contando com o patrocínio real.
A fórmula neoclássica mais erudita que vigorou no Brasil não fugiu muito do esquema do templo clássico, incorporando algumas liberdades da corrente palladiana e adaptando o modelo a fachadas de mais de um pavimento, predominando a demarcação de um pórtico central com frontão triangular sustentado por colunas, que às vezes se aplicavam a toda a extensão da fachada sob forma de pilastras, e mesmo em alguns casos adotando um esquema de peristilo. O arquiteto da Missão, Grandjean de Montigny, assumiu a cátedra de arquitetura civil, realizou várias obras para o governo, incluindo o prédio da Academia, e fez grande escola, tendo entre seus discípulos José Maria Jacinto Rebelo, Joaquim Cândido Guilhobel, José Domingos Monteiro e Francisco Joaquim Béthencourt da Silva, praticamente monopolizando os avanços na arquitetura local até sua morte em 1850. Entre suas inovações, Montigny introduziu novos parâmetros na concepção do espaço urbano, na ordenação das plantas, na criação de aberturas de ventilação e nos requisitos de higiene, que encontraram a resistência dos arquitetos e mestres-de-obra nativos, acostumados ao modelo barroco da edificação colonial.
Mesmo tendo a Missão Francesa uma função de divisor de águas na história da arquitetura brasileira, seria ingênuo supor que a herança anterior deixasse subitamente de influir na técnica e na estética das construções da primeira metade do século XIX, especialmente em locais afastados da corte carioca. Além disso, sua influência maior incidiu sobre os prédios oficiais, os grandes palacetes da elite, algumas faculdades, teatros e hospitais, tardando mais a habitação burguesa a acompanhar os desenvolvimentos arquitetônicos eruditos, ocorrendo muitas hibridizações e concessões à tradição colonial.
Em 1840, chegou às terras brasileiras o engenheiro fourierista francês Louis Léger Vauthier. Era uma época de mudanças no Recife, que pretendia alterar suas feições portuguesas de cidade recém-saída da época colonial. Pernambuco decidiu então construir um teatro na sua capital. Como não havia profissionais qualificados no Brasil, a província promoveu a vinda de engenheiros, matemáticos, técnicos e operários europeus. O Teatro de Santa Isabel, projetado por Vauthier, foi inaugurado em 1850, e é um dos poucos exemplares do genuíno neoclassicismo erguidos no país na primeira metade do século XIX.
Diversos exemplos significativos de arquitetura neoclássica sobrevivem em vários pontos do país. Pode-se citar o prédio da Associação Comercial da Bahia em Salvador, o Palácio Real da Quinta da Boa Vista e o corpo central da Santa Casa de Misericórdia no Rio, a Casa da Cultura, Assembleia Legislativa de Pernambuco, Ginásio Pernambucano, Hospital Pedro II e Hospital Ulysses Pernambucano no Recife, o antigo Palácio de Verão de Dom Pedro II em Petrópolis, o Theatro da Paz em Belém do Pará e o Palácio dos Leões em São Luís do Maranhão.
De qualquer forma o estilo Barroco iria gradualmente extinguindo sua presença e a corrente neoclássica ganharia predominância, com um centro difusor principal no Rio de Janeiro, onde a corrente principal permaneceria mais fiel aos referenciais estrangeiros, incluindo no que diz respeito aos materiais de construção e os artífices. No interior do país, onde as circunstâncias geográficas, sociais e econômicas eram outras, surgiram variações simplificadas e provincianas. Como observou Sonia Gomes Pereira:
"É possível observar na prática arquitetônica do século XIX um conjunto muito mais complexo, em que vários elementos estão imbricados: a persistência de formas e técnicas coloniais; a necessidade de novos programas e funções; a incorporação de materiais importados; a diversificação dos agentes; os novos processos de formação profissional de arquitetos e engenheiros; além da sincronicidade de várias linguagens formais.... Portanto, em lugar de uma só feição dominante, coexistem técnicas, programas e estilos do passado e do presente, evidenciando a permanência da tradição colonial, entrelaçada no desejo de modernização e na necessidade de construção imaginária da nova nação".

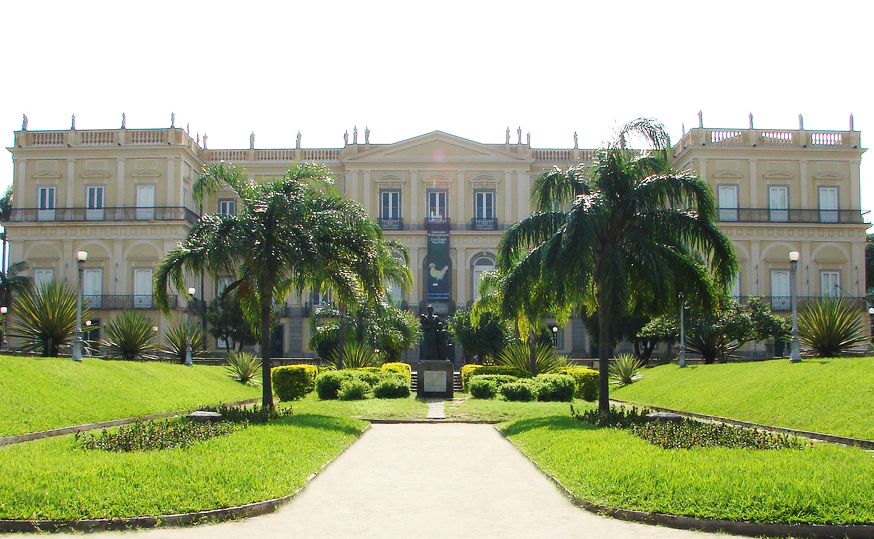
O Palácio da Quinta da Boa Vista, Rio de Janeiro.
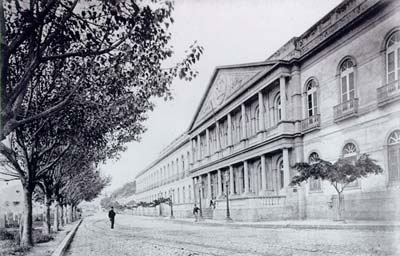
A Santa Casa do Rio de Janeiro.
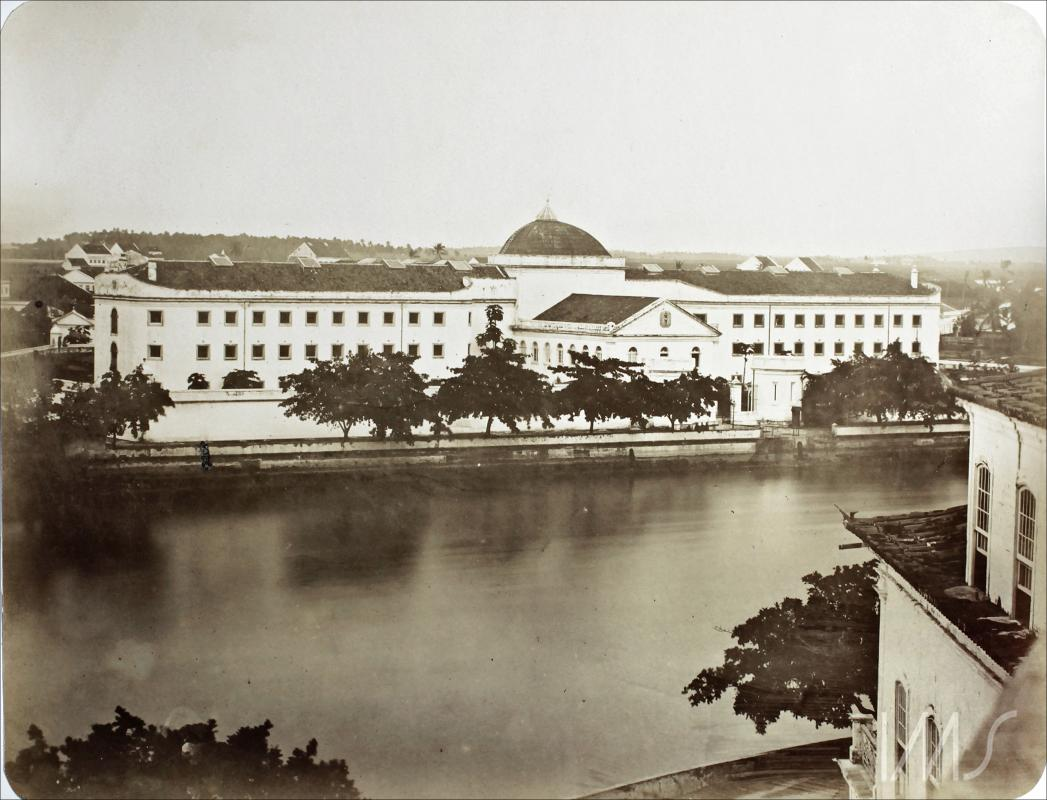
A antiga Casa de Detenção do Recife, primeira prisão radial pan-ótica sul-americana.
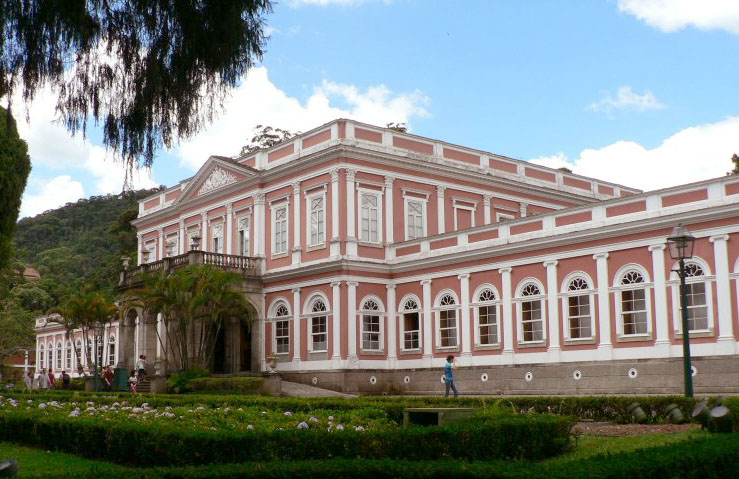
Museu Imperial, em Petrópolis.

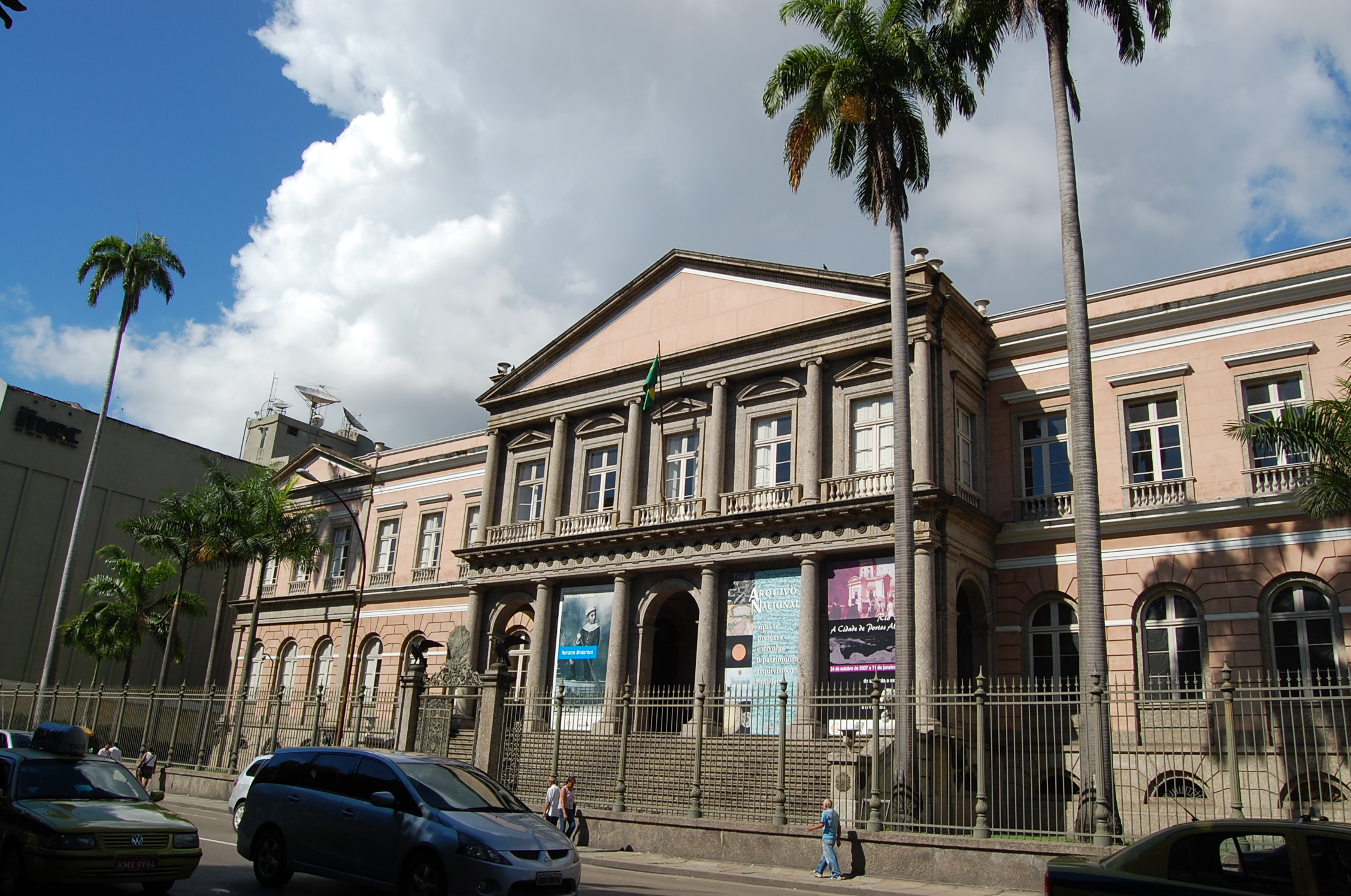
Arquivo Nacional, Rio.
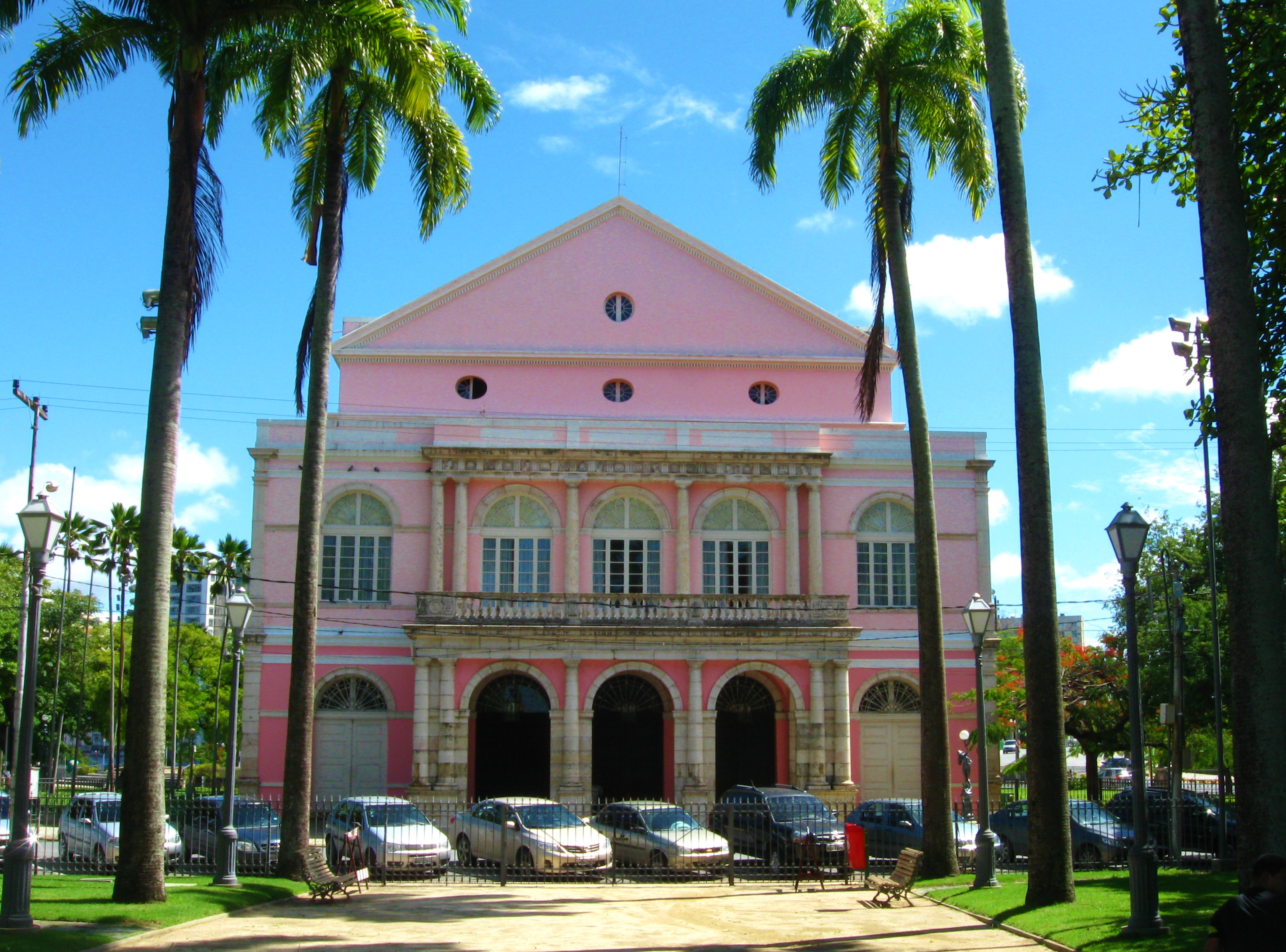
Teatro de Santa Isabel, Recife, projeto de Louis Léger Vauthier.
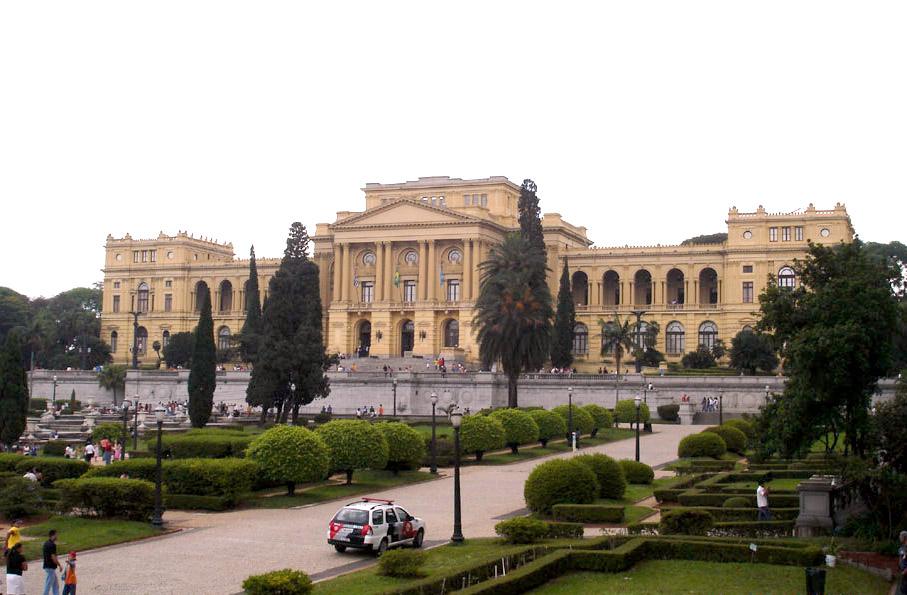
Museu Paulista, São Paulo.
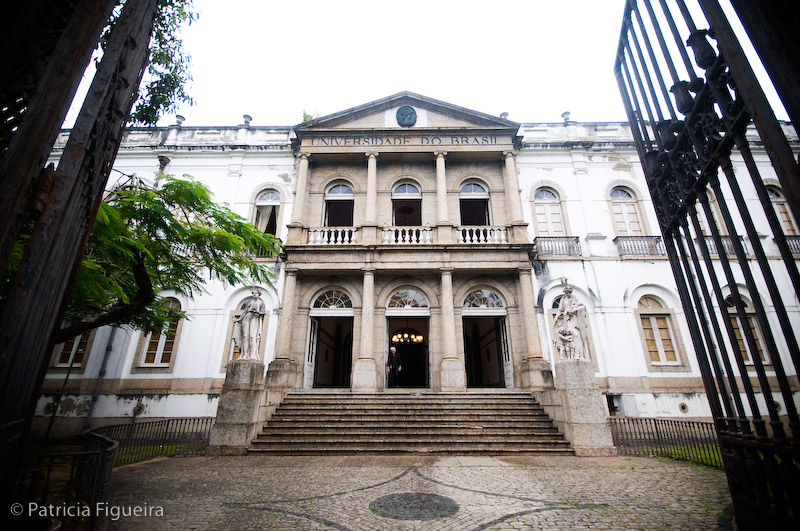
Pórtico do antigo Hospital de Alienados, Rio.

## Ecletismo
A partir da segunda metade do século XIX, já sob influência romântica, ainda que permanecendo em vigor alguns princípios classicistas, voltaria com força o gosto pela decoração abundante, tanto no interior como nas fachadas, privilegiando o conforto, o luxo e a monumentalidade, formando-se uma síntese eclética na arquitetura brasileira, a qual veio, no início do século XX, a ressuscitar até mesmo elementos barrocos.
Como um dos importantes frutos da Academia Imperial, neste período começou a se formar um corpo de crítica e historiografia da arquitetura, das quais os primeiros expoentes são Manuel de Araújo Porto-Alegre, diretor da Academia, José Albano Cordeiro e Moreira de Azevedo. Também começam a se difundir obras teóricas de Johann Joachim Winckelmann, Marc-Antoine Laugier, Quatremère de Quincy, Jean-Nicolas-Louis Durand, Vignola e Palladio, e surgem os primeiros tratados autóctones no Compêndio de Architectura Civil e Hydraulica (1844) de Pedro de Alcântara Bellegarde e no Vocabulario dos Termos Technicos da Arte de Construir (1868-69), de André Rebouças.

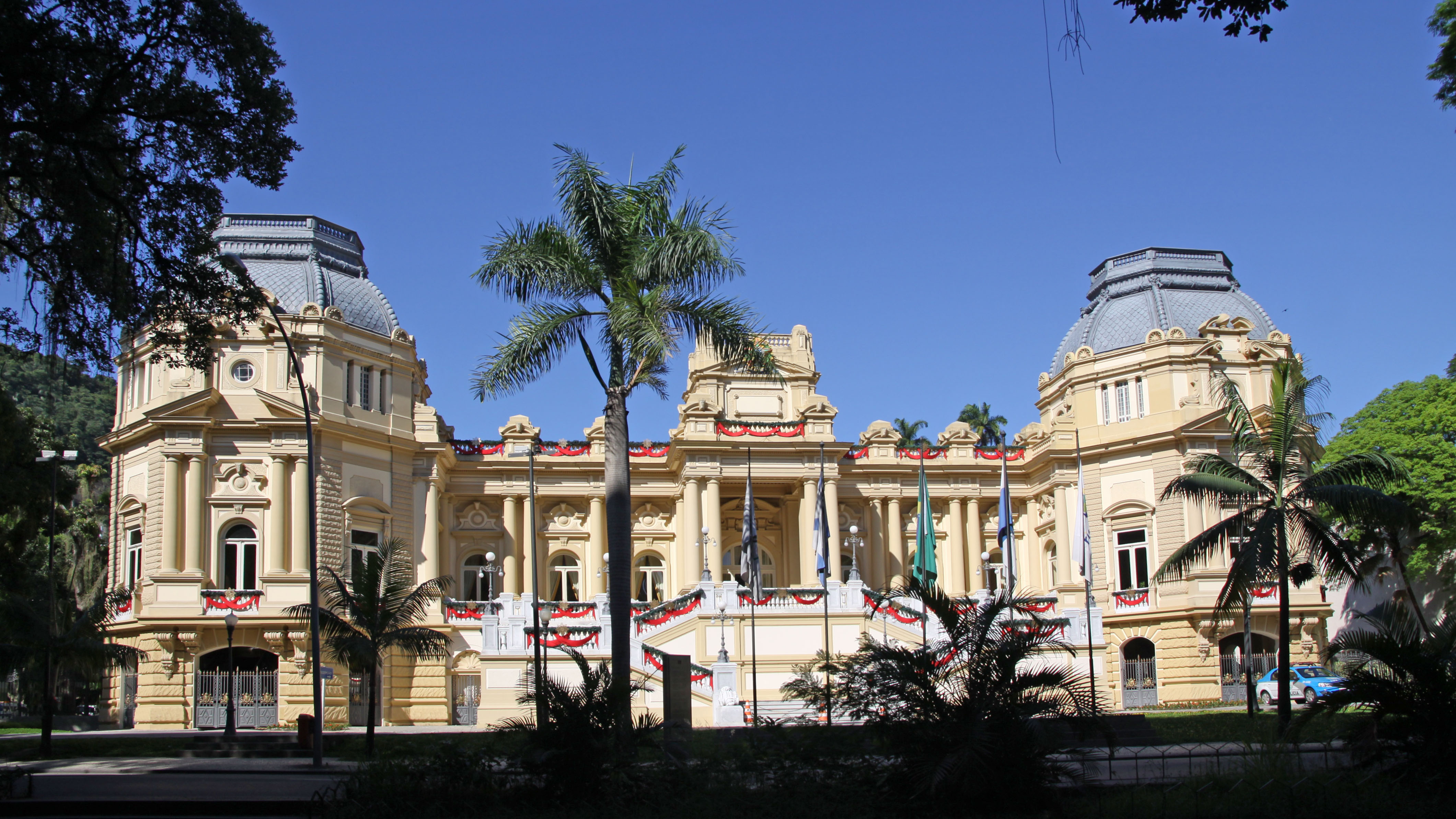
Palácio Guanabara, no Rio, iniciado em 1853.

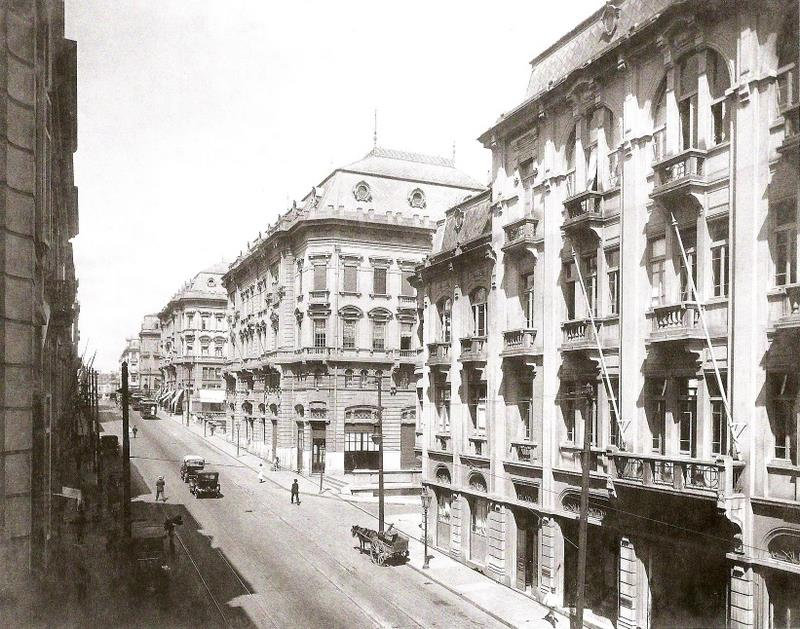
Rua Libero Badaró, em São Paulo, c. 1920, com o aspecto típico das grandes cidades reurbanizadas segundo o Ecletismo, com prédios com o aspecto imponente de palácios e fachadas muito ornamentais, um padrão usado mesmo em prédios comerciais, escolas, repartições públicas e fábricas. Foto de Guilherme Gaensly.

Com a ampliação nos estudos acadêmicos e no número de arquitetos atuantes, e com as novas tendências românticas da época, o estilo neoclássico rigoroso começou a ser alterado para incorporar elementos estranhos à pura tradição clássica e seu sistema de proporções baseado na secção áurea, passando a usar outros sistemas numéricos baseados em números inteiros, numa filosofia que abandonava o idealismo e cuja preocupação era com a necessidade e a funcionalidade. Acreditava-se também que a beleza da obra "moderna" podia ser alcançada mediante a seleção e combinação das melhores características de todo o vasto e multifacetado legado que os arquitetos antigos haviam deixado em diferentes estilos. Antigos discípulos de Montigny, como Guilhobel, Rebello e sobretudo Béthencourt da Silva, divulgaram esta nova ordem, que logo se constituiria num conjunto extremamente eclético, de forte carga decorativa e historicista, com elementos arquiteturais que buscavam novas soluções na volumetria, na distribuição de espaços internos, no vocabulário ornamental e na técnica construtiva. Cabe dizer que esse Ecletismo, na voz de Gustavo Rocha-Peixoto, falando sobre a atuação precursora de Béthencourt da Silva, "não é ruptura com o neoclássico, é continuação modernizadora. É algo que caminha para a frente, se moderniza e atualiza". No final do século, através de críticos influentes como Gonzaga Duque, os padrões acadêmicos foram postos em xeque e todo o passado artístico e arquitetônico colonial passou a ser visto com desprezo, considerado positivamente feio, pesado, a expressão do atraso e de uma herança portuguesa vista como mesquinha e excessivamente influenciada pela religião e pelas superstições, que queriam ver ultrapassada. Uma declaração do famoso escritor ilustra o pensamento da vanguarda da época:
"A igreja dos jesuítas é uma flagrante prova do mau gosto e da falta de inteligência que presidiam a formação de suas obras. Os mosteiros e conventos foram edificados durante o domínio do estilo Barroco, essa brutalidade inventada pelos fundadores da Inquisição. Nem palácios, nem templos suntuosos possuía a colônia. Tudo era acanhadamente dessa natureza".
Em breve a sociedade acabou se alinhando a ele em peso, e inúmeras edificações de alto valor, bem como casarios populares, desapareceram por este motivo nas décadas seguintes, uma tradição que só começaria a ser resgatada a partir dos anos 1930. Somente a reurbanização do Rio no início do século XX significou a destruição de centenas de edifícios barrocos, incluindo obras de excepcional importância como a igreja e o colégio dos jesuítas e outras estruturas do Morro do Castelo, que foi arrasado até a base, e também a Igreja de São Pedro dos Clérigos, de rara planta polilobada. Em muitas outras cidades a tendência foi a mesma.

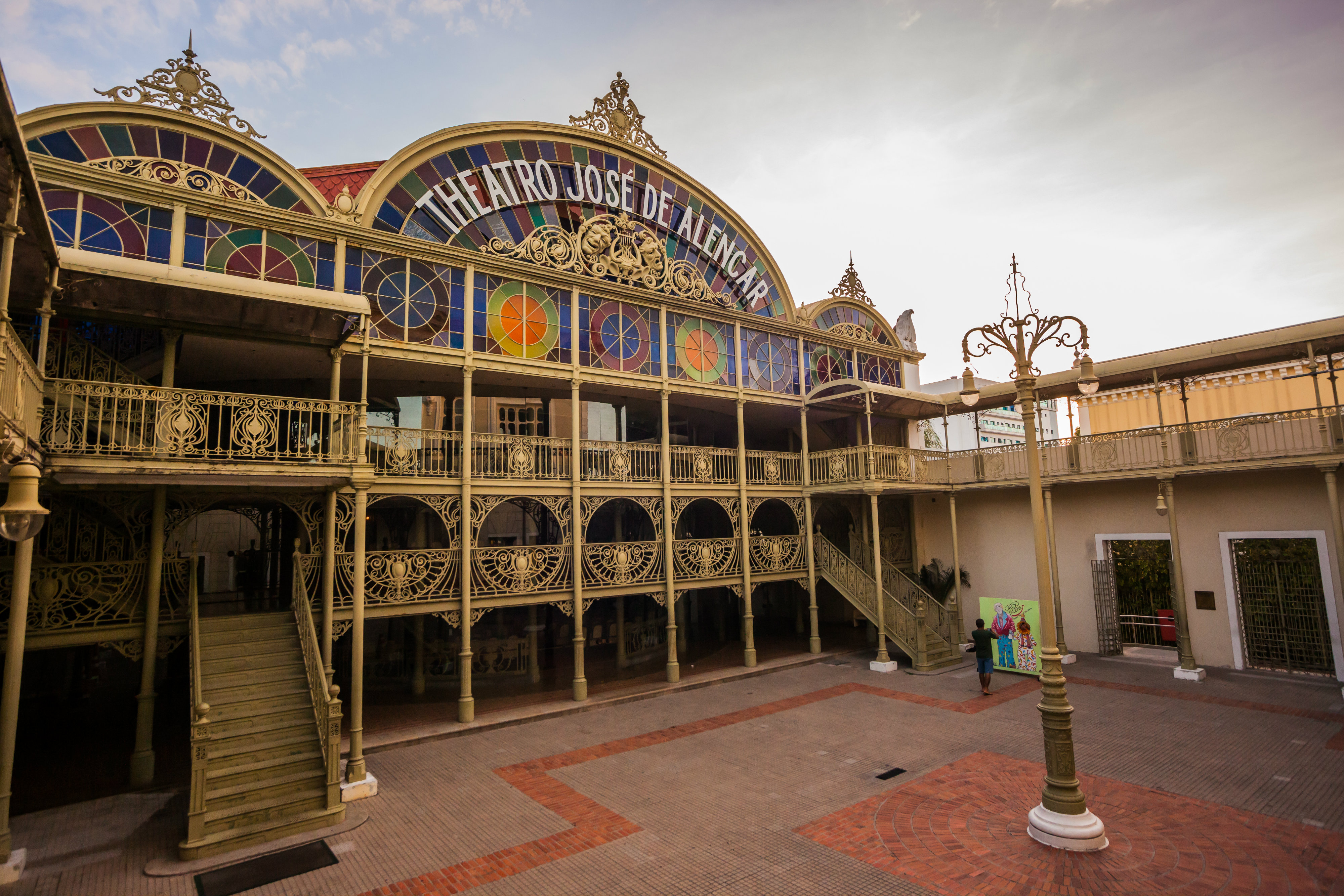
Teatro José de Alencar, Fortaleza, estrutura de ferro.

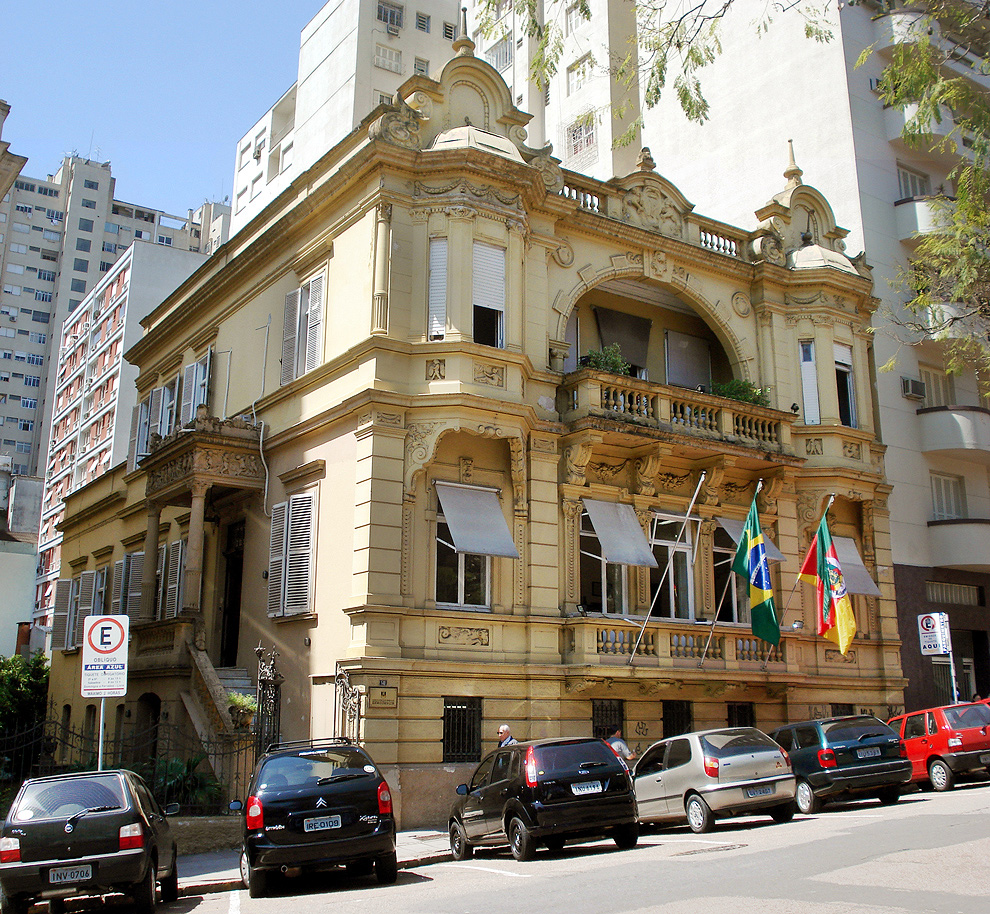
Solar Palmeiro, em Porto Alegre, um típico representante dos palacetes urbanos da elite durante o Ecletismo.

Proclamada a República, com o país redesenhando seus sentimentos nacionalistas e a fisionomia de suas cidades, o Ecletismo passava a ser empregado pelas instâncias oficiais como ilustração de um ideário político que buscava, entre outras coisas, negar a ligação com o passado português fazendo referências a outras fontes de cultura, como a França e a Itália. Muitas das grandes cidades do Brasil, em especial o Rio de Janeiro, adotaram um padrão eclético em suas reurbanizações. Ao mesmo tempo surgiam inovações tecnológicas nos meios de transporte (expansão das ferrovias e aparecimento do bonde elétrico, e logo o automóvel), na indústria (produção em série) e nos métodos de construção (uso estrutural do ferro fundido, aço e concreto), e no sistema de produção com o emprego de mão-de-obra assalariada, na qual grande contingente era imigrante, fatores que, associados à acelerada urbanização na virada do século XIX para o século XX, levaram a uma rápida expansão e desenvolvimento nas artes arquiteturais.
Tornaram-se particularmente típicas do período de 1880 a 1910 as estruturas inteira ou parcialmente de ferro fundido, às vezes com rica ornamentação. Quase toda a América Latina foi tomada por essa moda que significava progresso e civilização, importando edifícios pré-fabricados da Europa, embora o número total não fosse realmente grande. Estações ferroviárias, mercados e armazéns portuários foram os usos mais frequentes do ferro fundido, associado a chapas de ferro galvanizado como vedação, mas também foi empregado em muitas varandas, escadarias, colunatas e coberturas de pátios internos e jardins de inverno de residências elegantes, ou em quiosques e coretos comuns em inúmeras praças brasileiras. Essas estruturas geralmente vinham prontas da Inglaterra, Bélgica ou França, desmontadas em peças, servindo de lastro para os navios, sendo remontadas no Brasil. A arquitetura do ferro possibilitou a ereção de estruturas de grande leveza visual e elegância. São exemplos bem conhecidos o Mercado de São José do Recife (primeiro edifício pré-fabricado em ferro no país), o Palácio de Cristal de Petrópolis, o Teatro José de Alencar em Fortaleza e o Mercado Ver-o-Peso de Belém. Há no Brasil um único casarão constituído predominantemente de ferro fundido: a "Casa de Ferro", de propriedade da família Brennand no Recife, uma residência do fim do século XIX projetada na Bélgica e fabricada no estado da Louisiana nos Estados Unidos.
Nas primeiras décadas do século XX o Ecletismo entrou em seu auge, incorporando elementos historicistas e exóticos, numa mescla de traços neobarrocos, mouriscos, românicos, góticos e de outras escolas e países, com uma proliferação de grandes construções públicas e privadas em todo o país, incluindo palácios de governo, teatros, grandes colégios, e estendendo sua área de influência até as camadas mais baixas da população, que também começa a erguer suas residências num estilo eclético simplificado, dentro de seus magros recursos. Enquanto que o Estado desejava se afirmar internacionalmente junto às grandes potências capitalistas edificando em larga escala segundo os princípios mais "modernos" e internacionalizantes, uma burguesia abastada em rápida ascensão colaborava na multiplicação de edificações suntuosas e monumentais, com interiores extremamente luxuosos e fachadas sobrecarregadas de ornamentos e estatuária, a fim de assegurar física e visualmente seu status e igualmente expandir o mercado construtor e o sistema de produção que ela mesma administrava. Nas palavras de Annateresa Fabris,

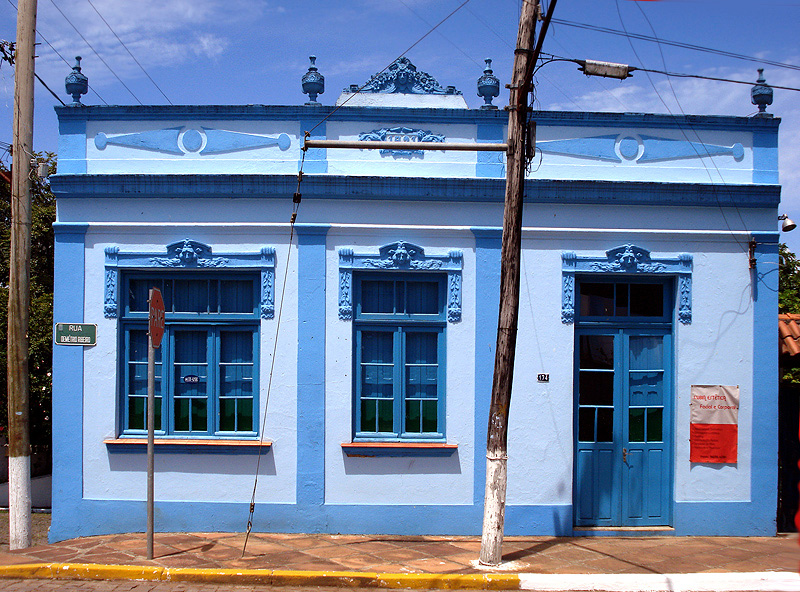
Típica residência popular em estilo eclético do início do século XX, Triunfo.

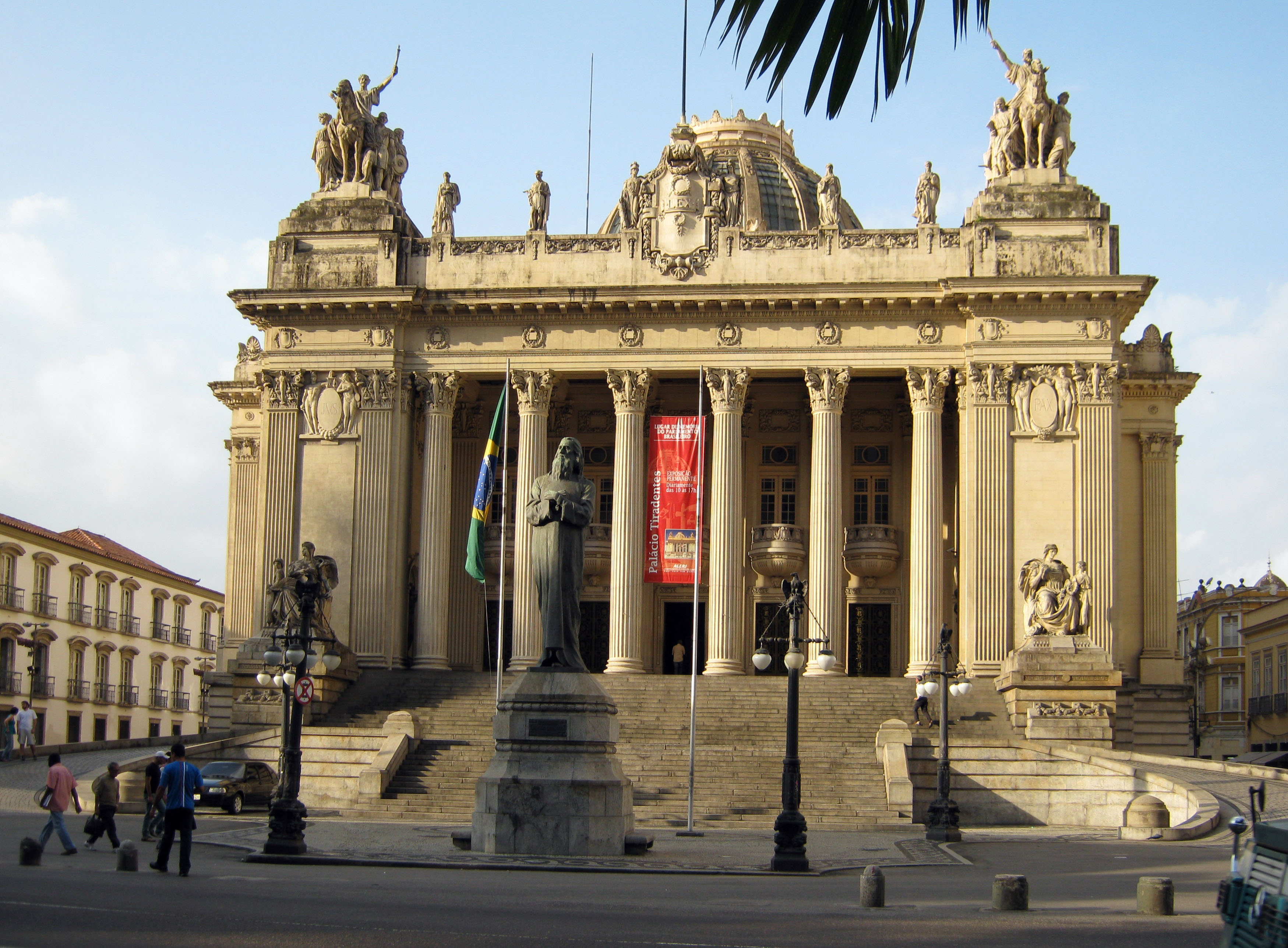
Palácio Tiradentes, Rio.

"No centro de uma das questões fundamentais do Ecletismo (está) a da representação, a da teatralização da vida. Não é por acaso que sua manifestação mais importante se concentra na fachada... a arquitetura deve ser representativa, deve evidenciar através da forma exterior e da estrutura o status de seu ocupante, seja ele o Estado, seja ele o indivíduo particular. É por isso que a decoração se torna um elemento indispensável a ser usado em larga escala, que se multiplica a função ilusionista dos materiais, que o erudito e o pitoresco se mesclam: é necessário sublinhar o caráter de obra de arte total inerente à cidade e nada é mais adequado do que pontilhá-la de monumentos.... Assiste-se nos bairros de classe média e mesmo em bairros mais populares o surgimento de edificações estruturalmente simples, mas marcadas por detalhes decorativos, que sintetizavam os aspirações de prestígio e ascensão social de seus habitantes e a vontade de contribuir, na medida do possível, à qualificação e ao embelezamento da cidade, patrimônio imaginário comum de toda a sociedade".
Dentre os arquitetos notáveis da época, entre muitos, podemos elencar Adolfo Morales de Los Rios, autor do projeto do Museu Nacional de Belas Artes, Francisco Pereira Passos, prefeito do Rio que determinou a reurbanização da cidade e autor do projeto do Teatro Municipal, Souza Aguiar, a quem se deve o traçado do prédio da Biblioteca Nacional, Heitor de Melo, com obra extensa, incluindo a Câmara Municipal do Rio de Janeiro e o Derby Club, Tommazio Bezzi, que projetou o Museu Paulista, Ramos de Azevedo, criador do Teatro Municipal de São Paulo e outros edifícios, Filinto Santoro atuando em várias partes do Brasil e deixando obras como o Mercado de São Braz em Belém e o Palácio Rio Negro em Manaus, e Theodor Wiederspahn, também com vasta produção, onde se destacam por exemplo os Correios e Telégrafos e a Cervejaria Brahma. Podem ser citados ainda outros edifícios ecléticos de grande importância, como a Estação da Luz e o Palácio das Indústrias, em São Paulo; o Palácio do Catete, o Palácio Tiradentes e o Palácio Laranjeiras, no Rio de Janeiro, os prédios históricos da UFRGS e o Santander Cultural em Porto Alegre; o Teatro Amazonas em Manaus; o Palácio Rio Branco de Salvador; o Palacete Bolonha em Belém, e no Recife o Palácio do Campo das Princesas, o Palácio da Justiça, o Quartel do Derby e a Faculdade de Direito.
A partir de meados do século XX, sob a influência dos seguidores do Modernismo, os estilos arquitetônicos similares ao Ecletismo passaram a ser considerados por muitos uma aberração e levados à demolição em nome da especulação imobiliária e do nacionalismo, inclusive diversos prédios importantes, entre eles o emblemático Palácio Monroe, cujo abate gerou uma polêmica que se estende até os dias de hoje. Só a partir dos anos 1980 estilos como o ecletismo passaram a ser revalorizados como uma expressão legítima de determinada fase da história arquitetônica brasileira, e por isso merecedor de atenção, respeito e proteção. Entretanto, vários edifícios históricos hoje ainda são demolidos em nome da modernização das cidades e tal tema foi abordado pelo filme Aquarius, de Kleber Mendonça Filho. O Edifício Caiçara, no Recife, foi um dos casos mais recentes de demolição de edifícios ecléticos.

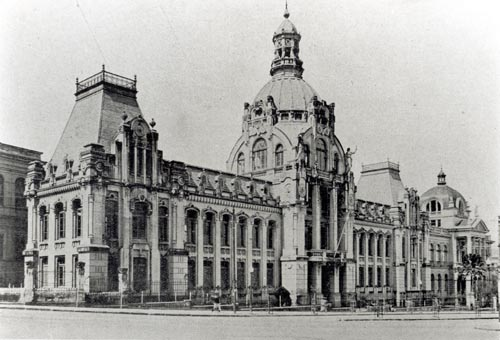
Antigo Colégio Júlio de Castilhos, Porto Alegre.
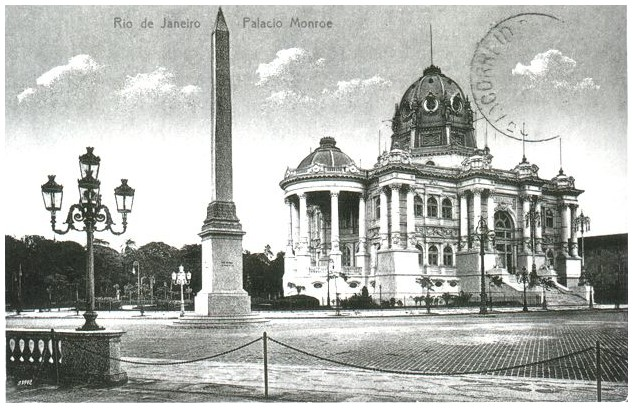
Antigo Palácio Monroe, Rio de Janeiro.
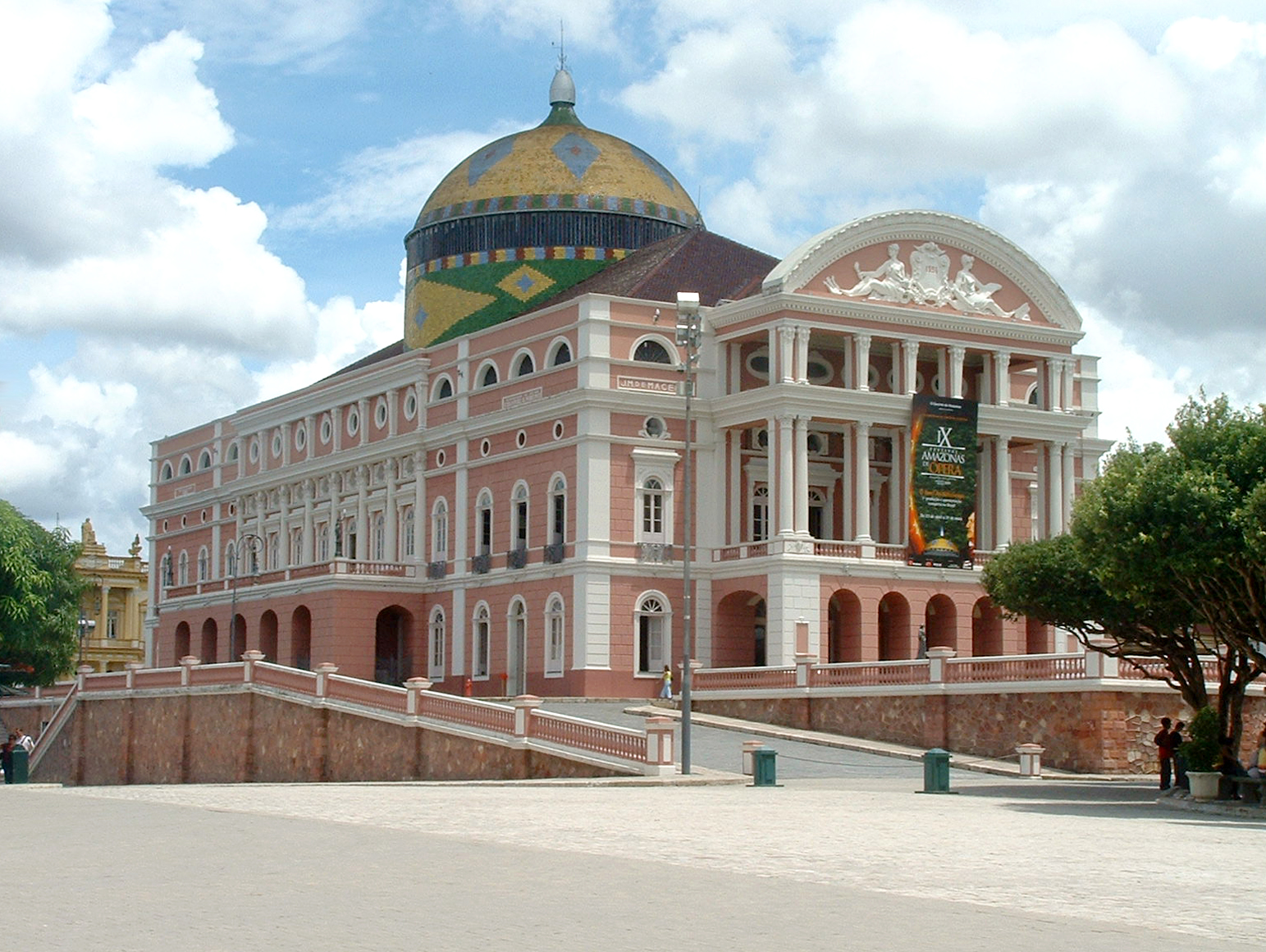
Teatro Amazonas, Manaus.
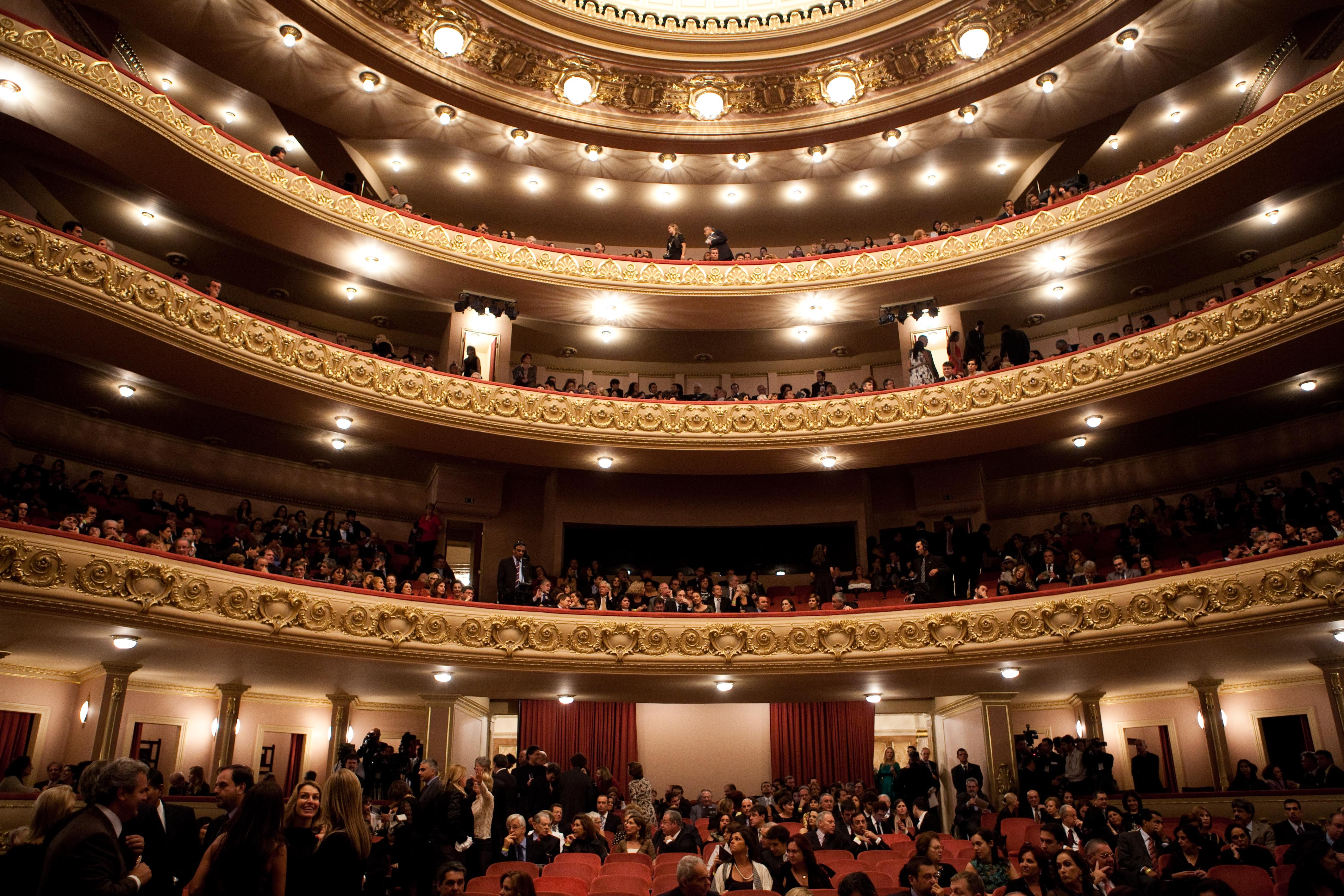
O suntuoso interior do Teatro Municipal do Rio de Janeiro em sua reinauguração.

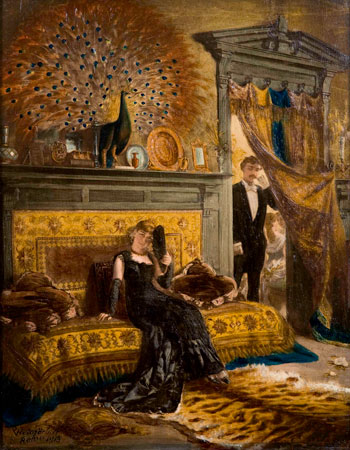
Um interior da elite, retratado na tela de Pedro Weingärtner, onde fica evidente o gosto pela decoração superabundante típico do período eclético.
O Palácio das Indústrias, em São Paulo.
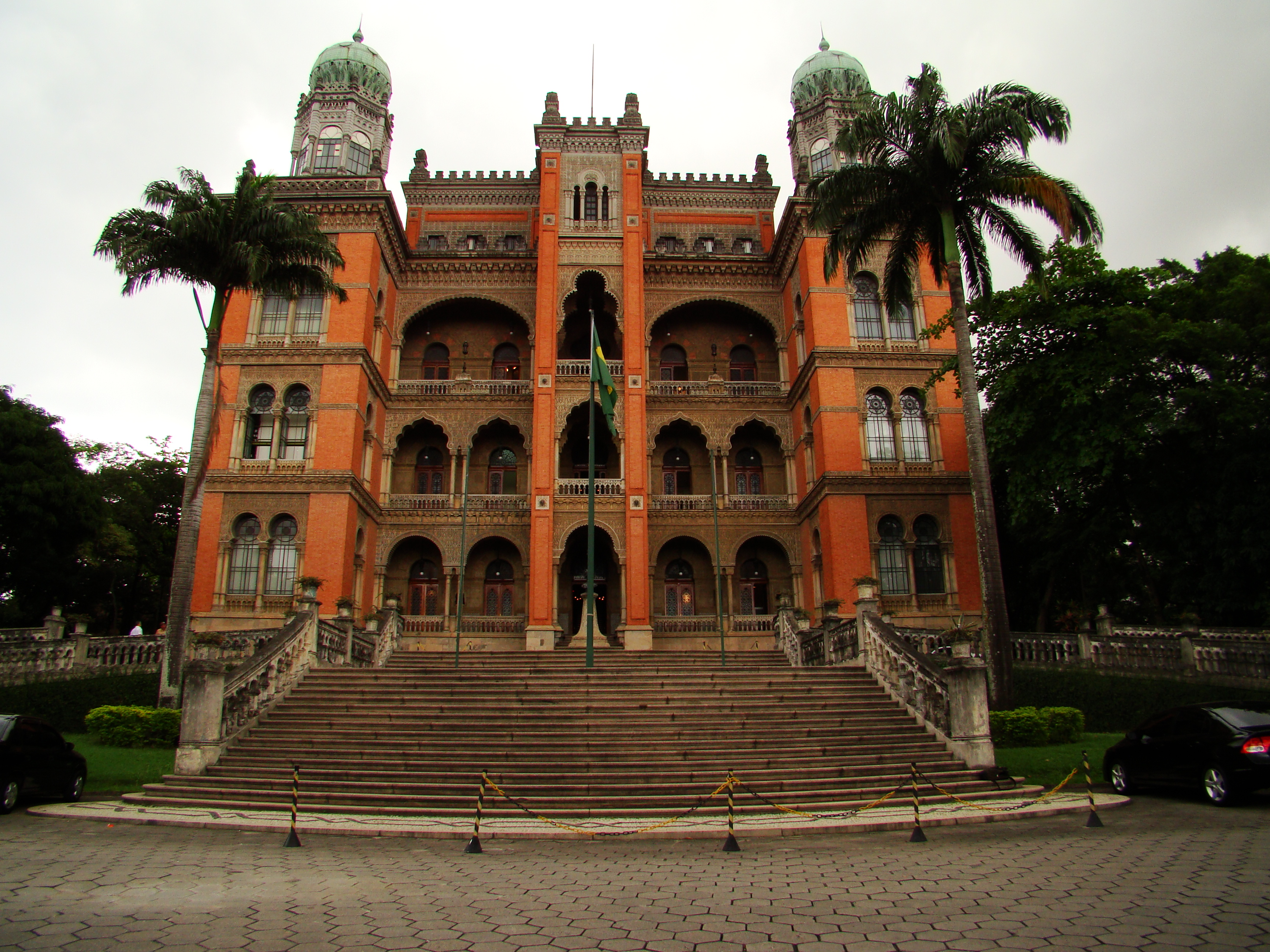
Fundação Oswaldo Cruz, no Rio de Janeiro.
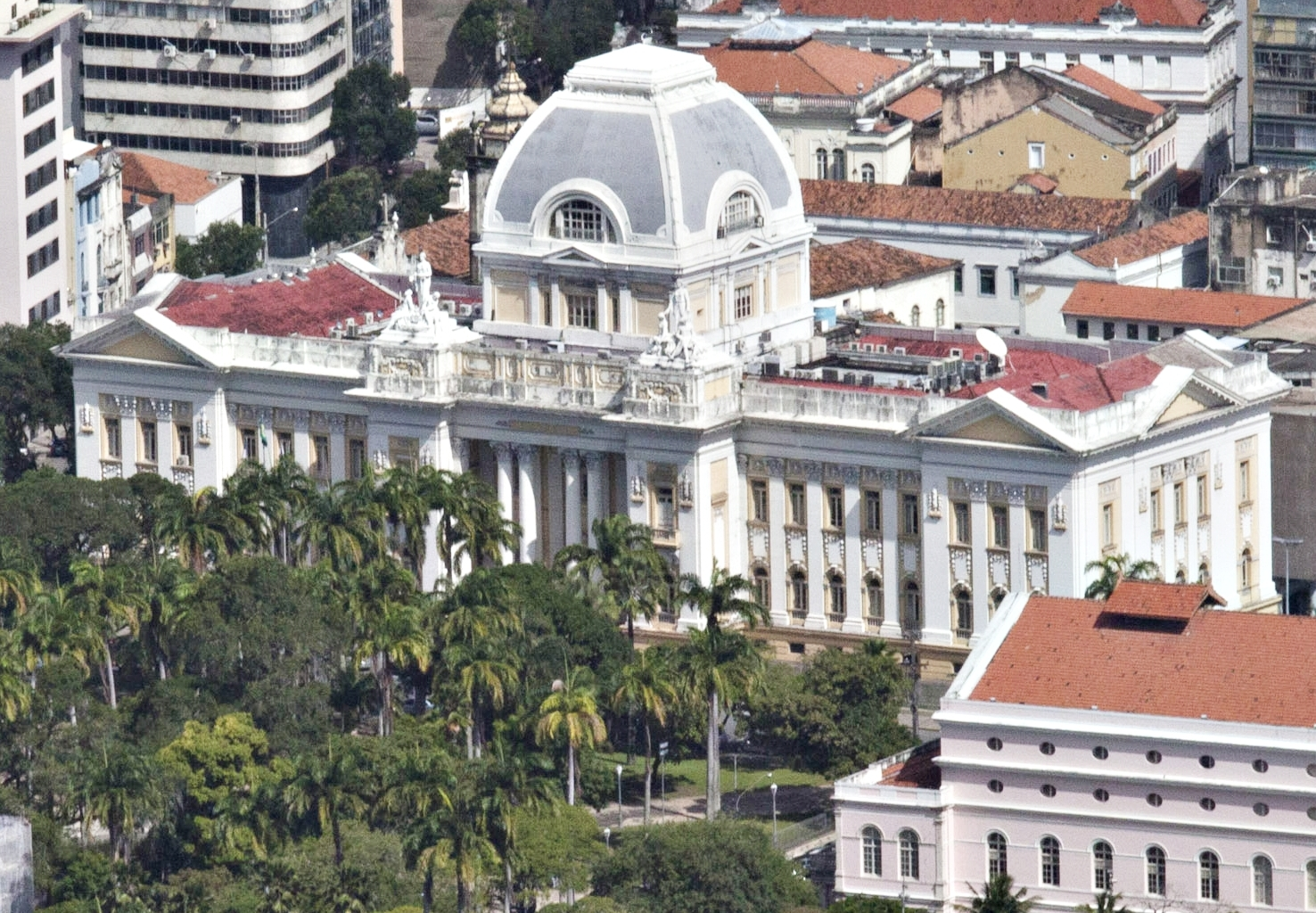
Palácio da Justiça, no Recife.

### Neogótico

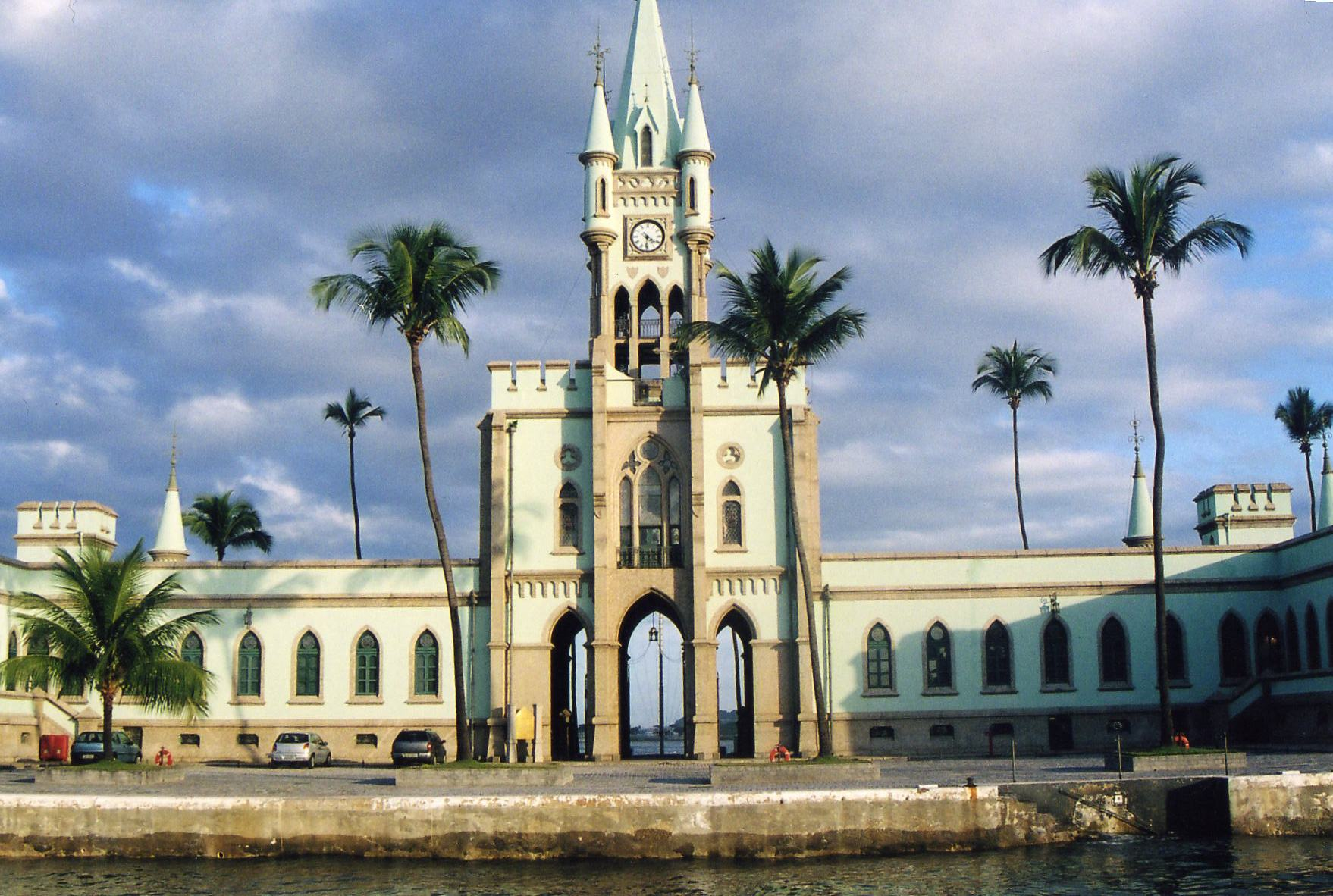
Pórtico central dos pavilhões da Ilha Fiscal, Rio.

Uma tendência marcante e bem caracterizada, embora embutida na mesma perspectiva romântica-historicista que originou o Ecletismo, e em muitos casos transitando através de outros estilos em sínteses polimorfas, foi a moda neogótica que correu todo o Brasil entre o fim do século XIX e meados do século XX, visível especialmente na arquitetura sacra, em vista do entendimento do Gótico histórico como um estilo "espiritual", mas encontrada em muitos tipos de edificação, incluindo residências, colégios, hospitais e presídios.
Embora fosse uma corrente revivalista, não impediu os arquitetos de experimentarem inovações nos materiais e na técnica construtiva. Por outro lado, o Neogótico frequentemente se manifestou apenas em detalhes e na decoração, e não nas estruturas essenciais, sendo facilmente distinguido pela presença de aberturas em arco ogival, típica do Gótico histórico, muitas vezes o único elemento que denuncia a referência historicista, misturada a outros elementos de estilos diferentes. Entre os primeiros exemplares a aparecer no território brasileiro estão o Real Gabinete Português de Leitura do Rio de Janeiro, os pavilhões da Ilha Fiscal e a Capela da Piedade, na mesma cidade, a Catedral de Petrópolis e o Santuário do Caraça. Embora o Neogótico internacional já tenha sido muito explorado pelos estudiosos, as pesquisas sobre esta corrente no Brasil ainda são escassas.
Podem ser indicados outros edifícios ilustrativos do Neogótico brasileiro, como a Catedral Metropolitana de São Paulo, um dos maiores templos neogóticos do mundo, adotando uma linha derivada da interpretação modernizada do Gótico nascida com Viollet-le-Duc, com uso de metal na cúpula e torres e técnicas avançadas de construção, a Igreja de Santa Teresinha, em Porto Alegre, inserida na chamada "linha arqueológica", que buscava uma aproximação literal do estilo medieval, com linhas puras e refinadas, a Catedral de Caxias do Sul, a Matriz de São Luiz Gonzaga e a Catedral de São João Batista de Santa Cruz do Sul.

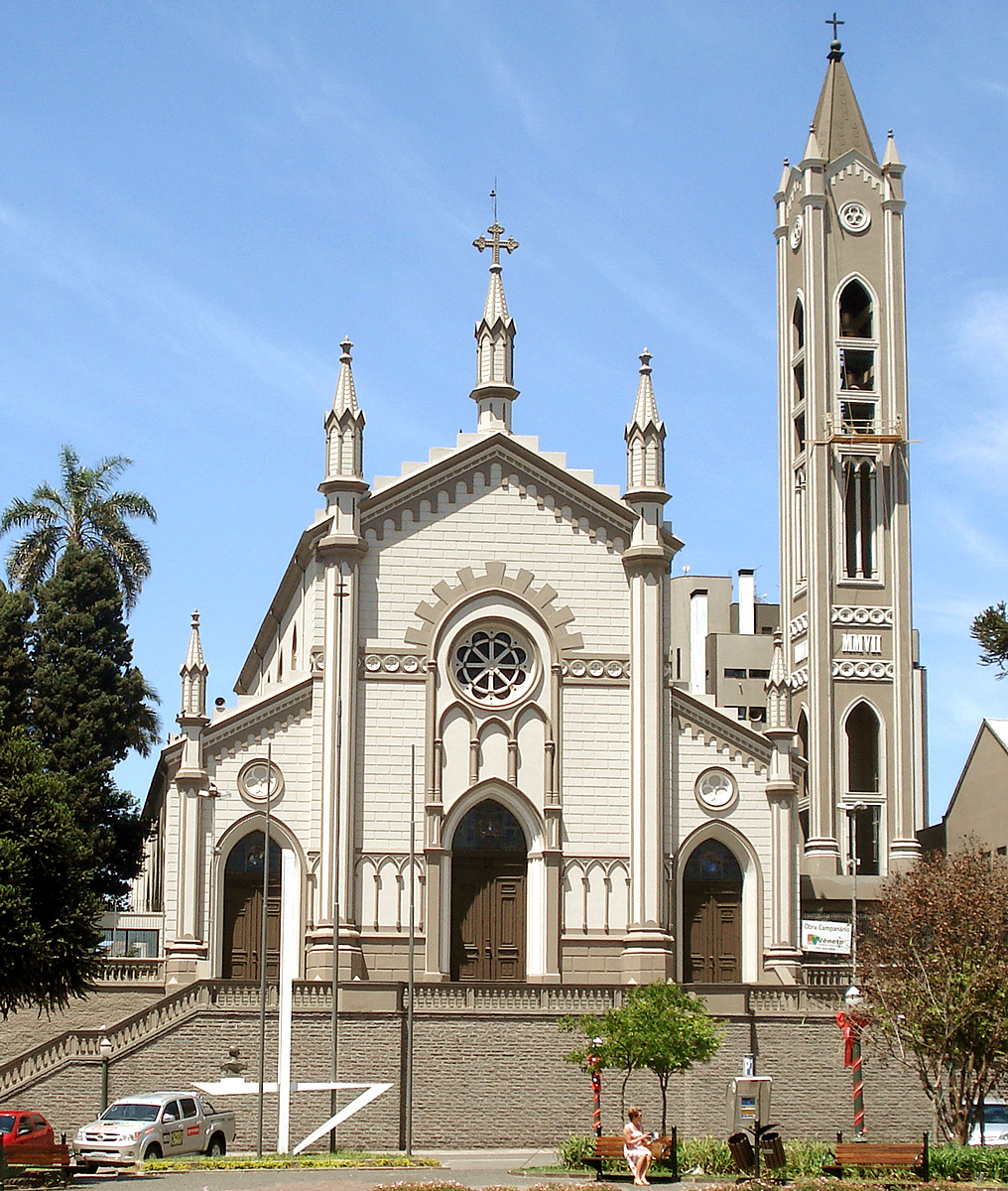
Catedral de Caxias do Sul.
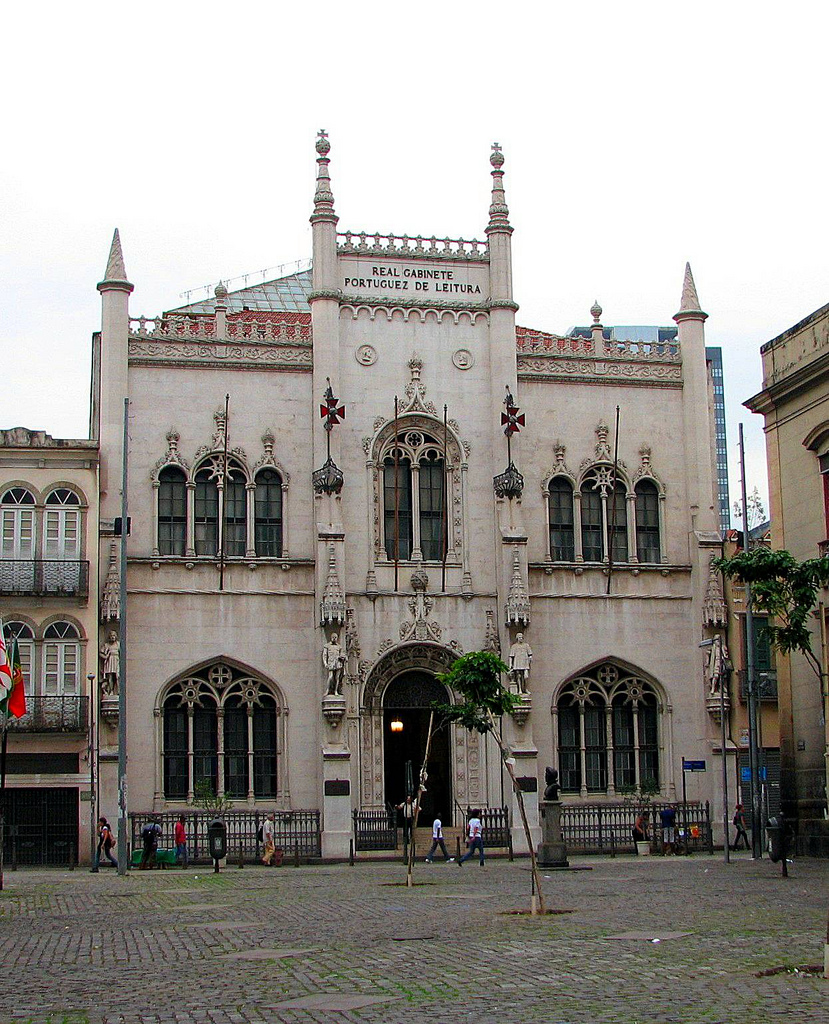
Real Gabinete Português de Leitura.‎
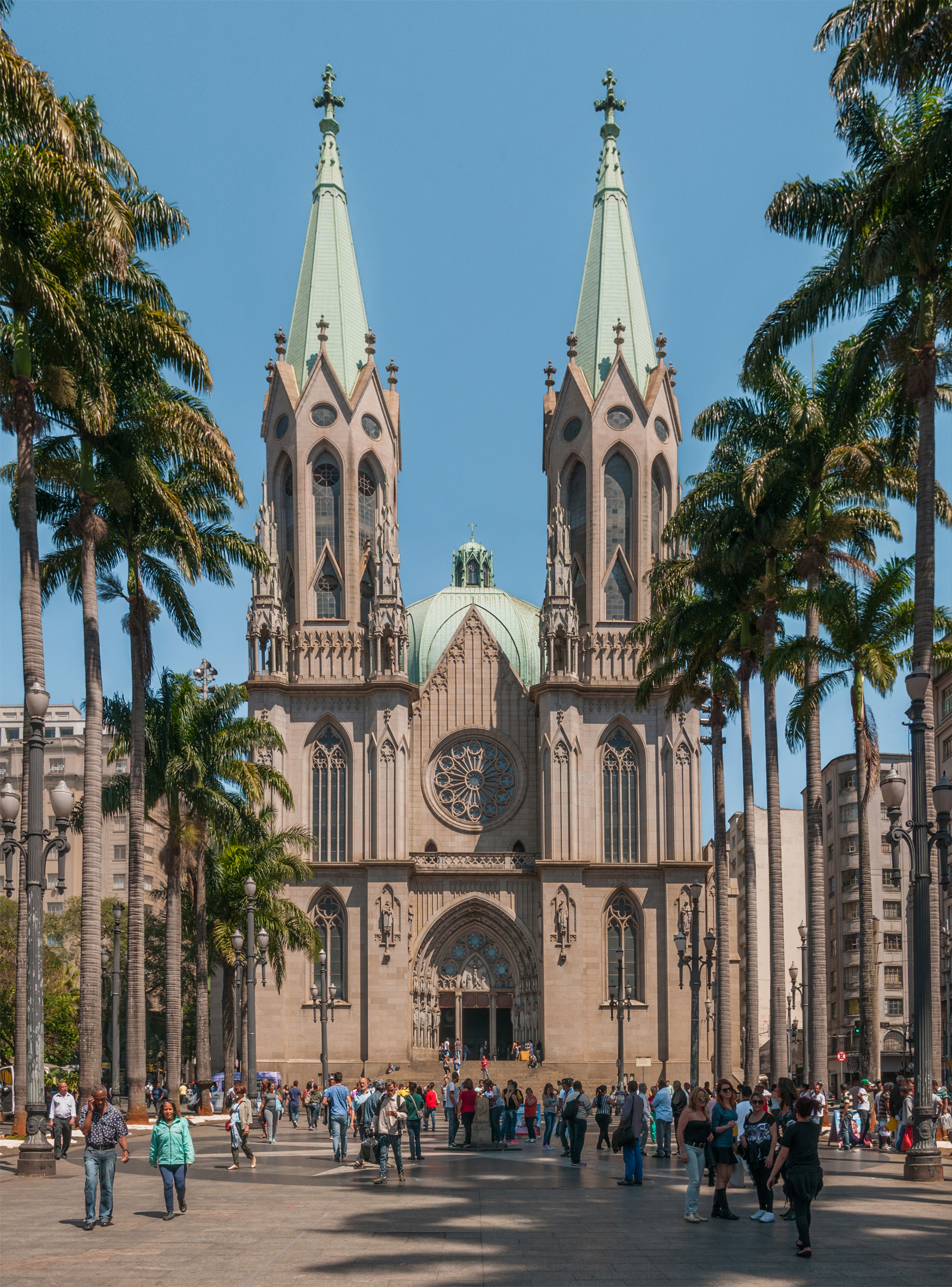
Catedral de São Paulo.
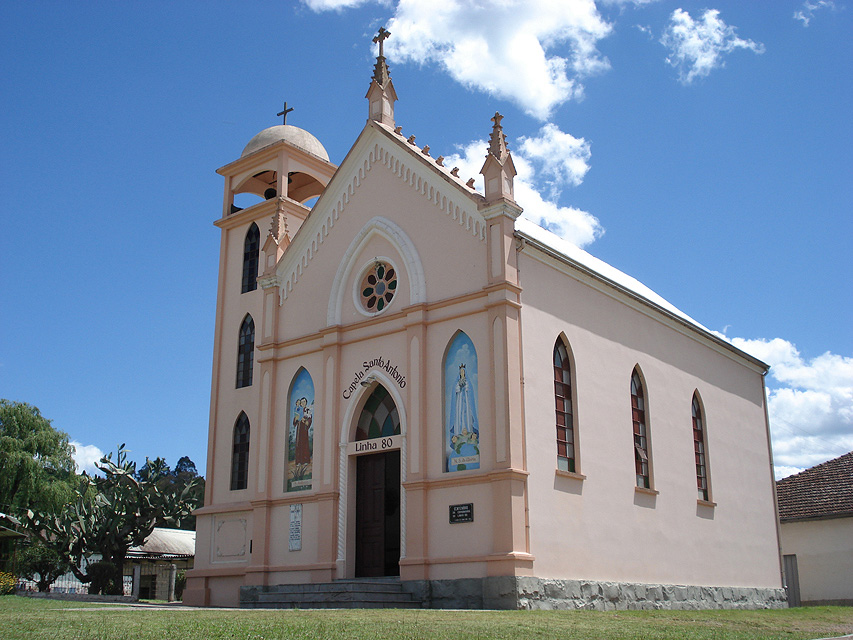
Capela de Santo Antônio, Flores da Cunha.

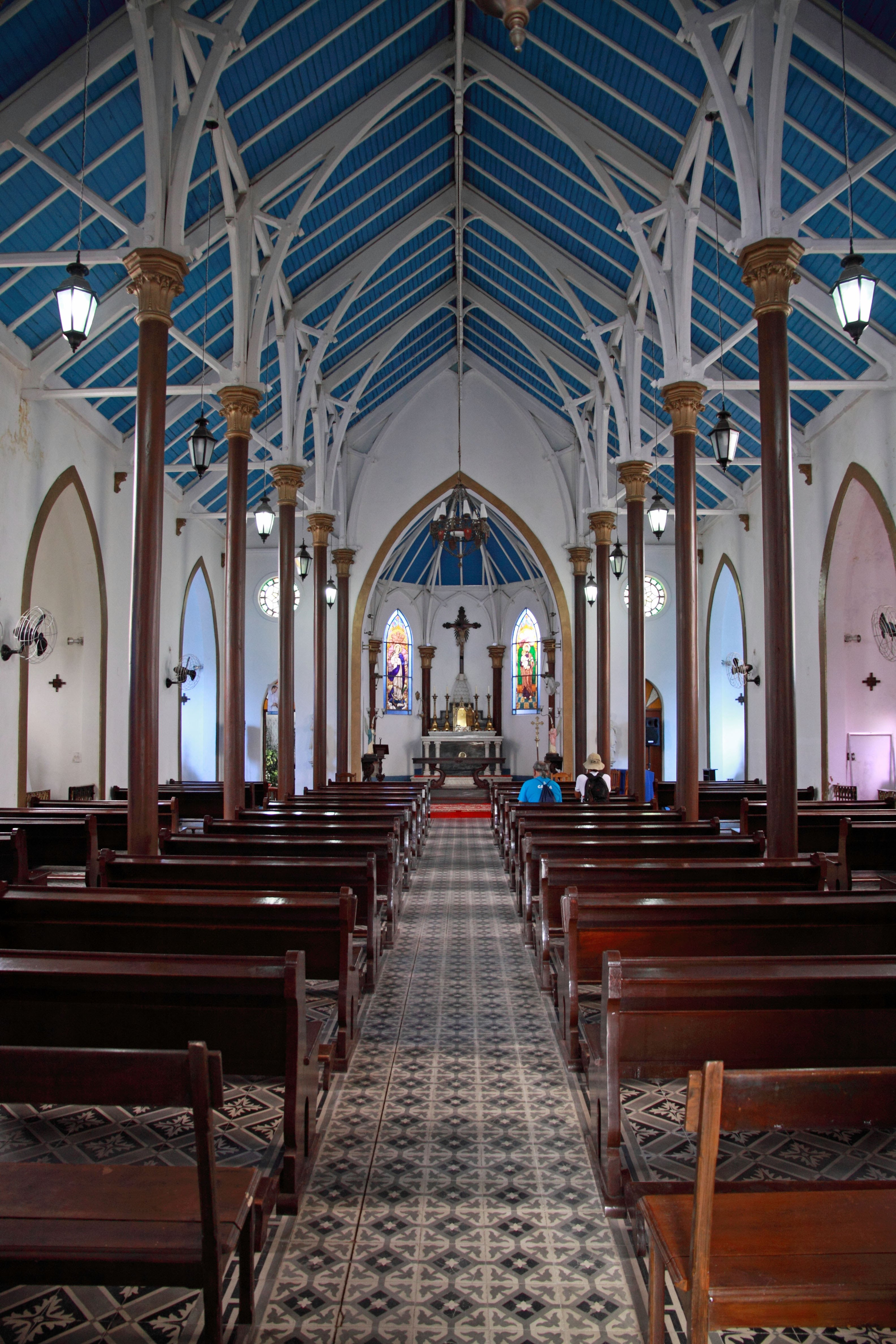
Interior da Matriz do Senhor Bom Jesus do Monte, Paquetá.
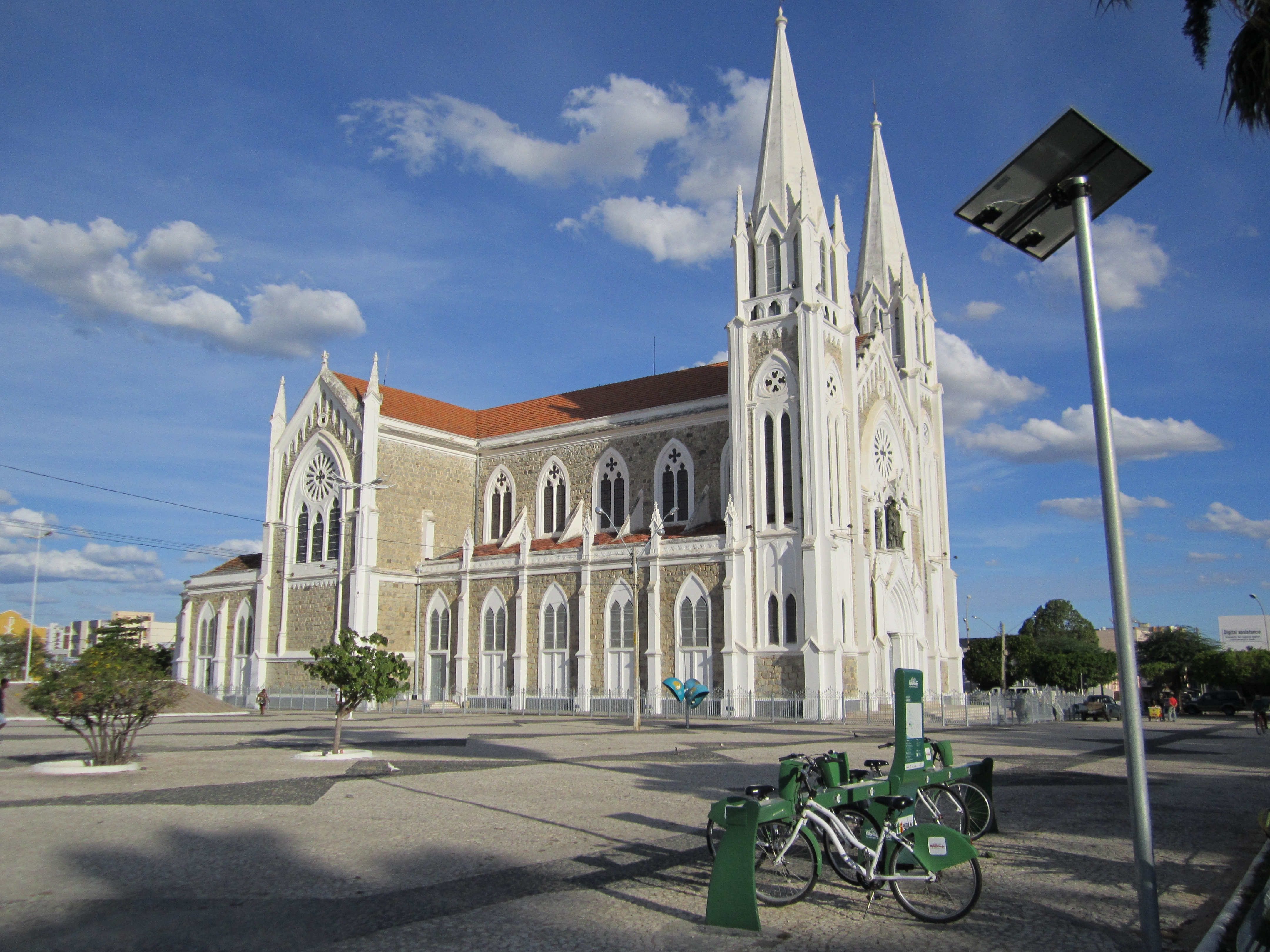
Catedral de Petrolina.
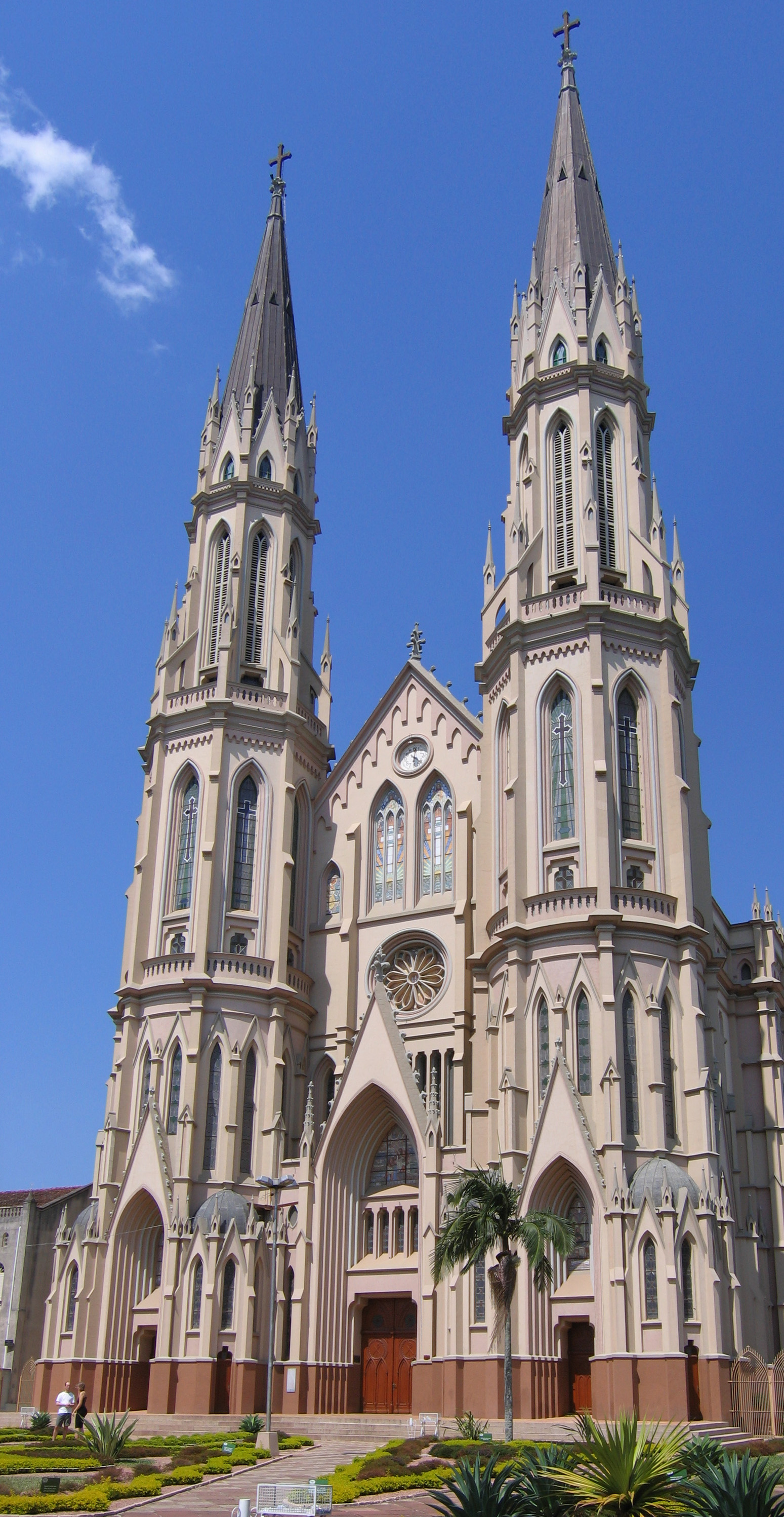
Catedral de São João Batista, Santa Cruz do Sul.
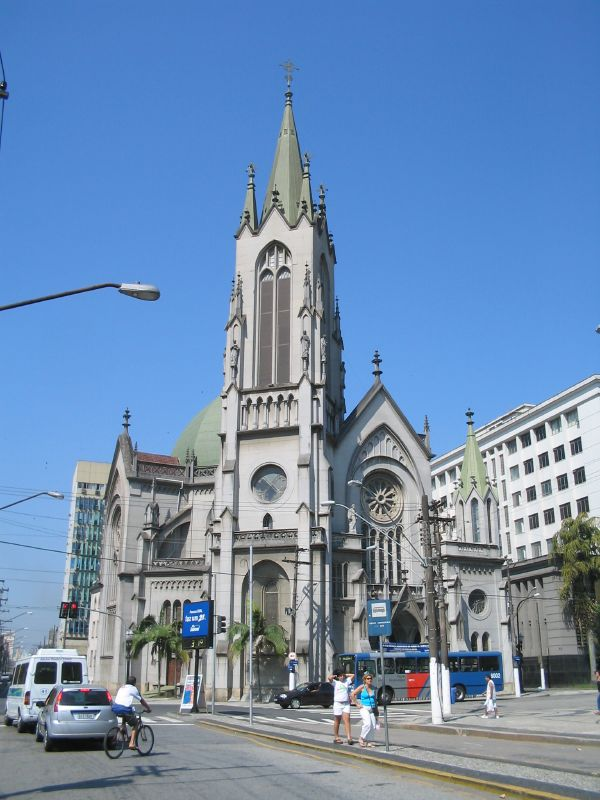
Catedral de Santos.

### Neocolonial
Outra corrente historicista que ganhou significativo espaço no início do século XX foi a neocolonial, também chamada neobarroca. Num tempo em que a tradição arquitetônica colonial no Brasil ainda era largamente vista como ultrapassada, o Neocolonial se inseriu num movimento, apoiado por setores do governo e academias, que buscava as raízes culturais "autênticas" do país, procurando resgatar seu prestígio, legitimá-las e lutar contra as tendências internacionalizantes em voga, uma ideologia que grassava em toda a América Latina naquele momento histórico. O Neocolonial apropria-se, como entende Carlos Kessel, "da relação entre passado e presente para justificar uma intervenção concreta na vida social: a iniciativa da construção de escolas, residências, prédios públicos e igrejas segundo um cânone estético que visa à regeneração do espírito da nação, de uma sociedade considerada em vias de decadência". Embora bem caracterizada, com elementos que remetiam diretamente à tradição colonial histórica, a escola neocolonial se revelou muitas vezes ela mesma uma versão peculiar do Ecletismo, já que em sua reconstrução do passado se apropriou de elementos de períodos distintos da longa fase colonial em misturas indiscriminadas e incorporou traços de outras correntes estéticas.

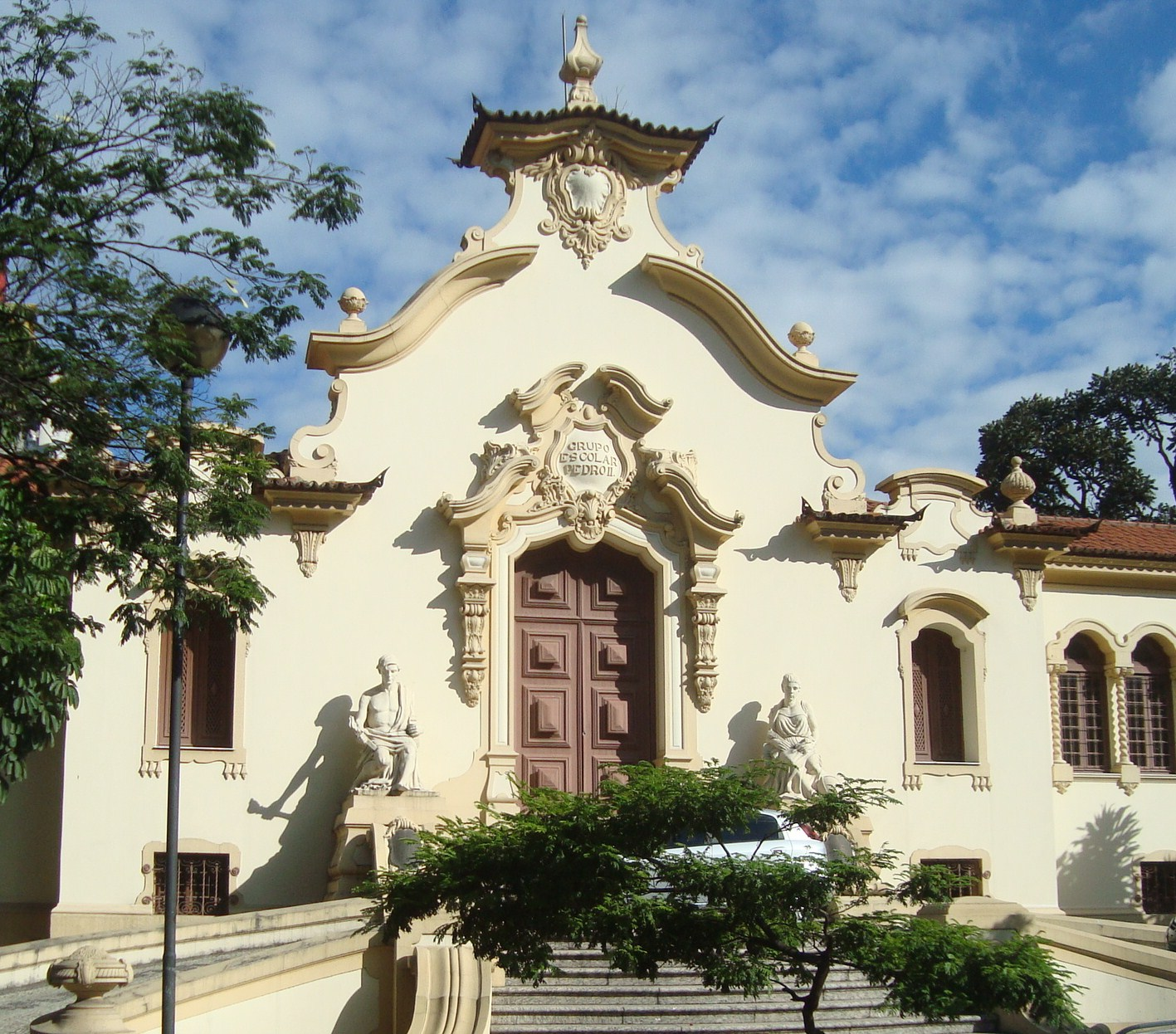
Escola Estadual Dom Pedro II, em Belo Horizonte.

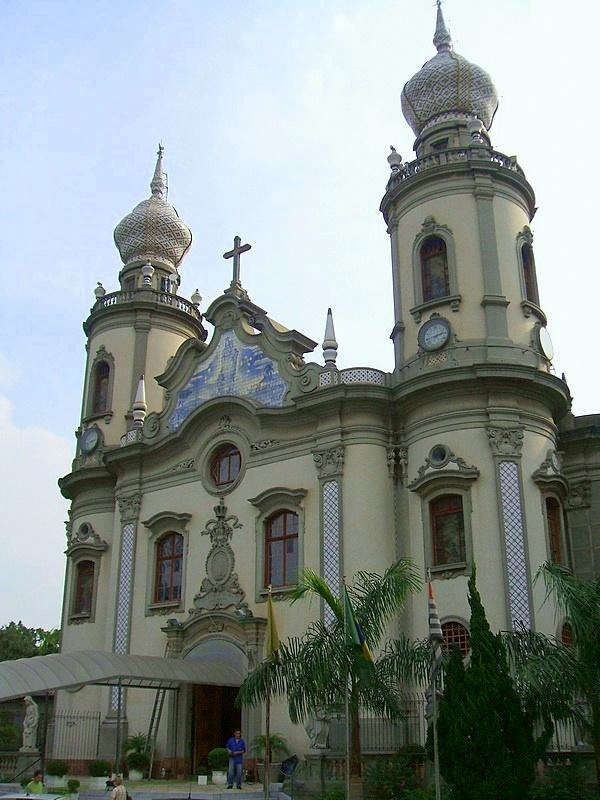
A igreja neocolonial de Nossa Senhora do Brasil, em São Paulo.

Atribui-se a Victor Dubugras o mérito de ter sido o primeiro a erguer um edifício neocolonial do Brasil, uma residência que projetou para Névio Barbosa em São Paulo, datada de 1914, que foi seguida de muitas outras estruturas privadas e públicas, como o Largo da Memória e monumentos ao longo do Caminho do Mar. Em 1917 Ricardo Severo deu uma conferência onde apresentou os aspectos principais da proposta neocolonial. Disse ele:
"Aqui, a arquitetura teve um cunho estético e um caráter próprio enquanto foi tradicional, muito embora tenham sido humildes os seus princípios; deixou, porém, de ter essa particular expressão artística quando foi cópia de estilos ou de modelos estrangeiros. Readquirirá os foros de arte brasileira, quando se reintegrar no seu meio local e tradicional, mesmo com modelos importados e desde que estes provenham de uma civilização ou raça afim da nossa e se amoldem por completo às condições mesológicas nacionais".
A produção de Severo foi extensa, incluindo a casa do banqueiro Numa de Oliveira, o Estádio São Januário e as sedes das sociedades portuguesas de beneficência de Campinas, de São Paulo e de Santos. Georg Przyrembel foi outro nome importante na difusão da tendência, deixando várias obras como a residência de Odon Cardoso e a Igreja e Convento do Carmo, em São Paulo. Outros arquitetos destacados foram José Mariano Filho, presidente da Sociedade Brasileira de Belas Artes e o mais ativo divulgador do movimento no Rio, autor de centenas de artigos e do manifesto Os Dez Mandamentos do Estilo Neocolonial aos Jovens Arquitetos, Ângelo Brunhs, autor do projeto da antiga Escola Normal do Rio, considerado por Caion Meneguello Natal como um dos mais representativos dessa estética em todo o país, mais Nereu Sampaio, José Cortez, Edgard Viana e Arquimedes Memória.
Em 1922 o Neocolonial viu sua consagração na Exposição Internacional do Centenário da Independência, realizada no Rio sob os auspícios do governo federal, com vários pavilhões construídos neste estilo, tendo sua fase de apogeu até a década de 1930. Embora o Neocolonial tenha caído nas graças da oficialidade, sendo privilegiado em muitos concursos para edifícios de órgãos públicos, escolas e igrejas, — durante o mandato do prefeito do Rio Prado Júnior foi obrigatório para os projetos de escolas públicas  — e se tornado, na apreciação de Natal, "símbolo da nacionalidade durante a década de 1920", gerando um grande número de edificações, sua influência se limitou ao Rio, São Paulo, Minas Gerais, Paraná e Goiás. O estilo recebeu muitas críticas, que viam nele apenas um pastiche sem caráter e encontravam sob seu nacionalismo uma ideologia xenófoba, conservadora, elitista e racista, e hoje está largamente esquecido, mas teve pelo menos os méritos de estimular os estudos acadêmicos sobre a história da arquitetura brasileira e chamar a atenção para um rico legado arquitetônico antigo que estava sendo rapidamente destruído sob a onda do progresso, fomentando a instituição de políticas públicas conservacionistas do patrimônio colonial edificado. Figuras de proa da primeira fase do movimento modernista brasileiro, como Lúcio Costa, Mário de Andrade e Manuel Bandeira, foram sensibilizadas pela onda neocolonial, quando também procuravam descobrir o que seria a verdadeira brasilidade.
Outras edificações importantes são a Universidade Rural do Rio de Janeiro, em Seropédica, a Igreja Nossa Senhora do Brasil, em São Paulo, o Museu Histórico Nacional, no Rio, a Prefeitura de Teresópolis e o Grupo Escolar Pedro II, em Belo Horizonte.

### Art Nouveau

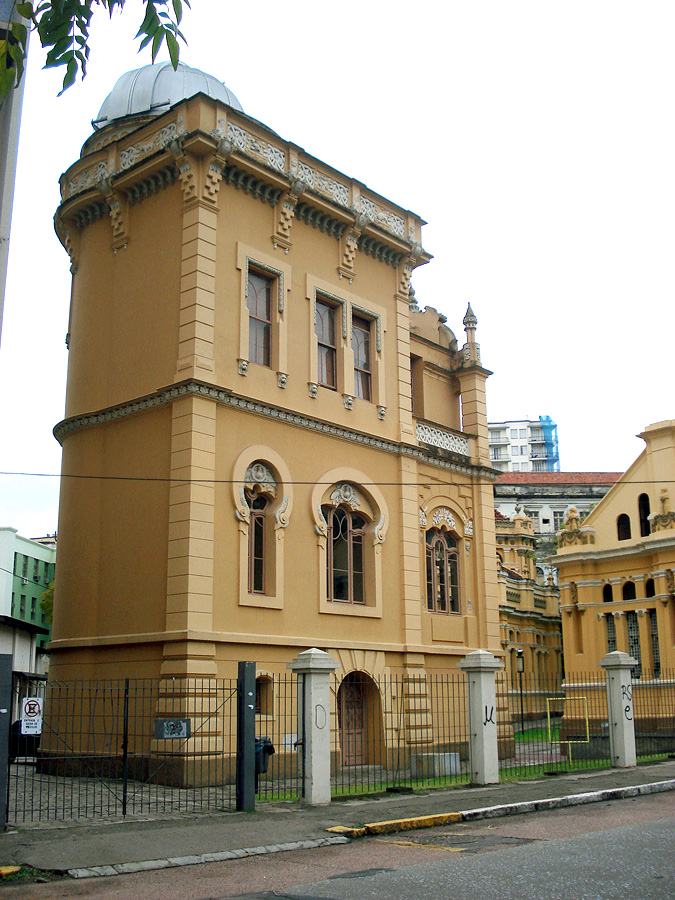
O Observatório Astronômico da UFRGS, em Porto Alegre.

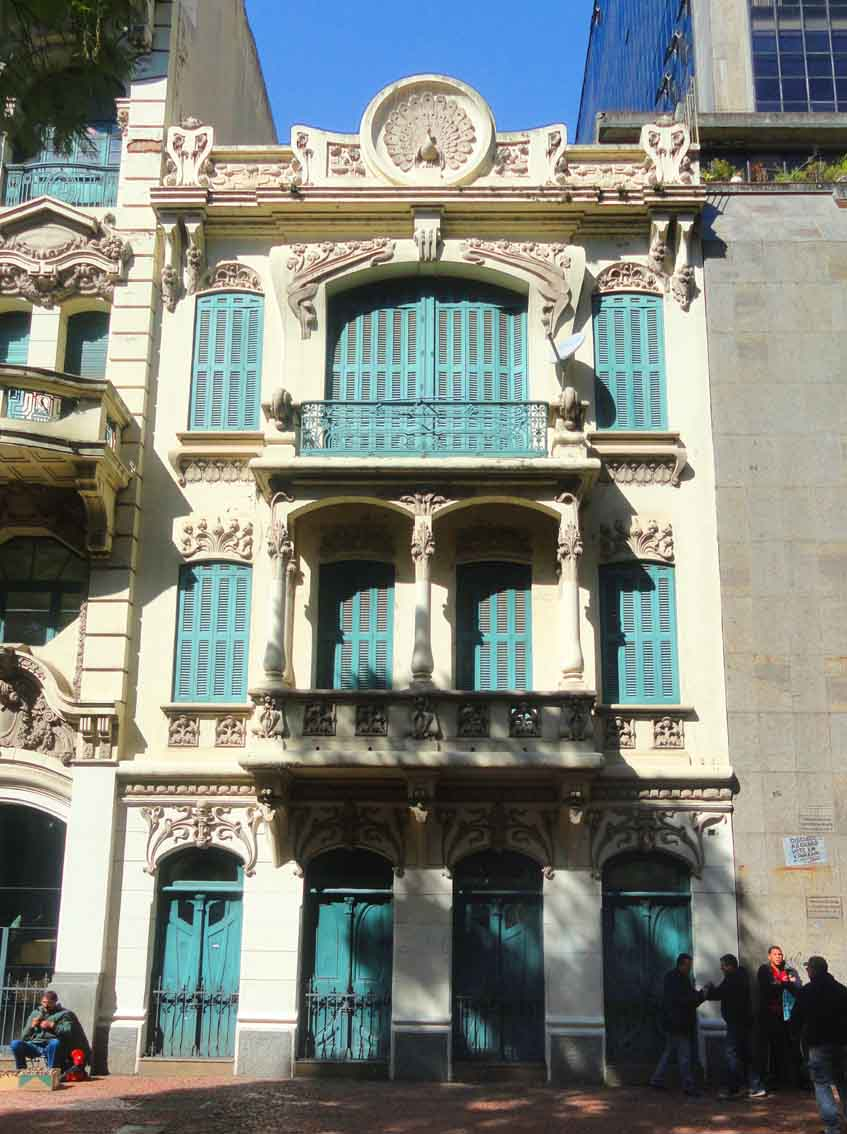
Farmácia Carvalho, em Porto Alegre.

Como já ficou evidente, o período entre o fim do século XIX e as primeiras décadas do século XX foi repleto de tendências e estilos distintos em competição, um fenômeno que ocorria também em nível internacional, atestando a mudança acelerada de todo um paradigma cultural e social de índole tradicionalista que havia permanecido mais ou menos cristalizado ao longo de séculos, e essa diversidade torna o estudo do período extremamente complexo e sujeito à controvérsia.
Duas outras tendências ainda merecem nota neste cenário em ebulição, pela sua originalidade e ampla difusão: a Art Nouveau e a Art Déco, ambas, como outras, movidas pela urgência de ser modernas e expressar os novos tempos. A Art Nouveau (Arte Nova) foi um estilo internacional de arte e arquitetura caracterizado pela fluida e requintada ornamentação inspirada em motivos vegetais, às vezes se aproximando da abstração e da geometria, procurando a integração entre fachadas, interiores e mobiliário.
O estilo já é uma expressão típica da modernidade, reagindo ao historicismo e ao sentimentalismo romântico, objetivando uma integração à vida cotidiana, às mudanças sociais e ao ritmo acelerado da vida moderna, apesar de em certo sentido se opor à lógica industrial e à sociedade de massas pela ênfase na beleza, no ornamento e pela valorização do fazer artesanal. No entanto, para eles o ornamento deveria se tornar parte integral do processo industrial, dando até a objetos utilitários comuns produzidos em série um tratamento que lhes embelezava e aumentava o valor. Em sua formulação inicial, havia também um propósito educativo e social por detrás: buscava-se a qualificação humanística e profissional do operariado ao educá-lo em técnicas artísticas sofisticadas que treinavam suas habilidades técnicas e intelectuais e educavam sua sensibilidade estética e seu caráter moral. Não admira, assim, a multiplicação, nesta época, de revistas ilustradas populares de cunho didático, manuais técnicos e outras fontes de referência teórica e prática para o estudo, tornando a informação mais acessível.
No Brasil, porém, segundo a análise de Marina de Oliveira, o estilo parece ter chegado desvitalizado, como mais uma das variações exóticas e decorativas do Ecletismo, despojado de seus ideais de renovação das artes adaptadas à produção industrial, uma vez que a industrialização brasileira, ainda incipiente, não oferecia o contexto e a estrutura necessários para que florescesse em plenitude. Mesmo com limitações, encontrando espaço principal na decoração de fachadas e interiores e nos trabalhos em ferro forjado, o estilo encontrou apreciável receptividade, especialmente entre a elite de São Paulo associada à cultura cafeeira, visto como a última moda "que era de bom tom imitar, na medida em que fazia furor nos países tradicionalmente de grande prestígio econômico e cultural", como disse o historiador da arquitetura Yves Bruand. Outro centro importante no Brasil foi Belém do Pará, onde foi cultivado pela elite enriquecida no ciclo da borracha. A arquitetura do ferro foi bastante influenciada pelo estilo Nouveau.
Exemplares puros são raros, já que aqui muitas vezes se fundiu a outras tendências preexistentes, mas pode-se mencionar a Vila Penteado, em São Paulo, como um dos mais representativos exemplares deste estilo, projetada por Carlos Ekman. Também são notáveis a residência de Antonio Faciola e a erguida por Victor Maria da Silva, ambas em Belém. Outros nomes destacados na Art Nouveau brasileira foram Victor Dubugras, autor da casa à rua Marquês de Itu 80 e da residência de Horácio Sabino na avenida Paulista, e Manoel Itaqui, autor do observatório astronômico da UFRGS em Porto Alegre e de outras edificações no campus da universidade.

### Art Déco

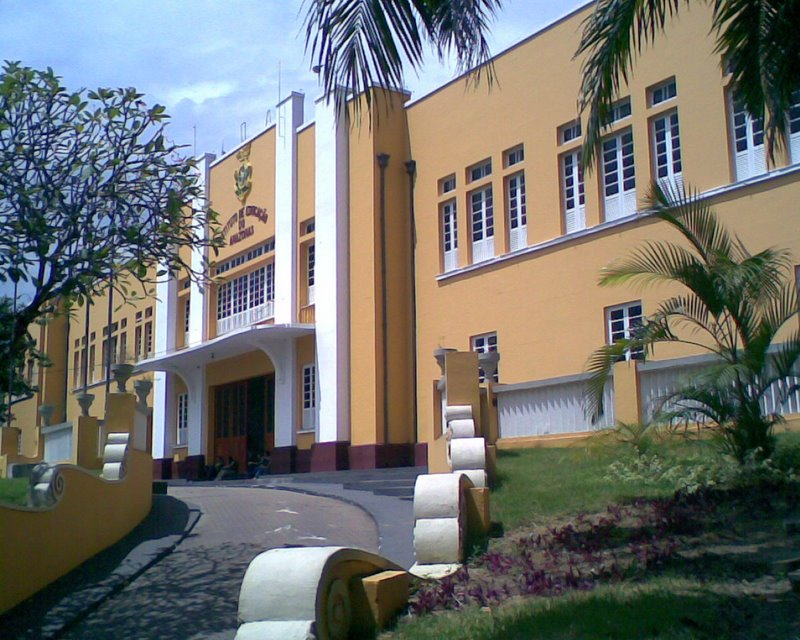
Instituto de Educação do Amazonas, da vertente geométrica, Manaus.

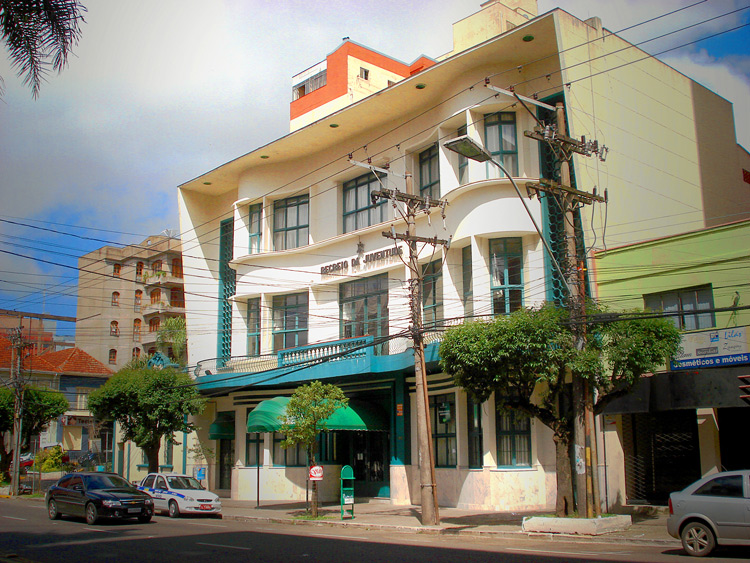
Recreio da Juventude, Caxias do Sul, exemplo da vertente aerodinâmica.

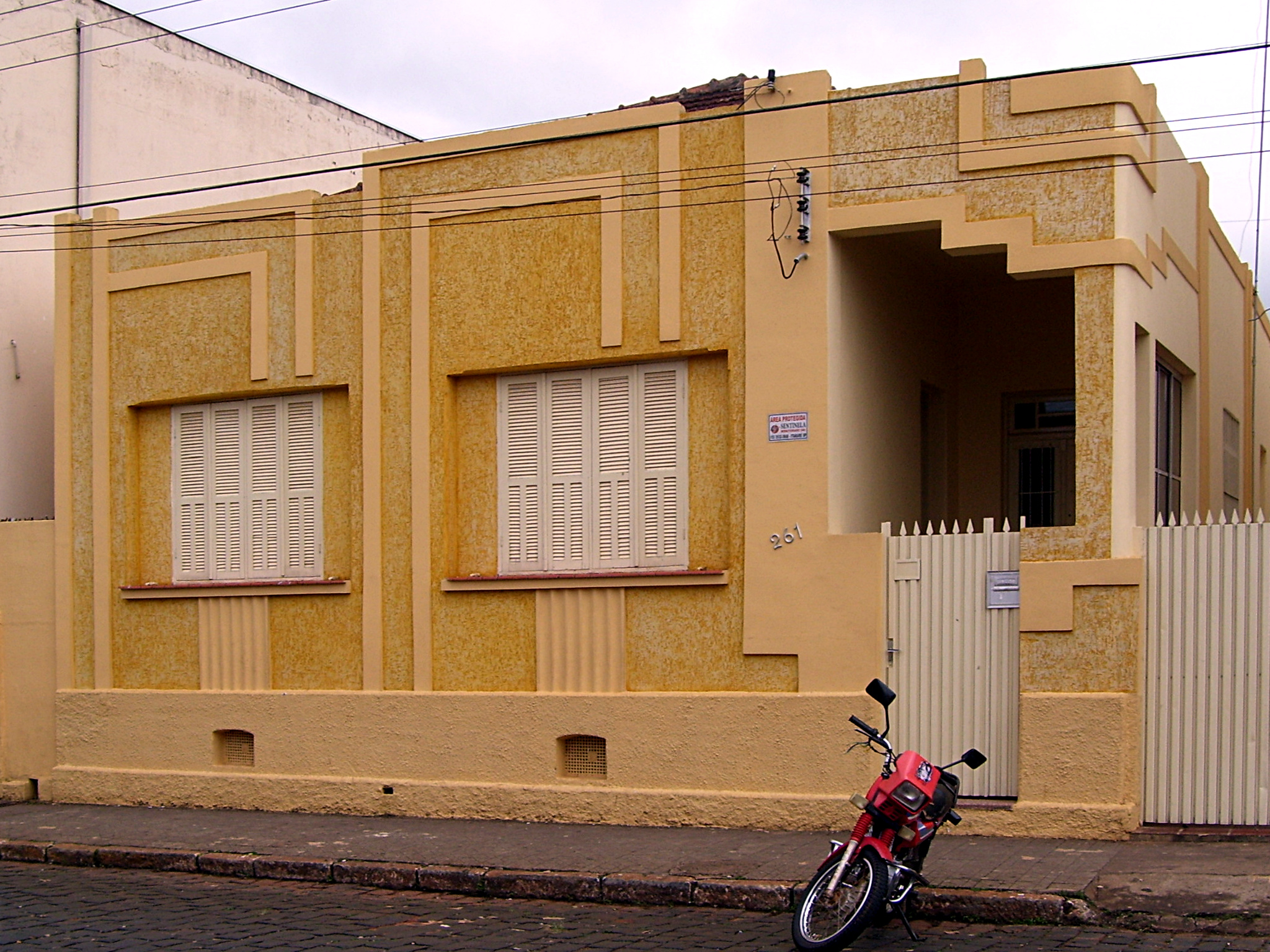
Exemplo do Déco popular em Itararé no estilo geométrico escalonado.

No contexto da industrialização e expansão urbana aceleradas, aparece a Art Déco. Enquanto que a Art Nouveau é vista como parte da eclética belle époque, a Déco é situada geralmente como um divisor de águas, um passo importante para os futuros desenvolvimentos da arquitetura modernista. Mas delimitações deste tipo costumam ser enganosas, e servem mais como um parâmetro teórico generalista, já que de costume a realidade prática mostrou ser mais fluida e aberta a misturas do que podem descrever os manuais; a própria Déco foi ela mesma uma síntese de várias fontes diversificadas, tendo uma genealogia estética que inclui, entre outras referências, a própria Art Nouveau, o Cubismo, a Bauhaus, o Expressionismo, a arte africana e egípcia, o Neoplasticismo, o design de máquinas e de navios, e, neste sentido, conforme pensam Conde & Almada, pode se entendida também como a derradeira manifestação do Ecletismo.
Ao contrário da Art Nouveau, a Déco não possuía uma proposta determinada ou um corpo teórico consistente, mas, por outro lado, conseguiu formular um estilo bem definido de grande difusão entre várias especialidades artísticas, com linhas sintéticas e ornamentação geometrizante, características que eram associadas ao progresso. O que talvez seja seu traço mais destacado, no contexto da evolução histórica das formas, é que promoveu uma espécie de progressivo enxugamento formal na atmosfera estética polimorfa já considerada opressiva, confusa, fantasiosa e nostálgica dos anos anteriores, e se prestou mais, por sua maior simplicidade e coerência entre forma e função, ao processo de verticalização das grandes cidades. Por isso, às vezes é identificada como um proto-Modernismo.
O estilo se dividiu em três grandes vertentes: uma austera e geometrizante, outra com resíduos Art Nouveau, e uma terceira mais sinuosa e aerodinâmica. No Brasil foram mais comuns a primeira e a terceira, esta incorporando elementos da arte marajoara. Suas características distintivas podem ser listadas a partir do resumo de Conde & Almada:
- Composição de matriz clássica, privilegiando uma organização axial tripartida;
- Tratamento volumétrico das superfícies à maneira moderna com predomínio de cheios sobre vazios; linhas e planos bem marcados, tendência à abstração, à simplificação e à valorização de esquinas e das aberturas;
- Integração entre arquitetura e design de interiores; valorização da decoração artesanal;
- Uso de materiais modernos como o concreto armado;
- Traçado flexível das plantas, com aposentos de uso múltiplo;
- Iluminação feérica influenciada pela cenografia;
- A variante marajoara se definiu no uso de motivos ornamentais geométricos labirínticos inspirados na cerâmica marajoara, produção de antigas tribos indígenas, e no uso de decoração em relevo com figuras indígenas e exemplares da fauna e flora amazônicas.

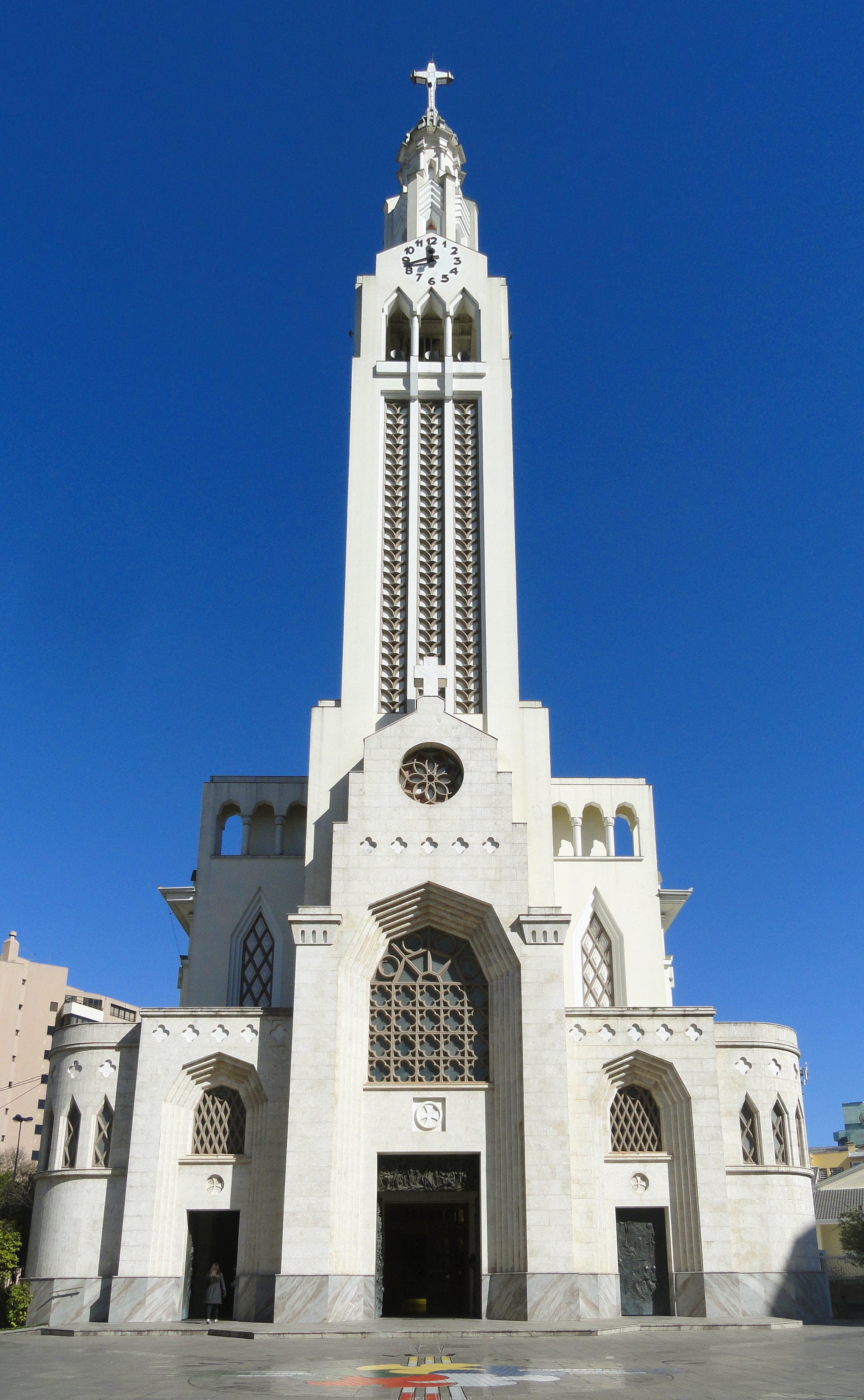
Igreja de São Pelegrino, Caxias do Sul, projeto de Vitorino Zani, bom exemplo da vertente geométrica aplicada à edificação sacra.

Os estudos sobre a influência da Déco na arquitetura brasileira ainda são poucos e as formas de sua disseminação permanecem bastante obscuras, embora se saiba que havia grande circulação de revistas e outras publicações propagandeando o estilo, e diversos arquitetos importantes mantinham contato regular com fontes europeias. De qualquer maneira, a penetração da Déco no Brasil foi ampla em todos os estratos sociais, tendo seu auge entre os anos 30 e 40, e deixando importante legado em várias cidades, mas que hoje, segundo Telma Correia, está em grande parte desvalorizado e esquecido. A pesquisadora diz ainda que sua aplicação na arquitetura fabril e em vilas populares é de especial interesse por propor soluções integradas à variedade de climas e contextos sociais do Brasil, em termos de distribuição, função e dimensionamento de espaços, volumes e aberturas e no uso de materiais regionais. Muitas vezes os complexos fabris são grandes, incluindo fábrica com um ou mais pavilhões, e uma vila operária com as habitações unifamiliares, hospital, mercado, igreja, clube e outras estruturas. Era uma arquitetura barata, visava a funcionalidade e sua ornamentação era coerente e integrada, mas sumária, reduzida a elementos geométricos essenciais organizados no estilo escalonado então conhecido como zigzag modern, que tinha o seu maior destaque nos frontões e platibandas das fachadas.
Entre os seus muitos proponentes eruditos merecem destaque Henri Sajous, (Jockey Club de São Paulo), Gregori Warchavchik (Casa da Rua Santa Cruz), Elisiário da Cunha Bahiana (Companhia Paulista de Estradas de Ferro, Viaduto do Chá), Arnaldo Gladosch, Ricardo Wriedt e o escritório de Robert Prentice, com vários integrantes (Elevador Lacerda e Estação Central do Brasil), cuja produção completa ainda está por ser levantada e estudada em profundidade. Outros exemplos dignos de nota, dentre inúmeros, são o núcleo fabril da Companhia Industrial Fiação de Tecidos Goyanna, em Goiana, um complexo que inclui fábrica, armazéns, sorveteria e casas para empregados, gerentes e patrão; a Fábrica Ypu, em Nova Friburgo; os prédios da Metalúrgia Eberle em Caxias do Sul; o Cine Teatro de Butiá; o complexo industrial e a vila operária do Grupo Votorantim em Votorantim; a Creche Condessa Marina Crespi, em São Paulo; os Correios e Telégrafos de Curitiba e de Belém; o Palácio das Esmeraldas em Goiânia, o Edifício Oceania e o edifício do Instituto de Cacau da Bahia, ambos em Salvador, e a Prefeitura de Belo Horizonte.
No Rio Grande do Sul, devido à influência alemã, o estilo encontrou grande receptividade, destacando-se o Moinho Chaves de Theodor Wiederspahn, o Palácio do Comércio, projeto de Joseph Lutzenberger, as igrejas de São Geraldo e São Pelegrino, de Vitorino Zani, e a Prefeitura de São Leopoldo, de Julius Schmidt. A grande Exposição do Centenário Farroupilha, realizada em Porto Alegre em 1935, se tornou emblemática por erguer pavilhões em um Déco arrojado e original, que apontava claramente para os padrões modernistas e se tornou um modelo para a versão estadual do estilo. Seu projeto geral foi elaborado por Alfred Agache, que deu também importante contribuição ao urbanismo brasileiro de sua época, sendo creditado como o primeiro a ter proposto no país um modelo de cidade adequado à nova realidade industrial, prevendo o manejo de aspectos que logo se revelariam cruciais para a urbe contemporânea, como o transporte de massa, a navegação aérea, o zoneamento para usos diferenciados e a habitação popular, incluindo uma preocupação com a preservação de áreas verdes e de lazer.

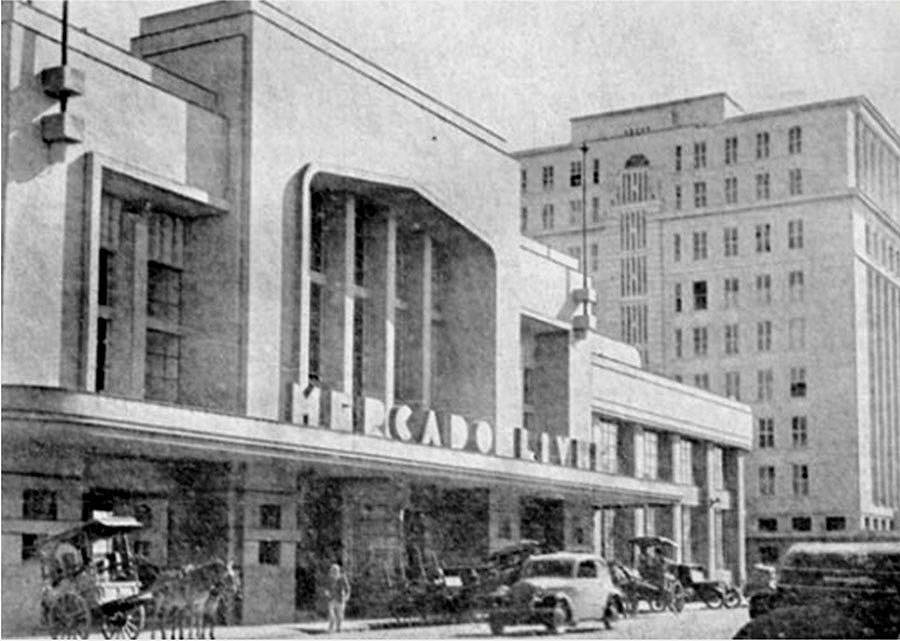
Mercado Livre, Porto Alegre (demolido).
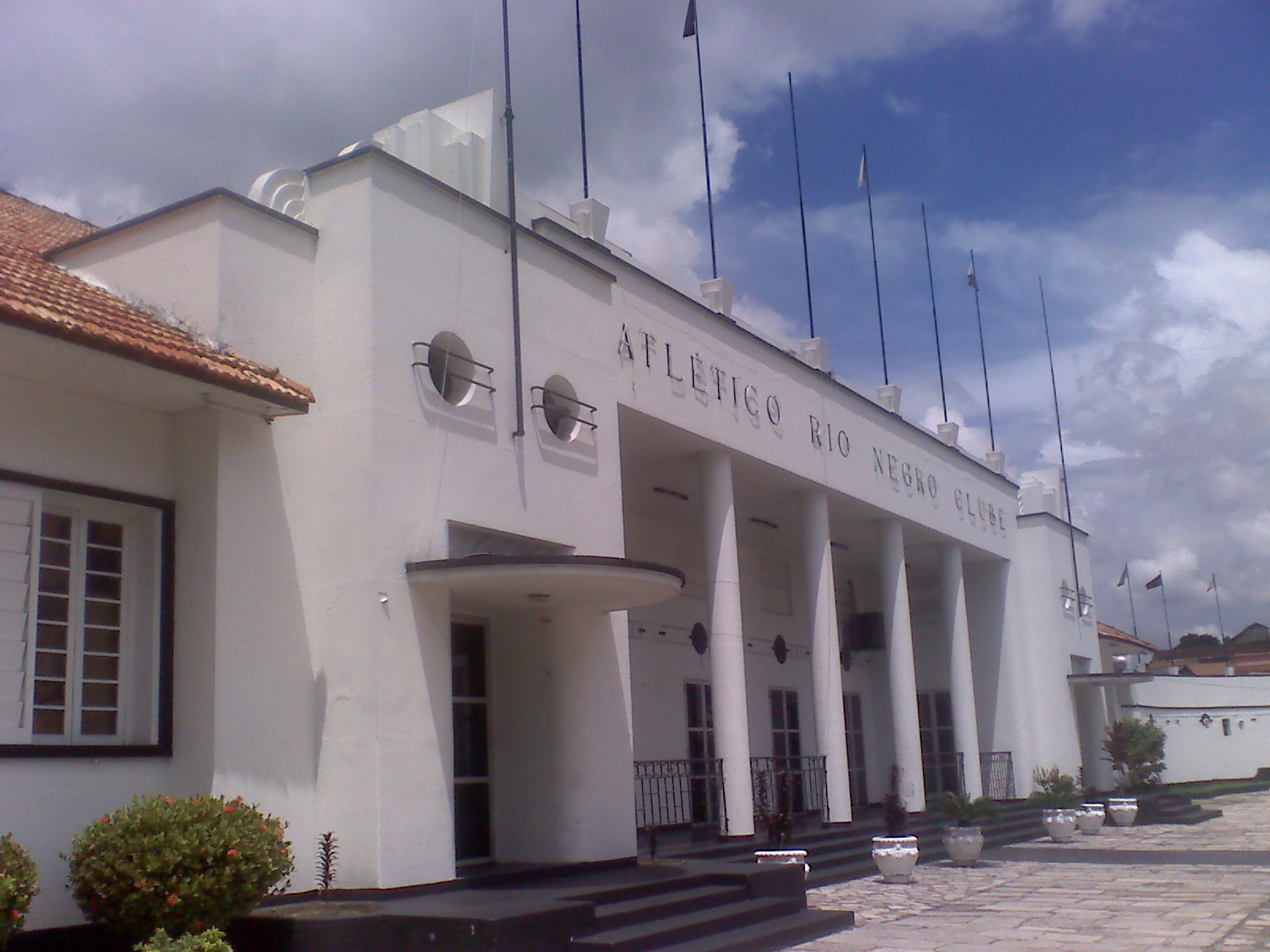
Sede do Atlético Rio Negro Clube, Manaus.
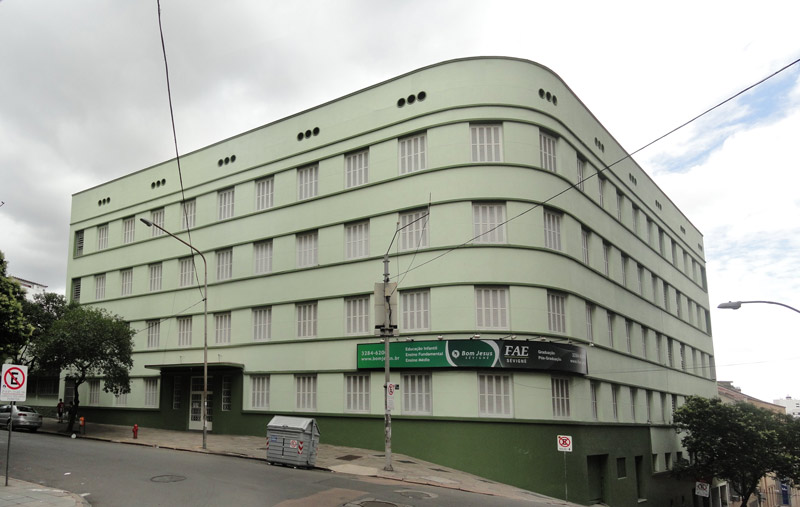
Colégio Sévigné, Porto Alegre.
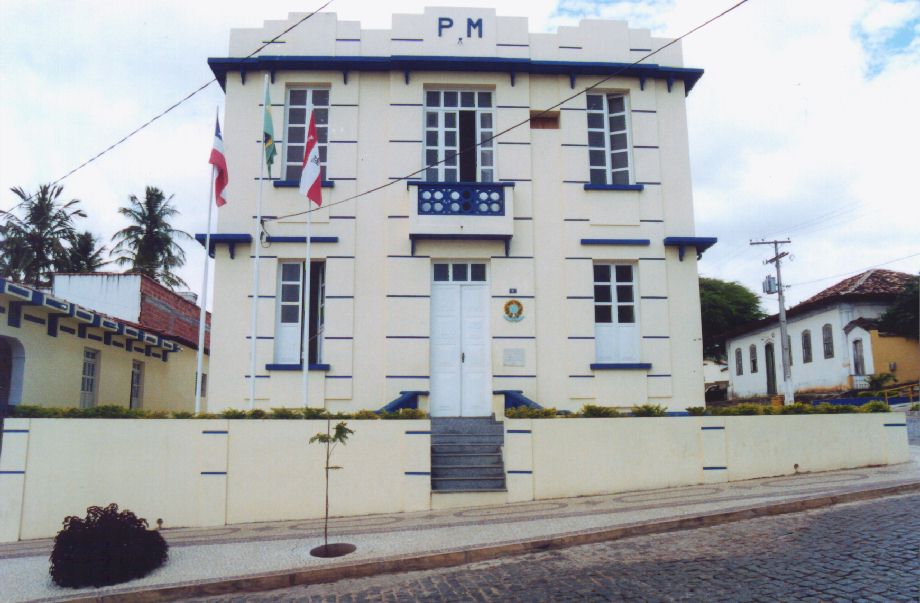
Prefeitura de Caetité.

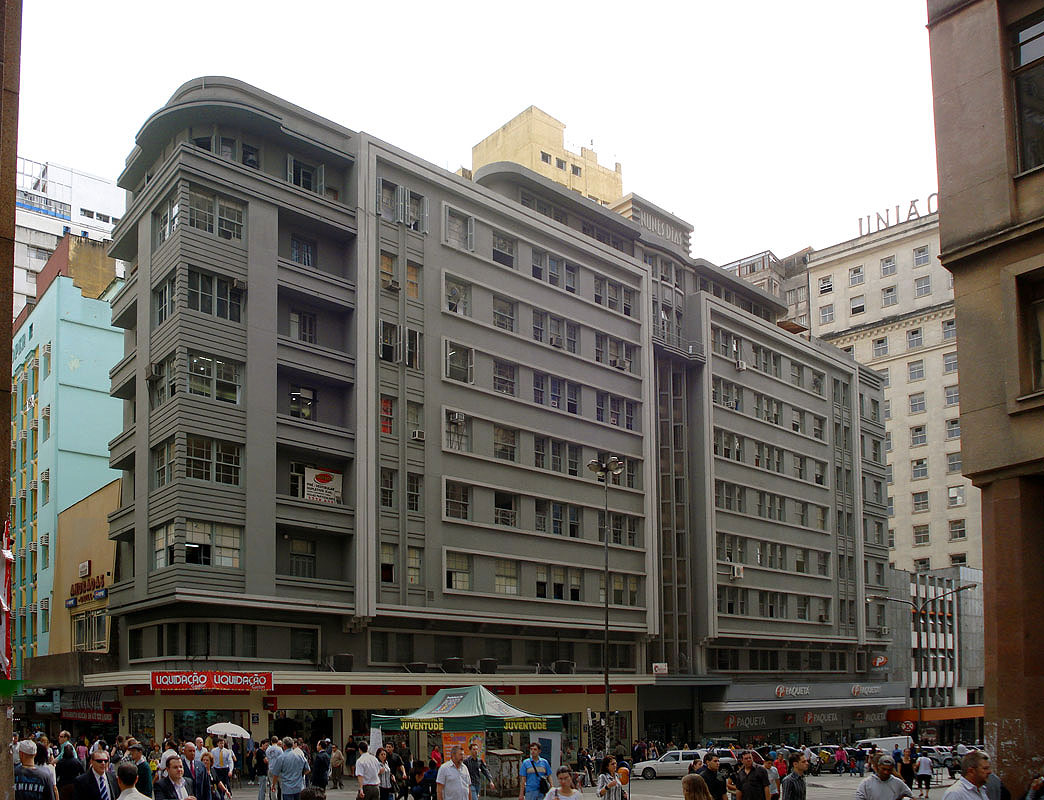
Edifício Nunes Dias, Porto Alegre.
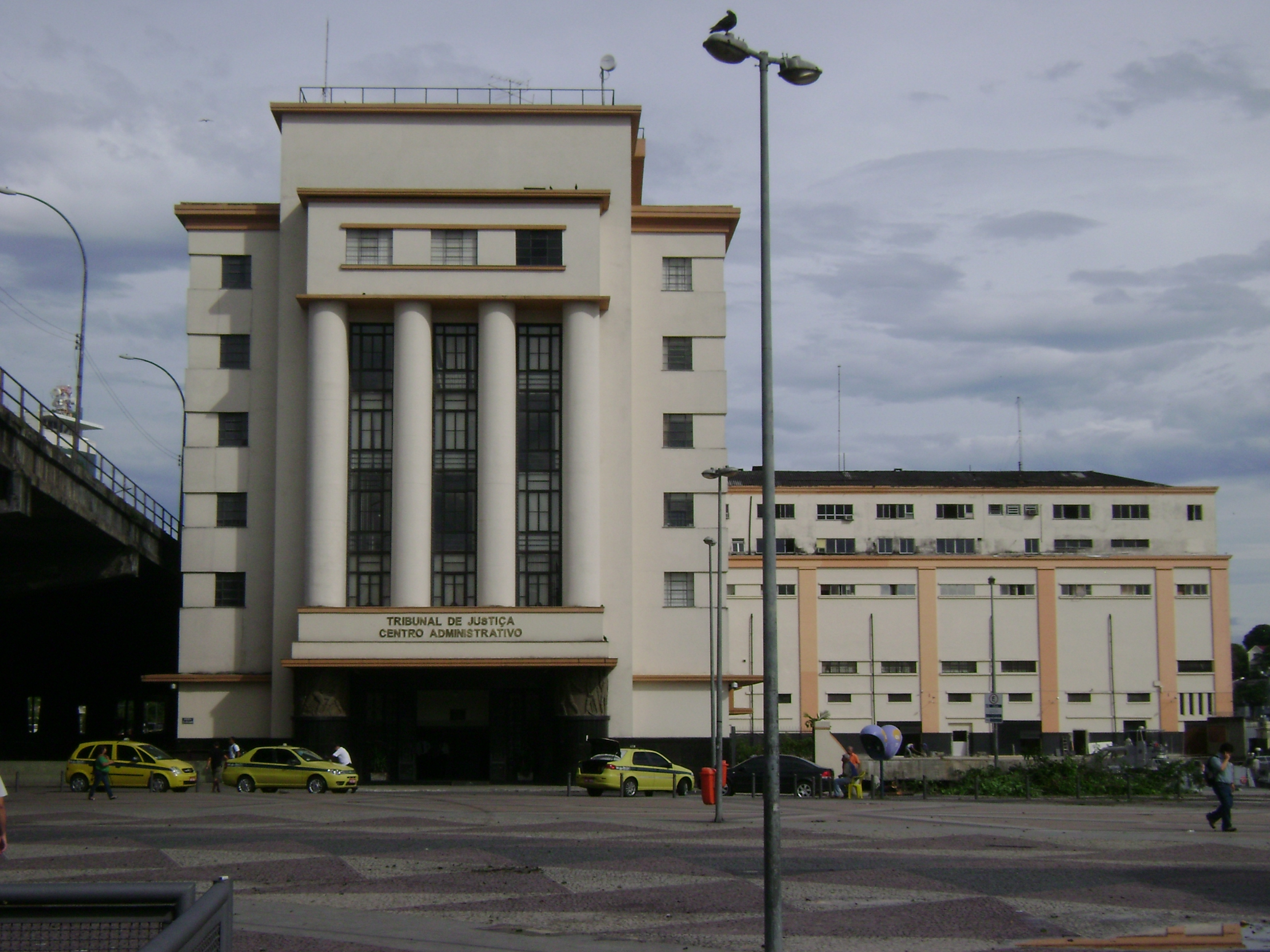
Tribunal de Justiça, Rio de Janeiro.
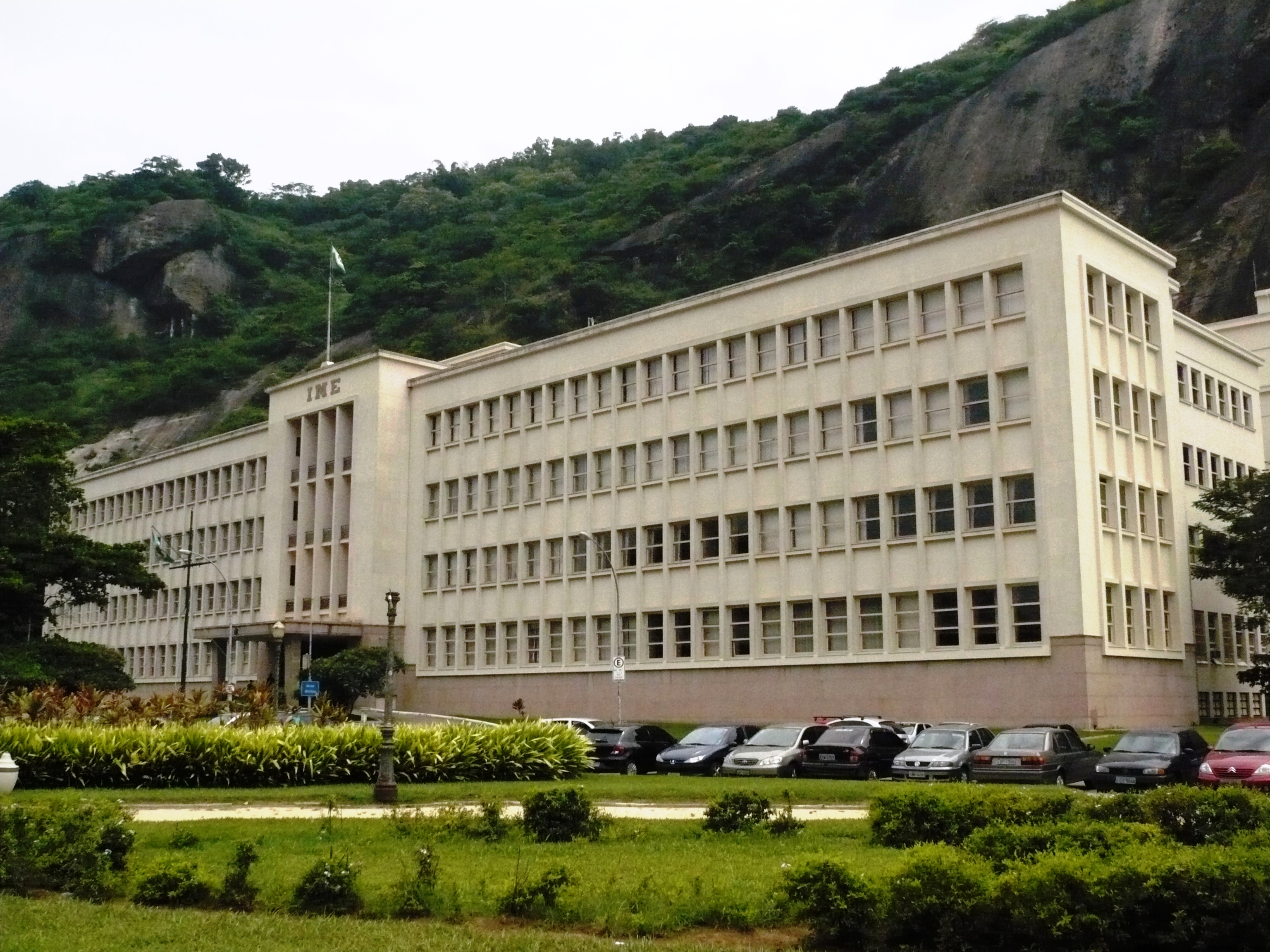
Instituto Militar de Engenharia, Rio.
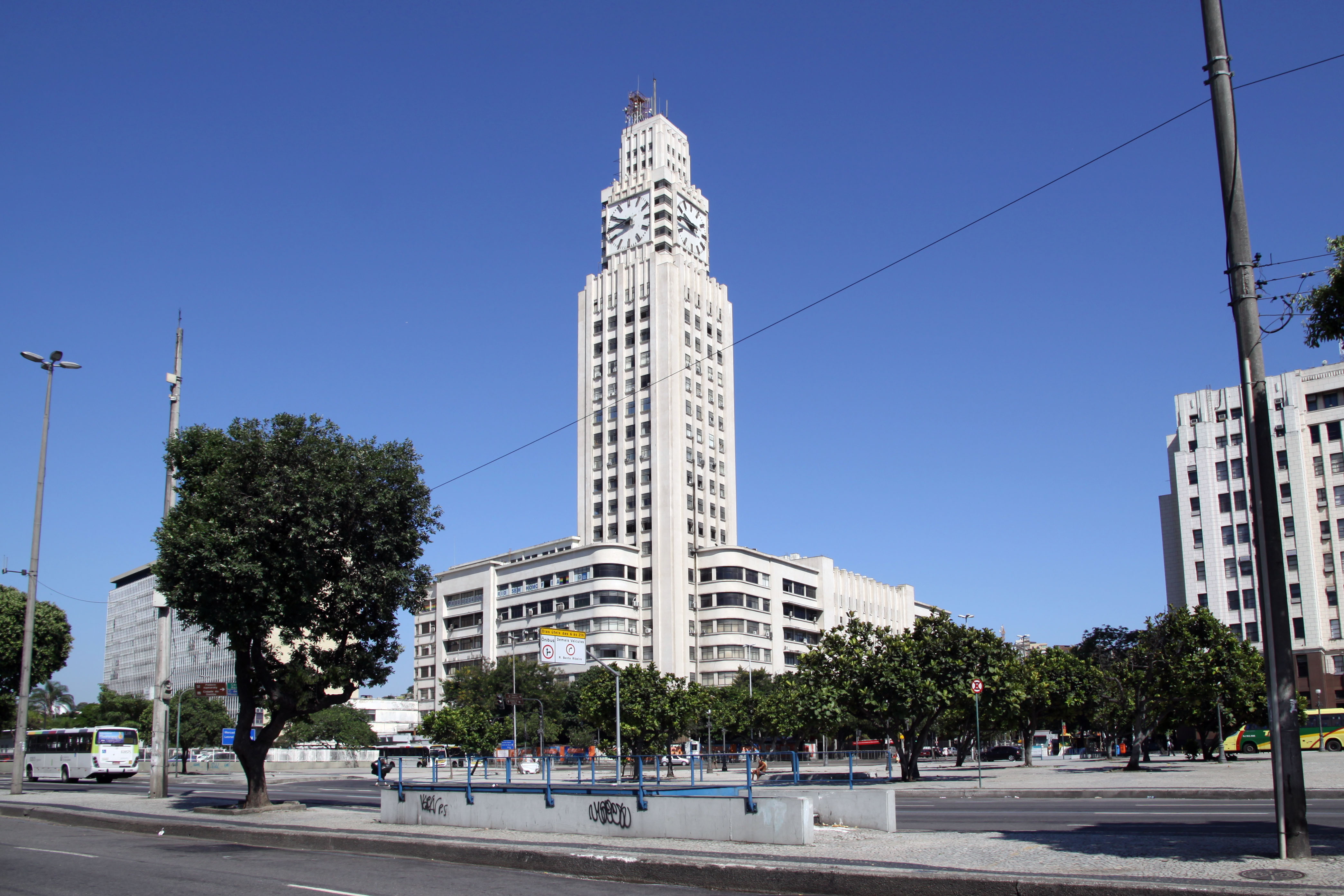
Estação Central do Brasil, no Rio.

## Modernismo
Sentindo a necessidade de uma renovação definitiva no panorama arquitetônico nacional, com vistas a uma homogeneização da paisagem urbana, em meados da década de 1920 se reuniu um grupo de profissionais em torno do russo Gregori Warchavchik, contratado pelo grupo Simonsen para trabalhar na cidade de São Paulo. Seu primeiro projeto foi a Casa Modernista. Este grupo de arquitetos colocou o Brasil entre os principais expoentes internacionais da indústria da construção civil. O grupo vinha inspirado pela arquitetura de Le Corbusier, Walter Gropius, Richard Neutra, Mies Van der Rohe e Frank Lloyd Wright, e se ligava a movimentos estéticos como o Futurismo e o Modernismo. Participaram deste período revolucionário, entre outros, Affonso Eduardo Reidy, Rino Levi, Carlos Leão, Ernâni Vasconcelos, Jorge Moreira, Lucio Costa, e acima de todos Oscar Niemeyer.

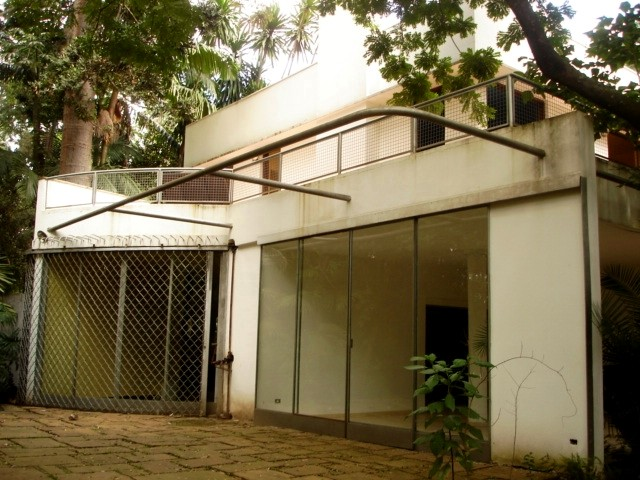
Detalhe da casa de Gregori Warchavchik, pioneira das residências modernistas no Brasil.

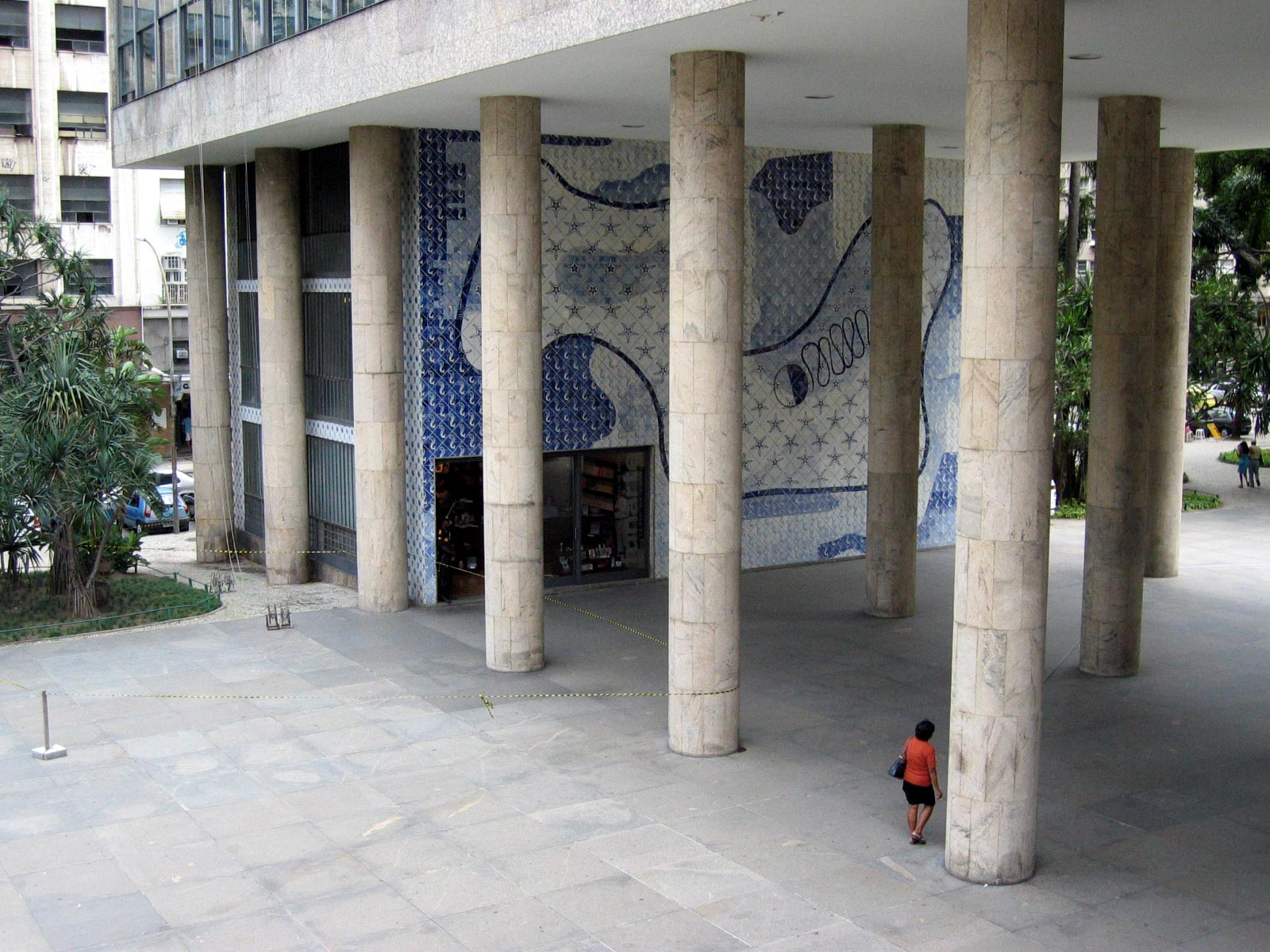
Pilotis do Edifício Gustavo Capanema, antigo Ministério da Educação e Saúde, um marco da arquitetura modernista no Brasil.

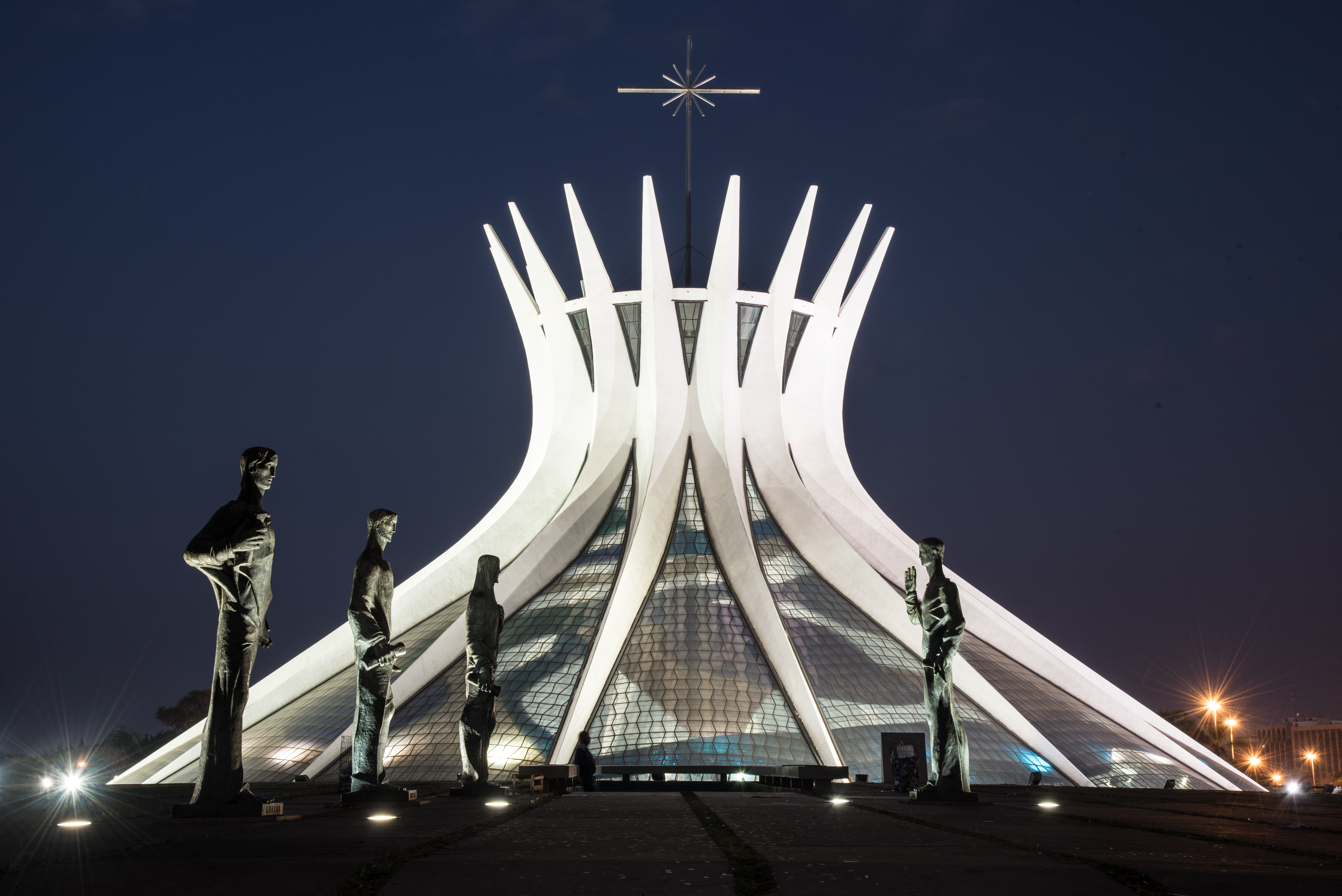
A Catedral de Brasília, concebida por Oscar Niemeyer com projeto estrutural de Joaquim Cardozo, é outro ícone do modernismo arquitetônico nacional.

A visita de Le Corbusier ao Brasil em 1929, e sua posterior contratação pelo governo brasileiro em 1936 para dar assessoria ao projeto do prédio do antigo Ministério da Educação e Saúde, no Rio, colocaram o Modernismo em evidência. Corbusier, conforme análise de Luís Henrique Luccas, procurou adaptar os seus princípios universalistas e sintéticos à realidade nacional, recomendando o uso de referenciais da tradição colonial, como o uso de azulejaria decorada e ajardinamento do entorno com as tradicionais palmeiras imperiais. Isso de fato estava concorde com a tendência política nacionalista dominante, e o edifício do Ministério se tornou um protótipo do palácio público dos novos tempos, incluindo em sua concepção também outros elementos simbólicos tradicionais, como a decoração em escultura e pintura com temas patrióticos, num período em que o Brasil acenava para as direitas internacionais, o governo queria homogeneizar culturalmente a nação e fundava o Estado Novo. Para a obra, Portinari, espécie de pintor-oficial do governo naquela época, deixou sua tela famosa do Café, e Bruno Giorgi, seu grupo escultórico da Juventude brasileira.
O edifício foi louvado internacionalmente, sendo considerado uma das mais importantes criações modernistas das Américas. Outros edifícios erguidos na época exerceram também grande impacto, favorecendo a aceitação do Modernismo, como os pavilhões do Brasil na Feira Mundial de Nova Iorque e o conjunto da Pampulha, em Belo Horizonte, que estabeleceu o nome de Niemeyer como o líder da nova geração. Ao mesmo tempo, o debate teórico se multiplicava e adensava em fóruns e revistas especializadas, e as cidades se verticalizavam aceleradamente, enchendo-se de concreto, com espigões populares de apartamentos cada vez menores, embora mais funcionais e mais bem aparelhados. Iniciava-se também, na crescente pressão por espaço de habitação nas grandes cidades, o fenômeno da especulação imobiliária e a subida explosiva do preço dos aluguéis.
O Modernismo na linha de Corbusier, pregando a arquitetura como uma síntese de todas as artes, incorporando elementos típicos locais, e centralizado na chamada Escola Carioca, logo veio a se tornar um estilo oficial do governo, cujo coroamento foi a construção de Brasília na década de 1950, um projeto conjunto de Costa e Niemeyer de tamanha importância, influência e impacto que foi declarado Patrimônio Mundial pela UNESCO. O Modernismo trouxe avanços radicais à estética e à técnica de construção, onde predominam linhas geométricas simples e puras mas muitas vezes ousadas, e o concreto armado, o aço e o vidro assumem papel de destaque.
Os principais elementos da estética de Corbusier se resumem nos seus "Cinco Pontos":
- Planta livre: elaboração de uma estrutura independente que permita a livre distribuição das paredes, já sem exercerem função estrutural;
- Fachada livre: resulta igualmente da independência da estrutura. Assim, a fachada pode ser projetada sem impedimentos;
- Pilotis: sistema de pilares que elevam o prédio do chão, permitindo o trânsito por debaixo do mesmo;
- Terraço-jardim: recupera a área ocupada pelo edifício transferindo-a para cima do prédio na forma de um jardim;
- Janelas em fita: possibilitadas pela fachada livre, permitem uma relação desimpedida com a paisagem.

Outros arquitetos brasileiros também seguiram os princípios de Le Corbusier, deixando uma contribuição significativa no cenário nacional. Dentre eles estão Henrique Mindlin, Carmen Portinho, Francisco Bolonha, Sérgio Bernardes, Olavo Redig de Campos, Marcos Konder Netto, Flávio de Carvalho, Álvaro Vital Brazil, Oswaldo Bratke, Paulo Mendes da Rocha, Vilanova Artigas, Luís Nunes, Burle Marx, Delfim Amorim, Diógenes Rebouças e José Bina Fonyat.
Na década de 1960 surgem tendências alternativas à onipresença de Corbusier, buscando uma aproximação com fontes nacionais, voltando a ser usados materiais e técnicas vernáculas como a cerâmica e o tijolo aparente; a chamada Escola Paulista, de arquitetura brutalista, cultivada em São Paulo, também acrescentou dados novos ao cenário propondo soluções de geometria mais arrojada, inspiradas no Construtivismo, e criadores como Lina Bo Bardi, Luiz Paulo Conde, Severiano Mário Porto, Francisco de Assis Reis e Jaime Lerner iniciavam um processo de crítica e revisão mais informalista e intuitiva do racionalismo modernista ortodoxo. Com isso a unidade de pensamento que havia se formado em torno da influência de Corbusier se quebra, instala-se uma atmosfera de crise de valores, e surgem adaptações e releituras livres do repertório formal anterior, abrindo caminho para o eclético historicismo pós-moderno.

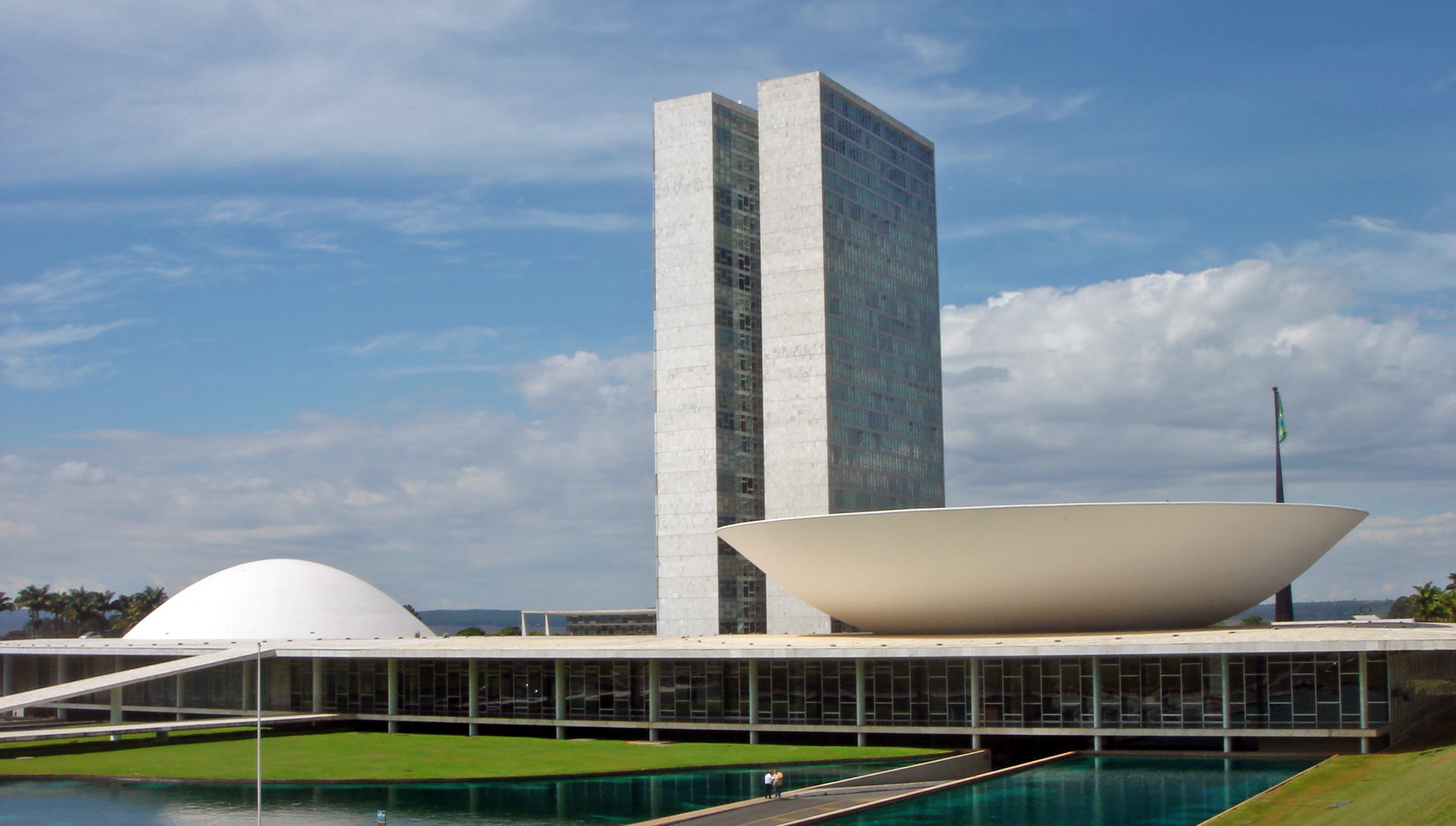
O Congresso Nacional.
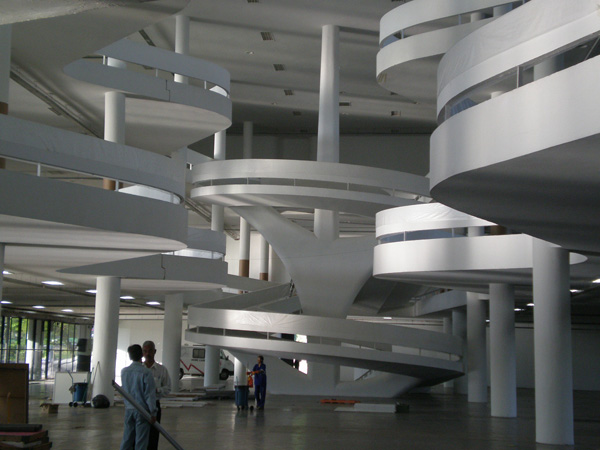
Interior do prédio da Bienal de São Paulo.
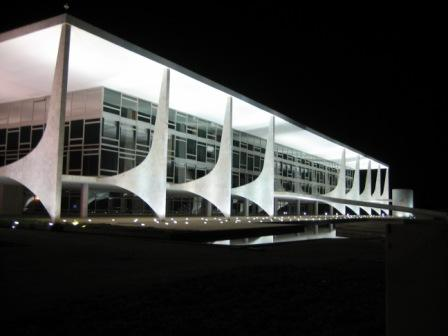
O Palácio do Planalto, Brasília.
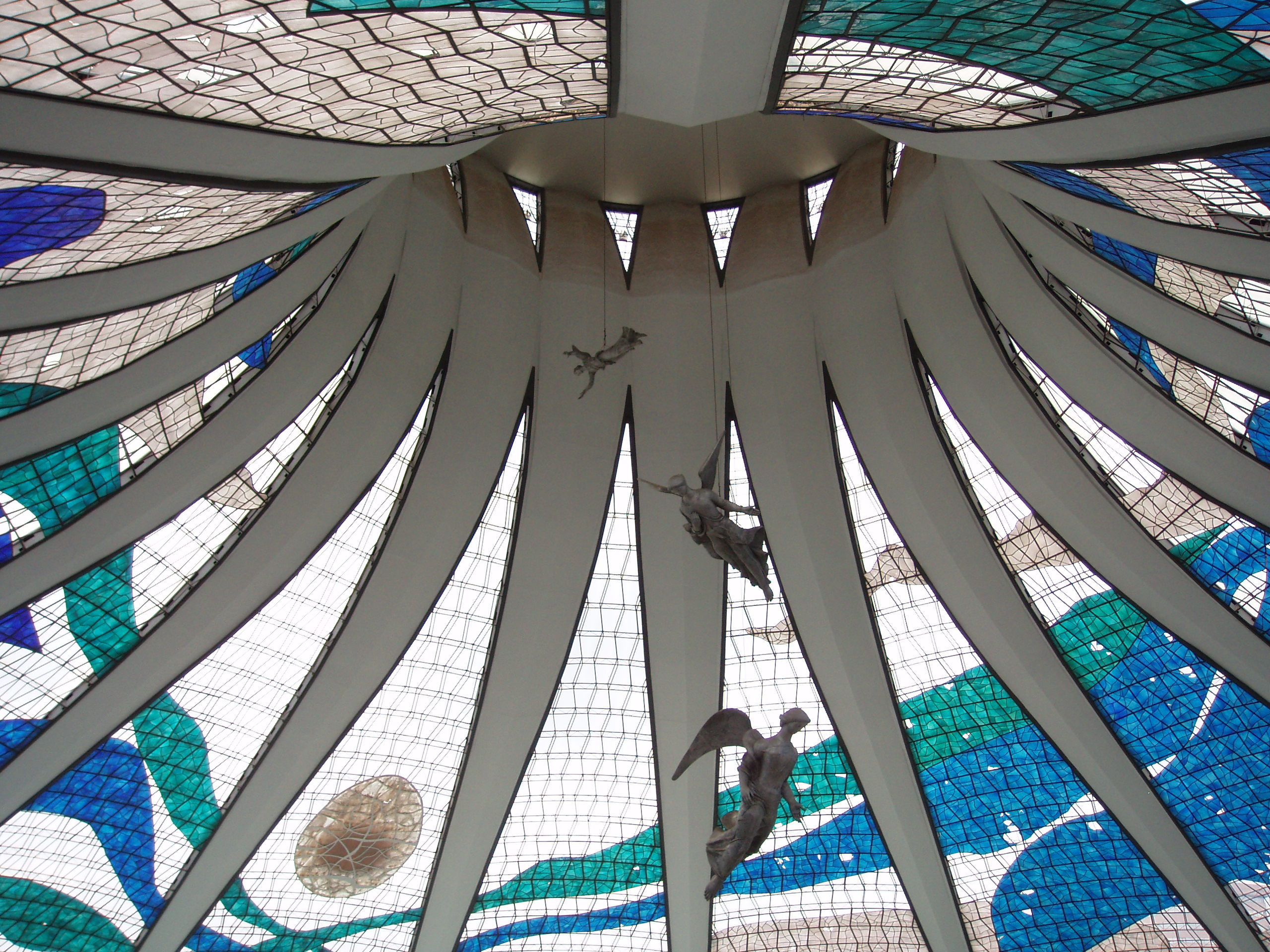
Interior da Catedral Metropolitana de Brasília.

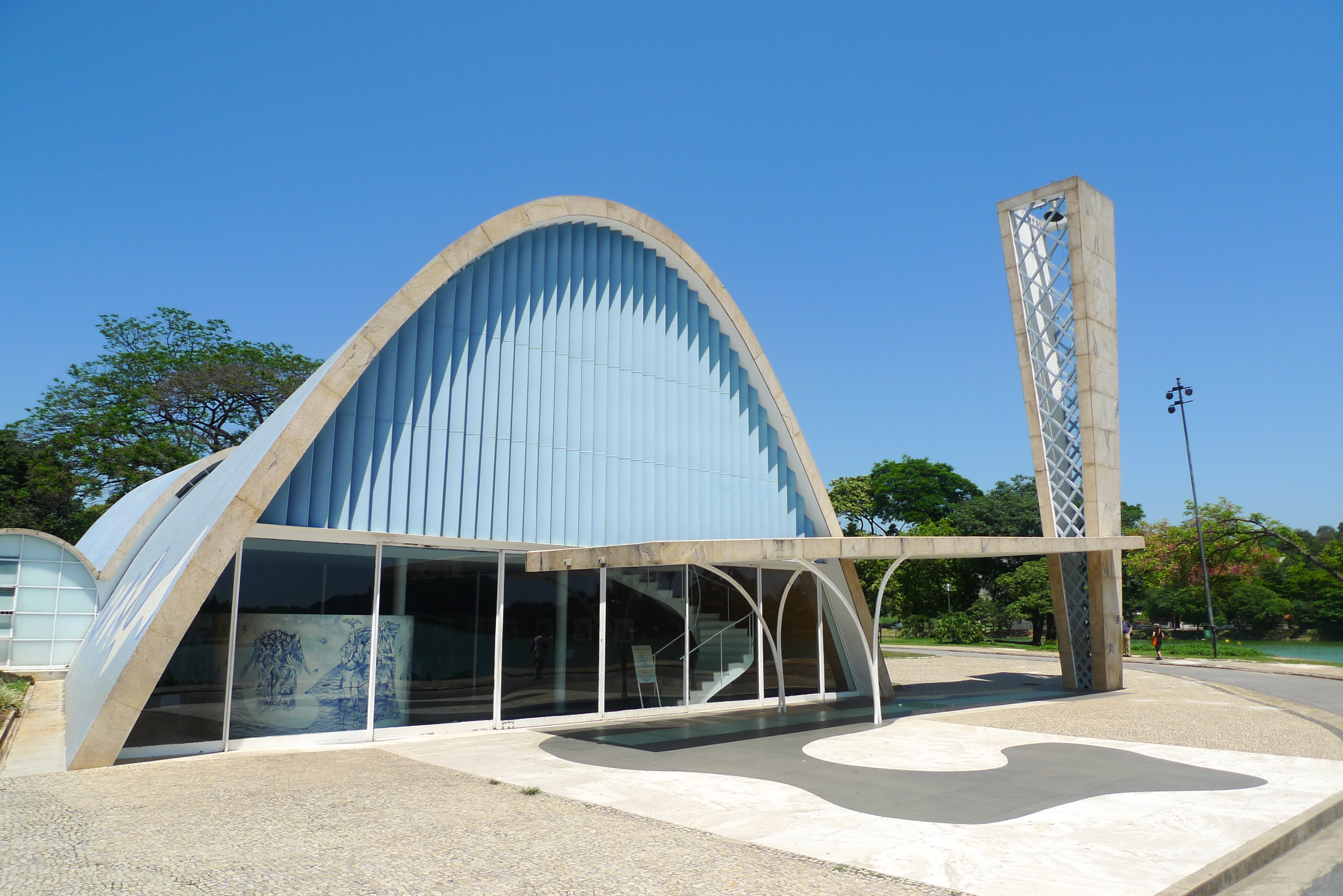
Igreja de São Francisco de Assis da Pampulha, Belo Horizonte.
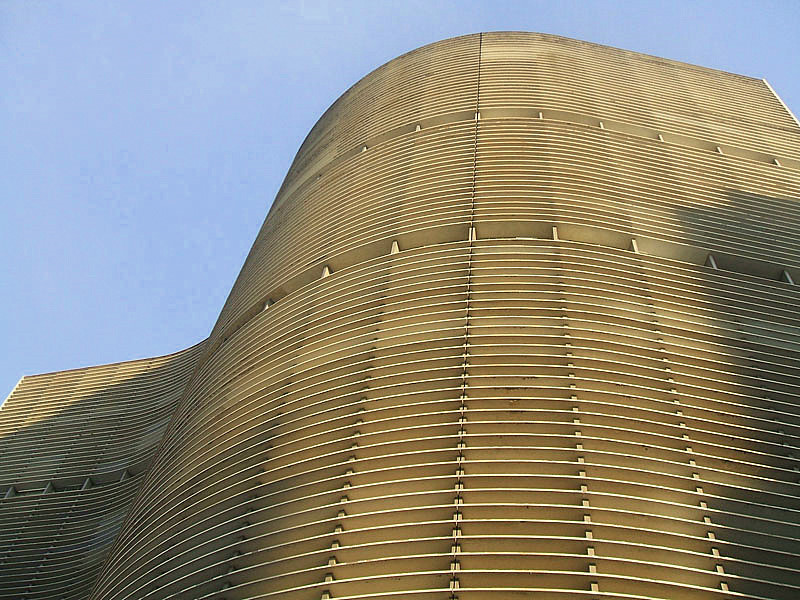
O Edifício Copan, de Oscar Niemeyer, em São Paulo.
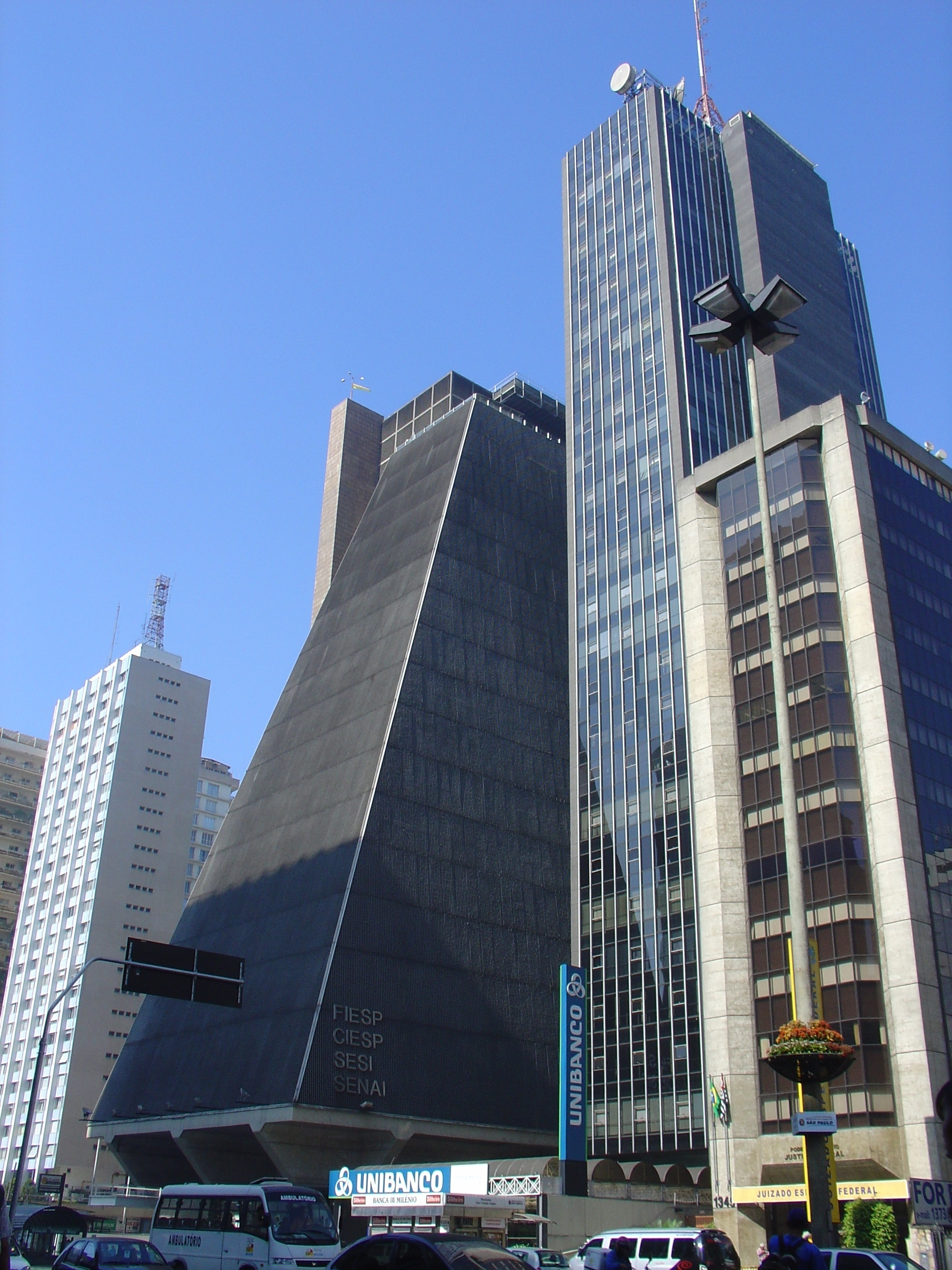
O Edifício da FIESP, do escritório de Rino Levi.
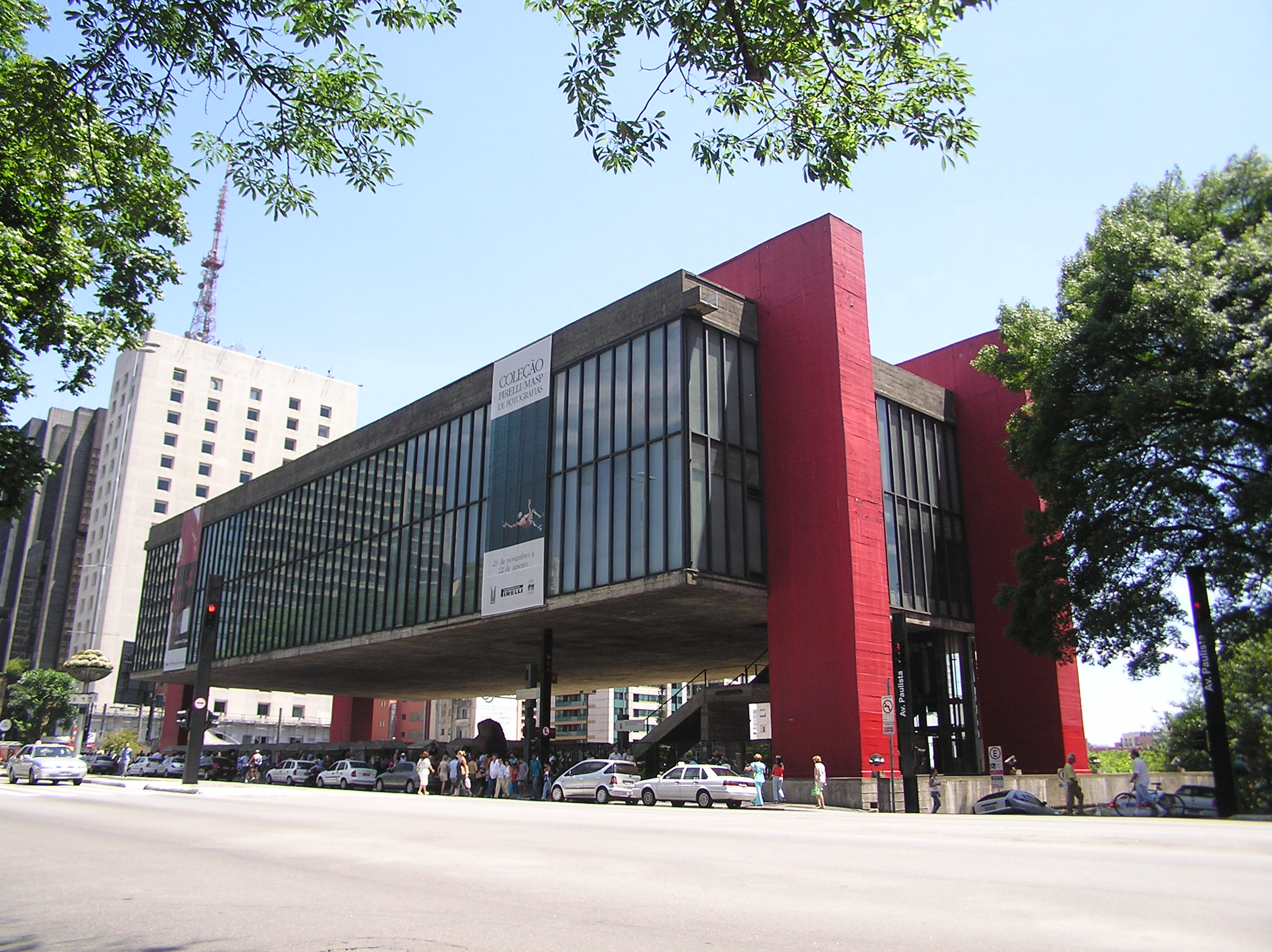
A sede do MASP, de Lina Bo Bardi.

## Pós-modernismo e contemporaneidade

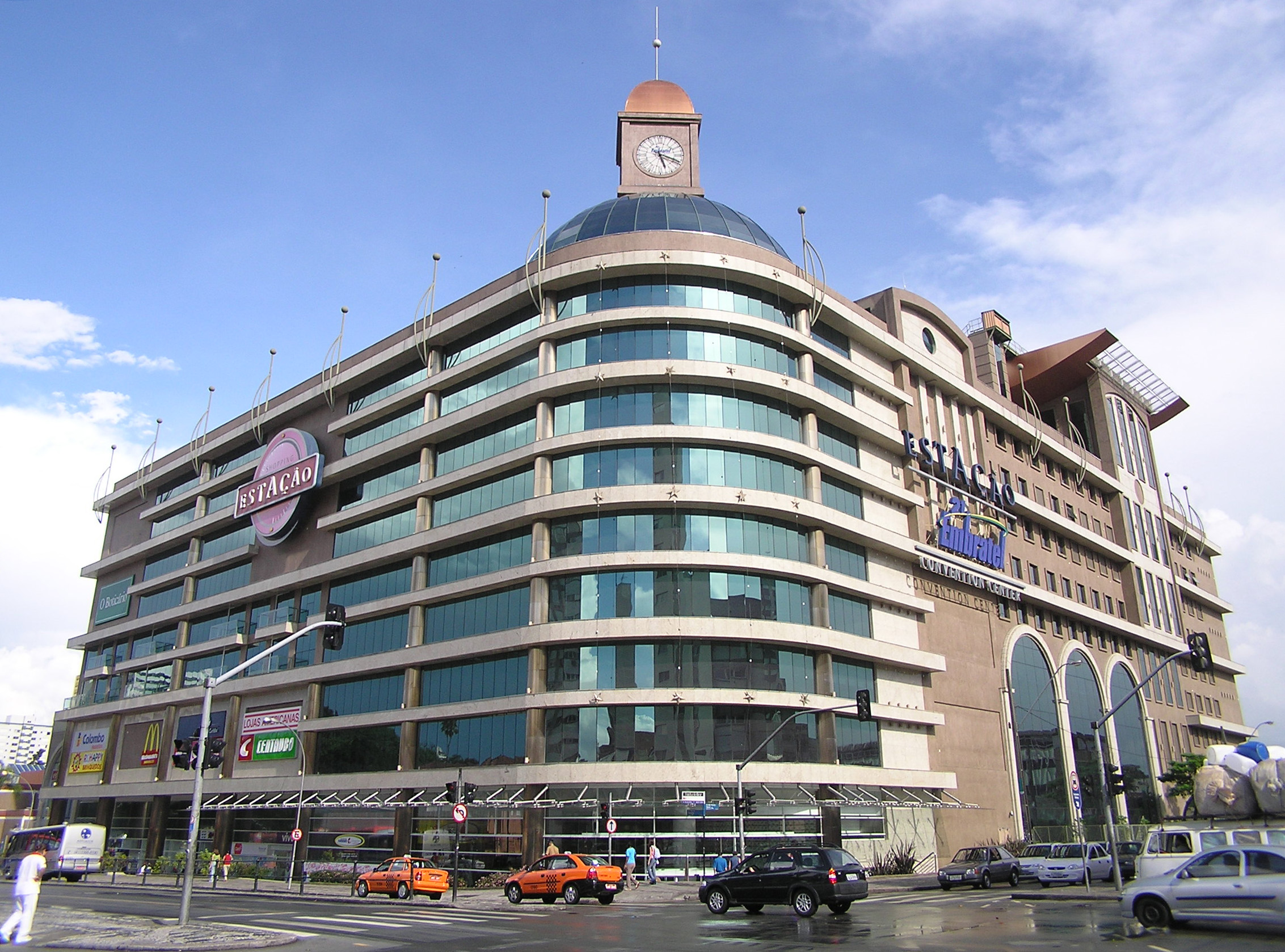
Shopping Estação, Curitiba.

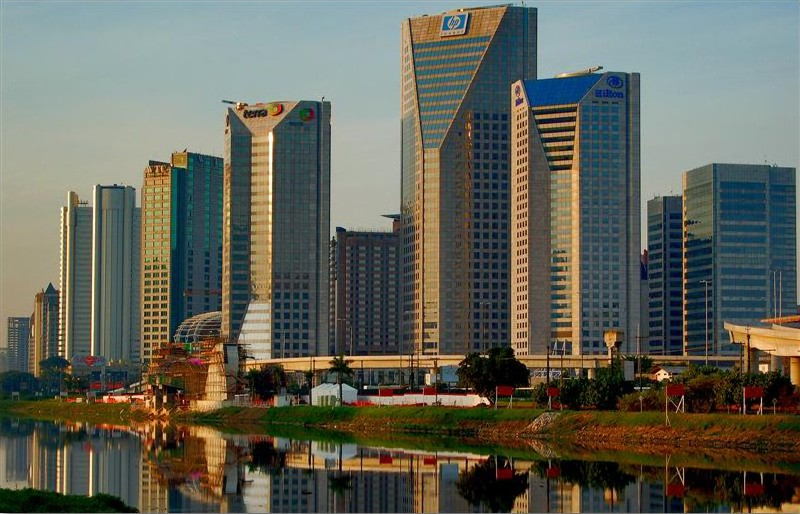
Centro Empresarial Nações Unidas em São Paulo.

A partir da década de 1970 começam a se tornar patentes sérios problemas de urbanismo ligados à crescente densidade populacional nas grandes cidades e à sua intensa verticalização. Particularmente em anos recentes tem havido grande demanda por habitação popular e especulação imobiliária, com conseqüente proliferação de espigões de estrutura "genérica" ou impessoal, rebaixamento na qualidade de vida, impacto ambiental negativo, infra-estruturas sanitárias e de abastecimento hídrico e elétrico insuficientes, perda do senso de escala humana nos prédios, vias de tráfego congestionadas, expansão dos cinturões de pobreza em torno dos grandes centros, degradação do ambiente social e uma série de problemas associados. Embora sejam questões mais diretamente ligadas ao urbanismo, a arquitetura desempenha um papel decisivo neste processo, e as projeções da ONU, apontando que em 2030 60% da população mundial viverá em cidades, forçam uma reavaliação urgente na tipologia das construções e sua adequação às realidades locais com vistas a uma sustentabilidade da urbanização futura.
Face a estes desafios, os dogmas modernistas, suas soluções homogeneizadoras e sua estética fria, descolorida e impessoal baseada no concreto aparente, são abandonados em uma busca de resultados humanos, sociais, estéticos e funcionais mais satisfatórios, calorosos e mais adequados à realidade contemporânea em sua imensa e fluida complexidade. Algumas das soluções sugeridas são no sentido de se criarem pólos de urbanização compacta mas com ênfase no uso misto e multifuncional dos espaços e edifícios, com prioridade para a circulação de pedestres e bicicletas, favorecendo áreas com possibilidade de reurbanização, mantendo-se a preocupação com a conservação dos recursos naturais e incentivando a participação popular num processo de autodeterminação de decisões oficiais básicas relativas ao urbanismo e à arquitetura urbana.
Neste complexo desenvolvimento recente a tecnologia de ponta tem servido à elaboração de uma vasta gama de soluções criativas e ousadas, muitas vezes fazendo uso de um vocabulário formal historicista, impensável para a geração anterior, numa espécie de novo ecletismo onde os prédios descombinam formas, cores e materiais, assinalando sua multivalência, complexidade e contradição com total liberdade de leitura.
A arquitetura brasileira conta hoje algo entre 650 e 780 escolas de formação de nível superior espalhadas por todo o território nacional, e a crítica está firmemente estabelecida, com vasta produção teórica, embora alguns aleguem que "poucos arquitetos brasileiros têm a preocupação de procurar linguagem própria à nossa cultura", que ainda falta muito o que se fazer no campo da discussão e que em termos gerais o novo arquiteto sai da escola despreparado para atuar no mundo contemporâneo, preocupado apenas com a profissão em si e esquecendo que, para enfrentar com sucesso os desafios atuais, deve "entender de política, de macroeconomia, de tecnologia, de cultura; depois, com estas dimensões é que vai colocar nesse contexto a profissão. Não dá para começar pela profissão, sem estudar o contexto", sendo preciso "trabalhar com as raízes culturais. Com a nação, e dentro do próprio país, com as sub-regiões".

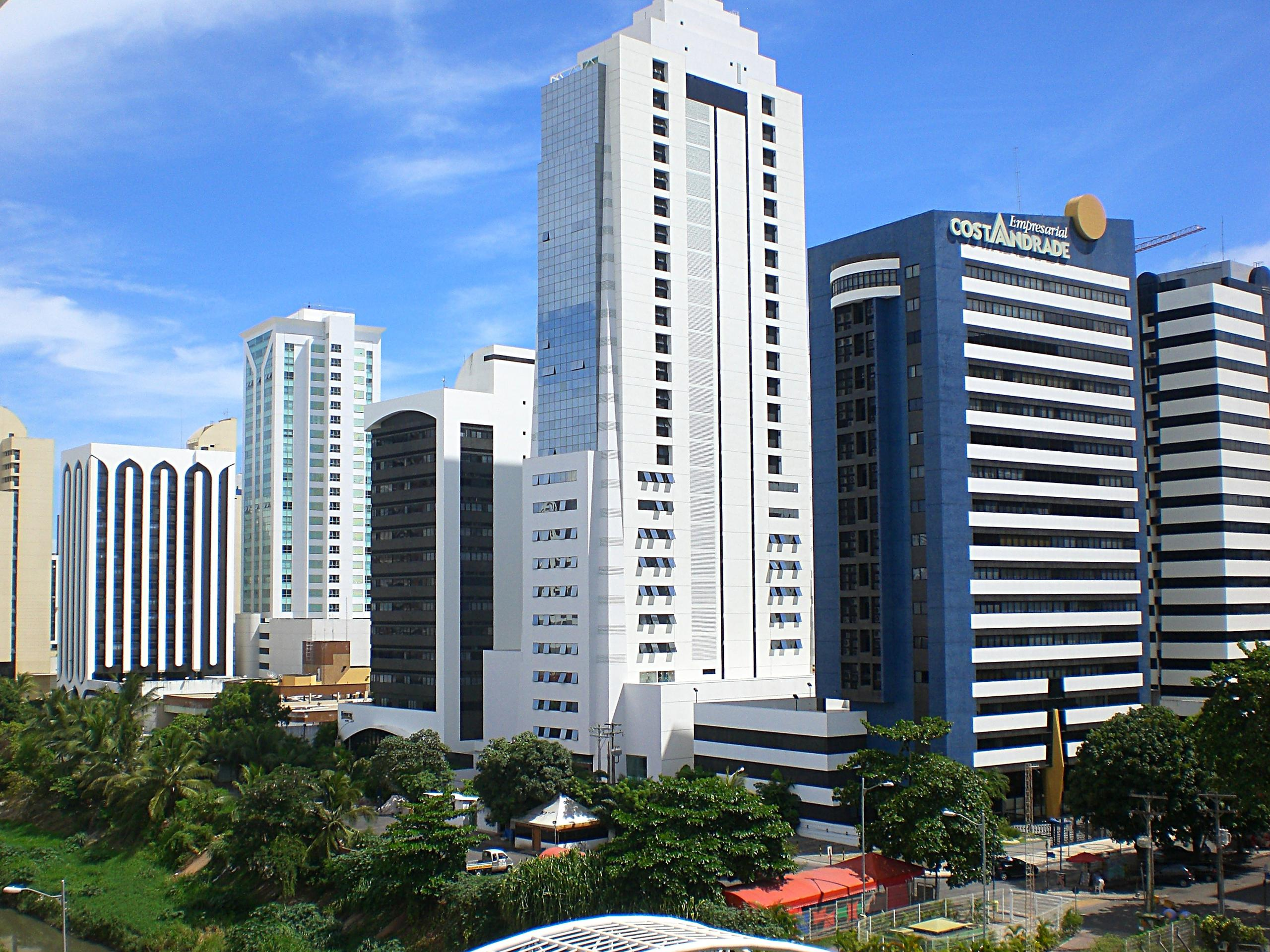
Edifícios do Caminho das Árvores, em Salvador.
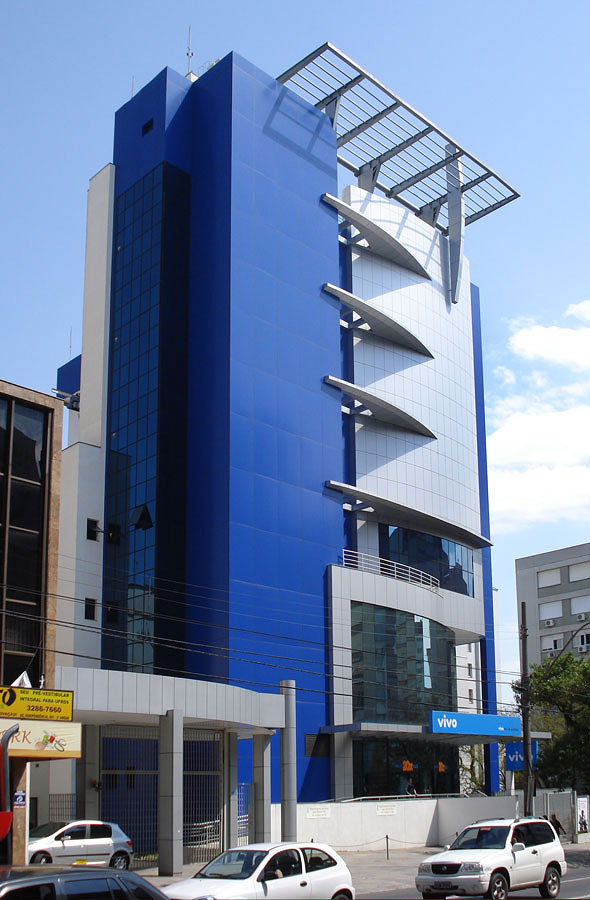
Sede da empresa telefônica Vivo, em Porto Alegre.

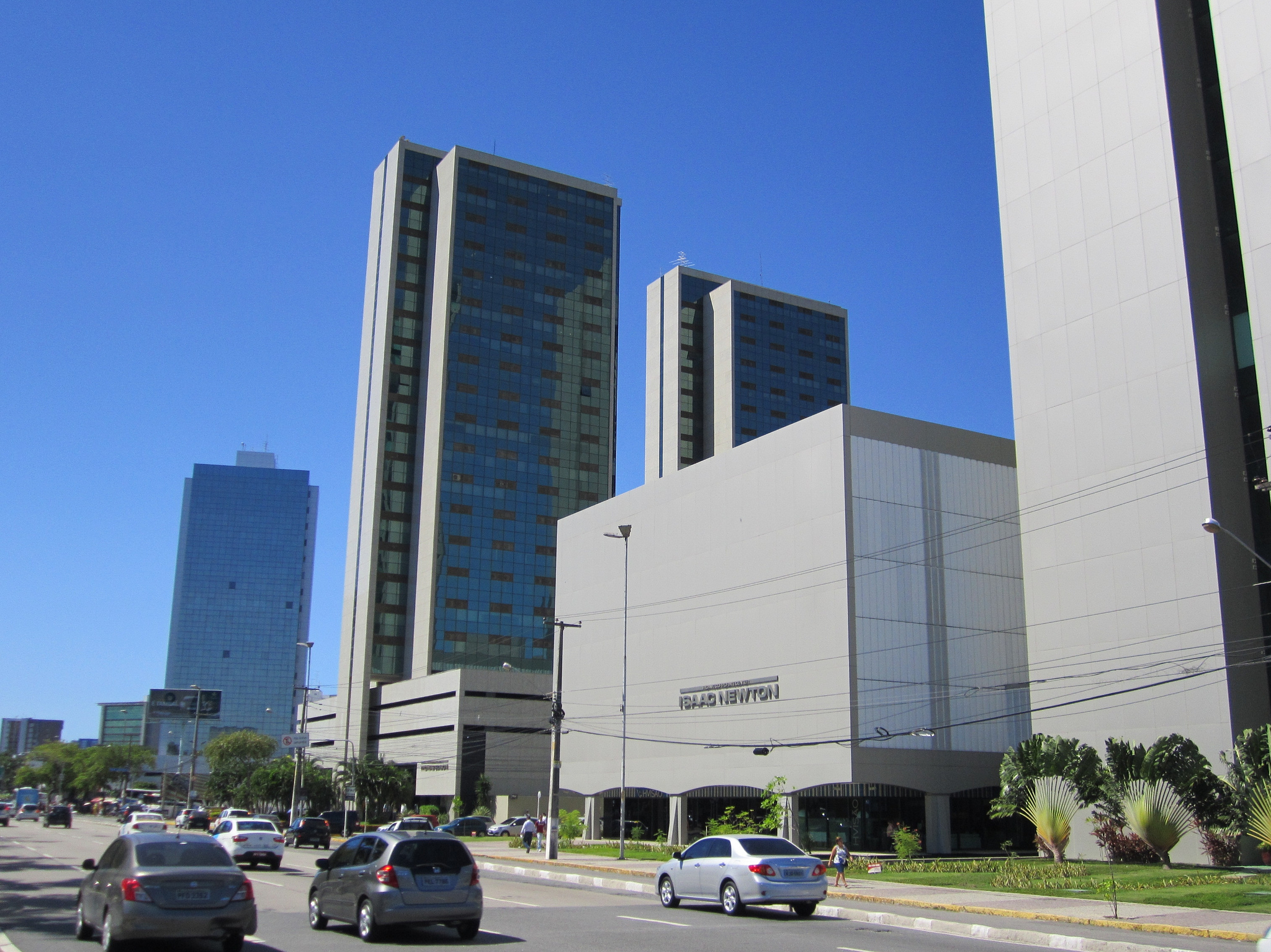
Ilha do Leite, Recife.
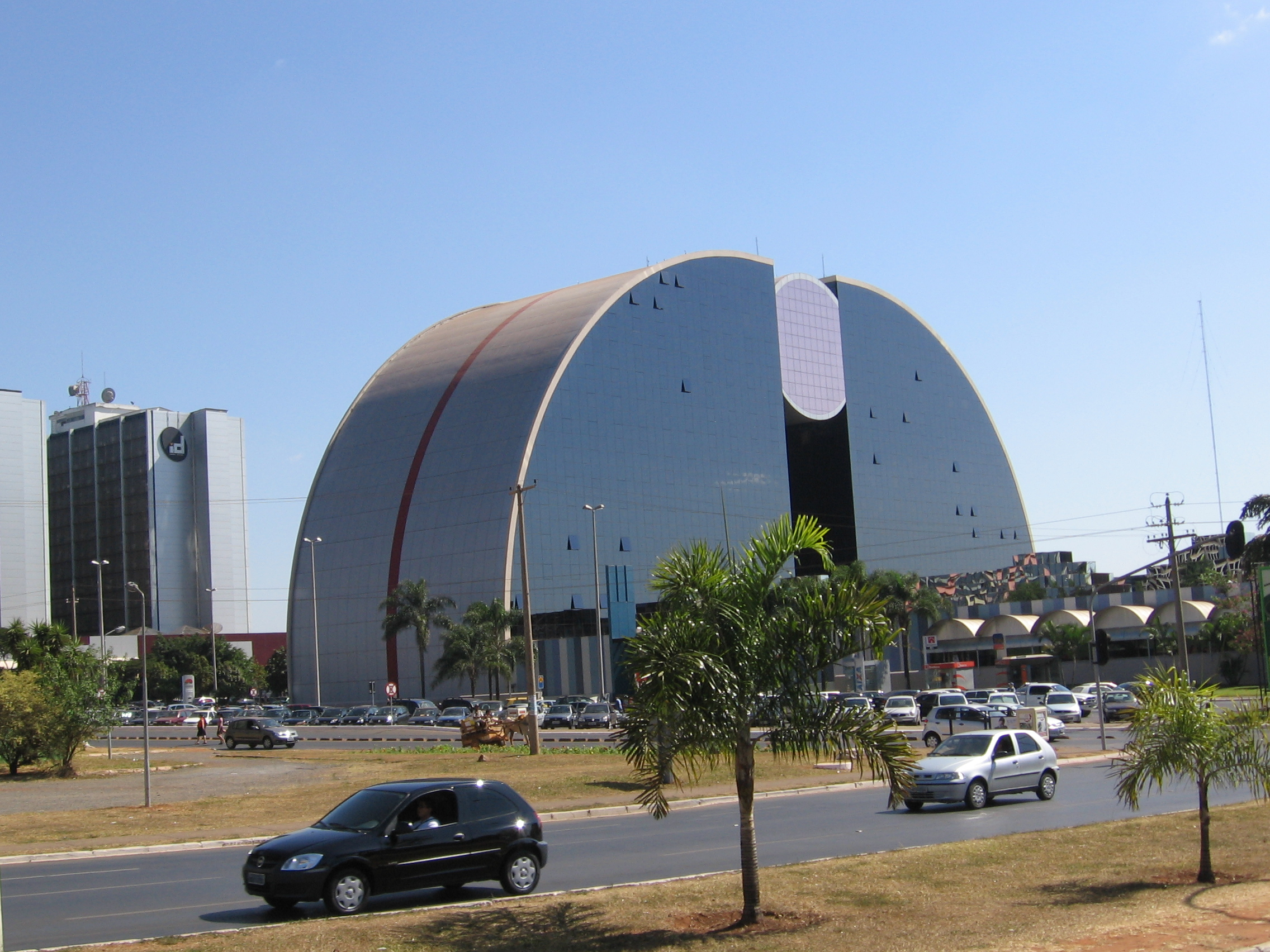
Brasília Shopping.
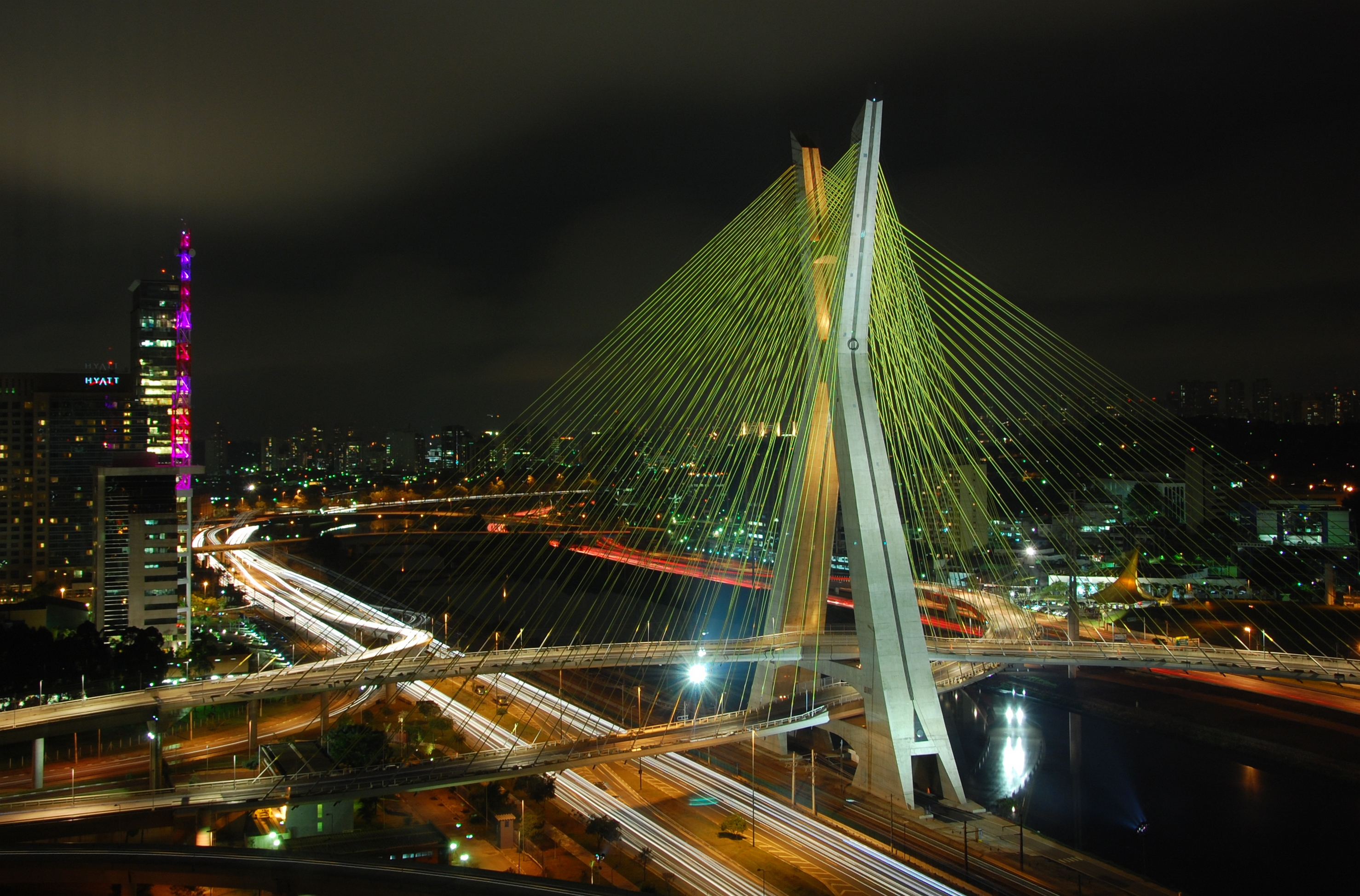
Ponte Octávio Frias de Oliveira, em São Paulo.